# エドヴァルド・ムンク

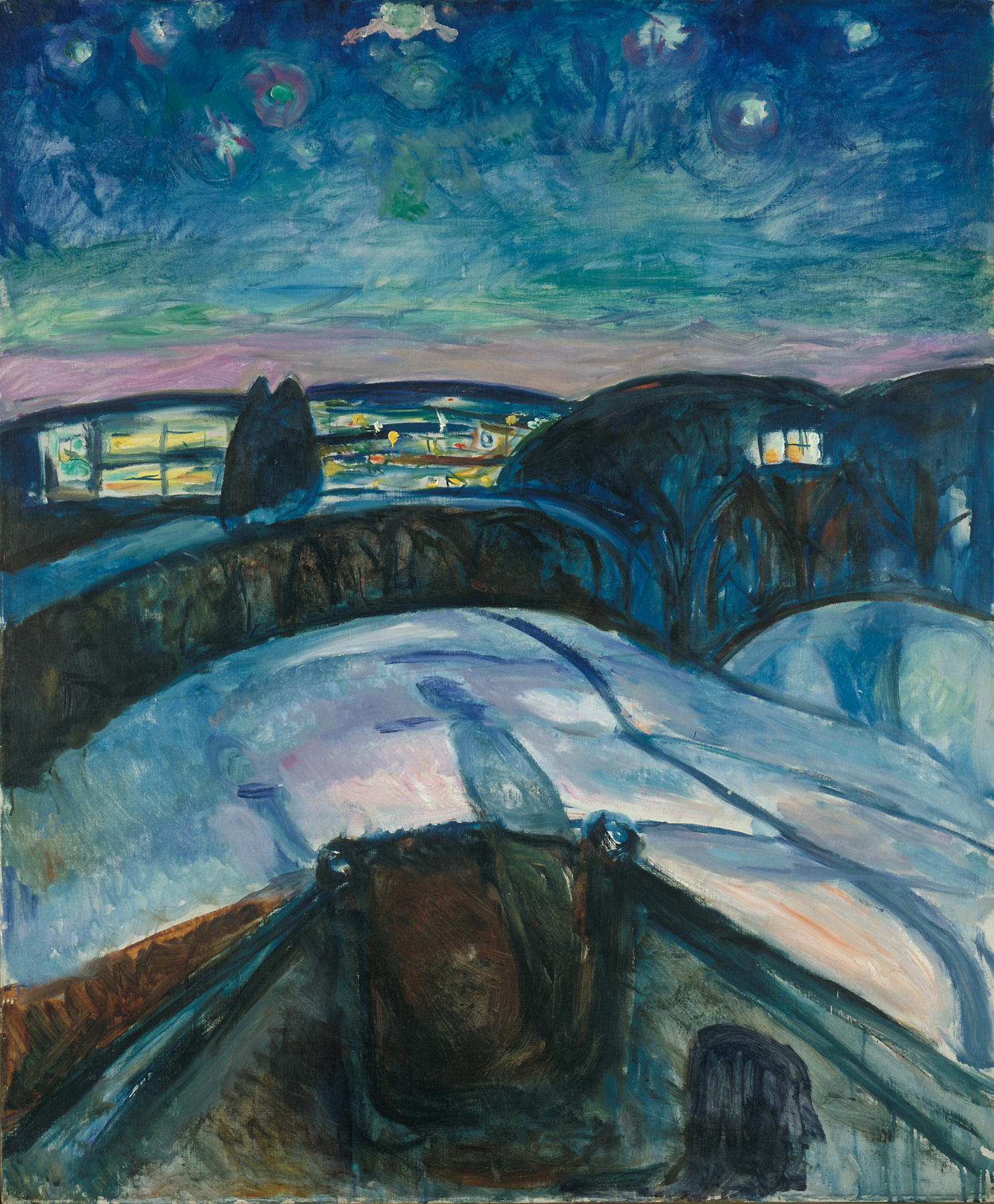
『星月夜』1922-24年。油彩、キャンバス、100 × 120.5 cm。ムンク美術館。
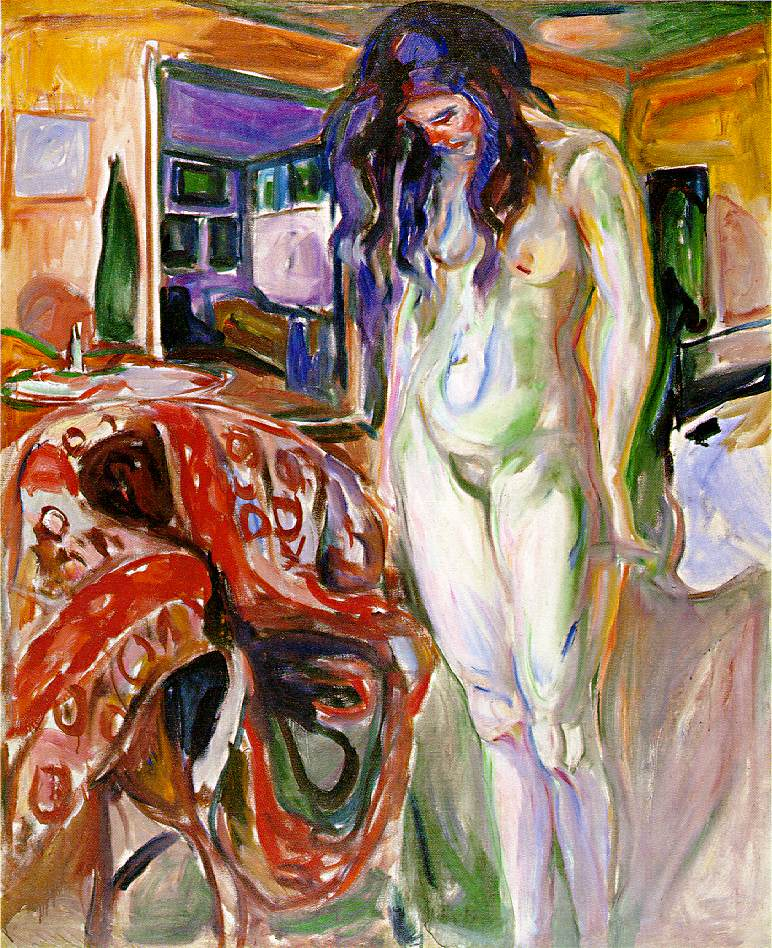
『安楽椅子のそばのモデル』1919-21年。油彩、キャンバス、122.5 × 100 cm。ムンク美術館。

エドヴァルド・ムンク（Edvard Munch (ノルウェー語: [ˈɛdvɑʈ muŋk] ( 音声ファイル)), 1863年12月12日 - 1944年1月23日）は、19世紀 - 20世紀のノルウェー出身の画家。『叫び』の作者として世界的に有名で、ノルウェーでは国民的な画家である。

## 概要
ムンクは1863年、ノルウェーのロイテンで医師の父のもとに生まれ、間もなく首都クリスチャニア（現オスロ）に移った。1868年に母が病気で亡くなり、1877年には姉が亡くなるという不幸に見舞われ、後の絵画作品に影響を与えている（→子供時代）。
1880年、王立絵画学校に入学し、1883年頃から、画家クリスチャン・クローグや作家ハンス・イェーゲルを中心とするボヘミアン・グループとの交際を始めるとともに、展覧会への出品を始めたが、作品への評価は厳しかった（→王立絵画学校とクリスチャニア・ボヘミアン）。
1889年から1892年にかけて、ノルウェー政府の奨学金を得てパリに留学した。この頃、「これからは、息づき、感じ、苦しみ、愛する、生き生きとした人間を描く」という「サン＝クルー宣言」を書き残している。フランス滞在中に、印象派、ポスト印象派、ナビ派など、最先端の芸術に触れ、技法を学んだ（→パリ留学）。
1892年、ノルウェーに帰国してから、「生命のフリーズ」という、テーマを持った連作の構想を固め始めた。この年、ベルリン芸術家協会の招きにより個展を開いたが、これが新聞に激しく攻撃され、1週間で打ち切りとなるというスキャンダルになってしまった。その後もベルリンに住み、北欧の芸術家らと親交を深めながら『叫び』、『マドンナ』、『思春期』といった代表作を次々生み出していき、これが「生命のフリーズ」を構成する作品となった（→帰国、ベルリン）。
1896年にはパリに移り住み、版画の制作などに注力した（→パリ）。1897年からはノルウェー海沿いの村オースゴールストランを一つの拠点とし、イタリア、ドイツ、フランスの各地と行き来しながら、「生命のフリーズ」を完結する作品を制作していった。この頃にムンクはトゥラ・ラーセンという女性と交際していたが、徐々に彼女を避けるようになっていた（→オースゴールストラン）。
ノルウェーでの評価の行き詰まりから、1902年からはドイツを中心に活動したが、この年、ラーセンと口論の末、暴発したピストルで手にけがを負うという事件があった。1903年頃からは友人のマックス・リンデのための連作を制作したり、イプセンの舞台装置の下絵を書いたりした（→ドイツでの活動）。
1908年、コペンハーゲンの精神病院に入院し、療養生活を送った。この時にはノルウェー政府から勲章を与えられたり、国立美術館がムンクの作品を購入したりして、ムンクの評価は決定的になっていた（→精神病院）。1909年に退院するとノルウェーに戻り、クリスチャニア大学講堂の壁画や労働者シリーズを手がけた（→ノルウェーへの帰還、講堂壁画）。1916年からはオスロ郊外のエーケリーに住み、制作を続けていたが1944年に亡くなった（→晩年）。
ムンクが代表作の多くを制作した1890年代のヨーロッパは世紀末芸術と呼ばれる時代であり、同時代の画家たちと同様、リアリズムを離れ、人間の心の神秘の追求に向かった。『叫び』に代表される作品には、説明し難い不安が通底しているが、ムンクが鋭敏な感受性をもって、人間の心の闇の世界を表現したものといえる（→時代背景と作風）。
作品の多くはムンク美術館等の美術館に収蔵されている（→主な作品）。その中でも、『叫び』は世界的に抜群の知名度を誇り、複数バージョンのうち個人所蔵のパステル画が、2012年にオークションで手数料込み1億1990万ドル（約96億円）で落札されたことは、大きなニュースとなった（→『叫び』）。

## 生涯

### 子供時代
ムンクは1863年12月12日、ノルウェーのヘードマルク県ロイテンに生まれた。父クリスティアン・ムンク（1817年 - 1889年）は医者であり、1843年から船医、1849年からは陸軍軍医を務めノルウェー各地の駐屯地を転々としていたが、1861年にラウラ・カトリーネ・ビョルスタ と出逢い間もなく結婚した。
2人の間にはエドヴァルドの前に長女ヨハンネ・ソフィーエ（1862年生）が生まれていた。エドヴァルドが生まれた直後の1864年早々、一家はクリスチャニア（現オスロ）に移り住んだ。ここで次男ペーテル・アンドレアース（1865年生）、次女ラウラ・カトリーネ（1867年生）が生まれた。
しかし母ラウラ・カトリーネが結核に冒され、いったん持ちこたえて三女インゲル・マリーエ（1868年生）を産んだものの1868年12月29日に亡くなった。以後、母の妹カーレン・ビョルスタ がムンク家の世話をすることになった。
ムンクの父はもともと信心深い性格であったが、妻の死後は狂信的なほどキリスト教への信仰にのめり込み、子どもたちを叱るときは異常なほどに厳しかった。ムンクは父の狂信的な考えに反発して口論した日の夜、父の寝室を覗き、父がベッドの前にひざまずいて祈っているのを目撃して衝撃を受けたことを後に回想している。ムンクはその光景をすぐにスケッチに描くことによって、ようやく落ち着いて寝入ることができたという。ムンクは「病と狂気と死が、私の揺りかごを見守る暗黒の天使だった」と語っている。
1875年、一家はクリスチャニア市内のグリューネル・ルッケン地区に引っ越した。しかしその後、ムンクは慢性気管支炎を患った。ムンクの手記によれば1876年末頃、彼は血を吐き結核だと思い自分の死が近いことを覚悟した。さらに姉のヨハンネ・ソフィーエが結核に感染し、1877年11月15日に15歳で亡くなった。ムンクにとって姉は、きょうだいの中でも特別で、亡き母に代わって愛情を注いでくれる存在であったため衝撃は大きかった。こうして身近に「死」を実感したことが後のムンクの芸術に生涯影響を与え続け、特に『病室での死』（1893頃）『病める子』（1886）といったムンクの初期の諸作品では直接のモチーフになっている。
ムンクは通っていた学校を1879年に中退している。この頃から画家になりたいという希望を持っていたが父の反対に遭い、技師になるためクリスチャニア工業学校に通うことになった。しかしムンクはリューマチ熱のため欠席が続き1880年11月8日に退学。その日、ムンクは日記に「僕の運命は今や――まさに画家になることだ」と書いている。
それまでも水彩画や鉛筆画で風景や家屋のスケッチをしていたが、ムンクの日記によれば1880年5月22日に油絵用の画材一式を買い、5月25日に古アーケル教会を写生している。

### 王立絵画学校とクリスチャニア・ボヘミアン
ムンクは父を説得し、同年（1880年）12月16日、ノルウェー王立絵画学校（現・オスロ国立芸術大学）の夜間コースに入学した。1881年8月にフリーハンド・クラス、1882年夏頃にモデル・クラスに編入した。ムンクはこの学校で健康を取り戻し、教官の彫刻家ユーリウス・ミッデルトゥーンの指導を受けた。また、同年（1882年）初め頃、友人6名とともにカール・ヨハン通りの国会広場に面して建つ「プルトステン」ビルの屋根裏にアトリエを借り、そこで画家クリスチャン・クローグの指導を受けた。ムンクは後に「私を彼の弟子の一人とみなすのはどうしても無理がある。……とはいえ、私たちはみなクローグを非常に好ましく思い、また立派な画家と考えていた。」と書いている。
同年（1882年）夏、ヘードマルク県に滞在し、同年秋にはクリスチャニア西郊をスケッチして回った。1883年秋、親類の画家フリッツ・タウロウが主催するモードゥム野外アカデミーに参加して制作や討論を行った。これがきっかけで、クリスチャニア・ボヘミアンという当時の前衛作家・芸術家のグループと交際するようになる。この年（1883年）、彼は産業及び芸術展覧会に油絵『習作・若い女の頭部』、第2回秋季展（芸術家展）に『ストーブに火をつける少女』を出品した。さらに、1884年の秋季展（官立芸術展と改称）に『朝（ベッドの端に腰掛ける少女）』を出品したが、ノルウェー国内では酷評された。

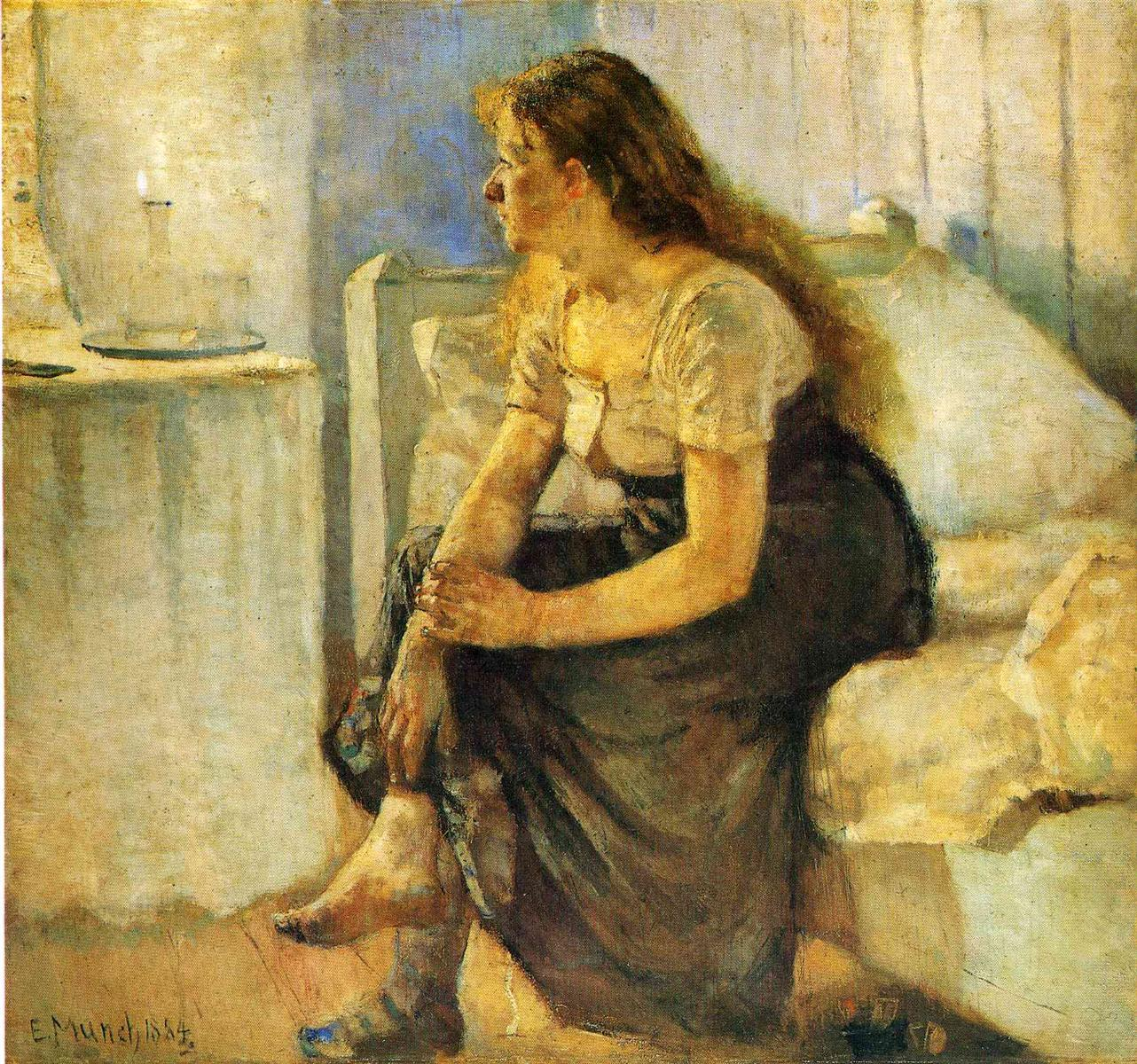
『朝』1884年。油彩、キャンバス、96.5 × 103.5 cm。ベルゲン美術館。

一方、フリッツ・タウロウはムンクの才能を認めており、ムンクにパリのサロンを見学する機会を提供したいと同年（1884年）3月、父クリスティアンに支援を申し出ている。ムンクの病気のためパリ行きはいったん延期されたものの、1885年5月に友人の画家エイヨルフ・ソートとともにパリに向かった。そこでサロンとルーヴル美術館に通い詰め、エドゥアール・マネの多くの作品に接して、色彩の表現や、画面の中の一点を強調する技法を学んだ。他方、サロンで尊敬を集めているアカデミズム絵画のブグローについては「ブルジョア連中の関心を引いていたにすぎない」と切り捨てている。この年の秋季展には『画家カール・イェンセン＝イェル像』を出品したがこれも酷評された。
同年（1885年）4月、ムンク一家はスカウ広場に面した建物に移った。ムンクはここで『春』『思春期』（第1作）『病める子』『その翌朝』を描いた。亡くなった母や姉を重ね合わせた『病める子』は1年近くかけて描き上げたもので、1886年の秋季展に出展したが、これも保守系日刊紙『モルゲンブラーデ』から「当然必要な下塗りさえしていない」「近づけば近づくほど、何が何やら分からなくなり、しまいには雑多な色の斑点だけになってしまう」と書かれるなど激しく攻撃された。ムンクは後に『病める子』について、新しい道を切り開いた作品だと位置付けつつ「ノルウェーではこれほどスキャンダルを巻き起こした絵はない」と自ら記し、展覧会初日の会場で、哄笑や非難の声が聞こえてきたことを振り返っている。唯一クリスチャン・クローグだけは『病める子』を弁護してくれて、ムンクはこの絵をクローグに贈った。
この頃、クリスチャニア・ボヘミアンのリーダー格であるアナーキスト作家のハンス・イェーゲルと知り合った。伝統的なキリスト教的道徳に公然と異を唱え、自由恋愛主義を訴えるイェーゲルに、当時のクリスチャニアの若者たちが熱狂したのと同様、ムンクもその信奉者となった。ムンクにとってボヘミアン時代は、霊感と活気を与えてくれる時代であったが、同時に独断主義的なボヘミアンのメンバーに対して「反吐の出そうな馬鹿者」と嫌悪感を表してもいる。また、ムンクは1885年から数年間、人妻ミリー・タウロウとの禁じられた恋愛に陥り、苦しい思いをした。

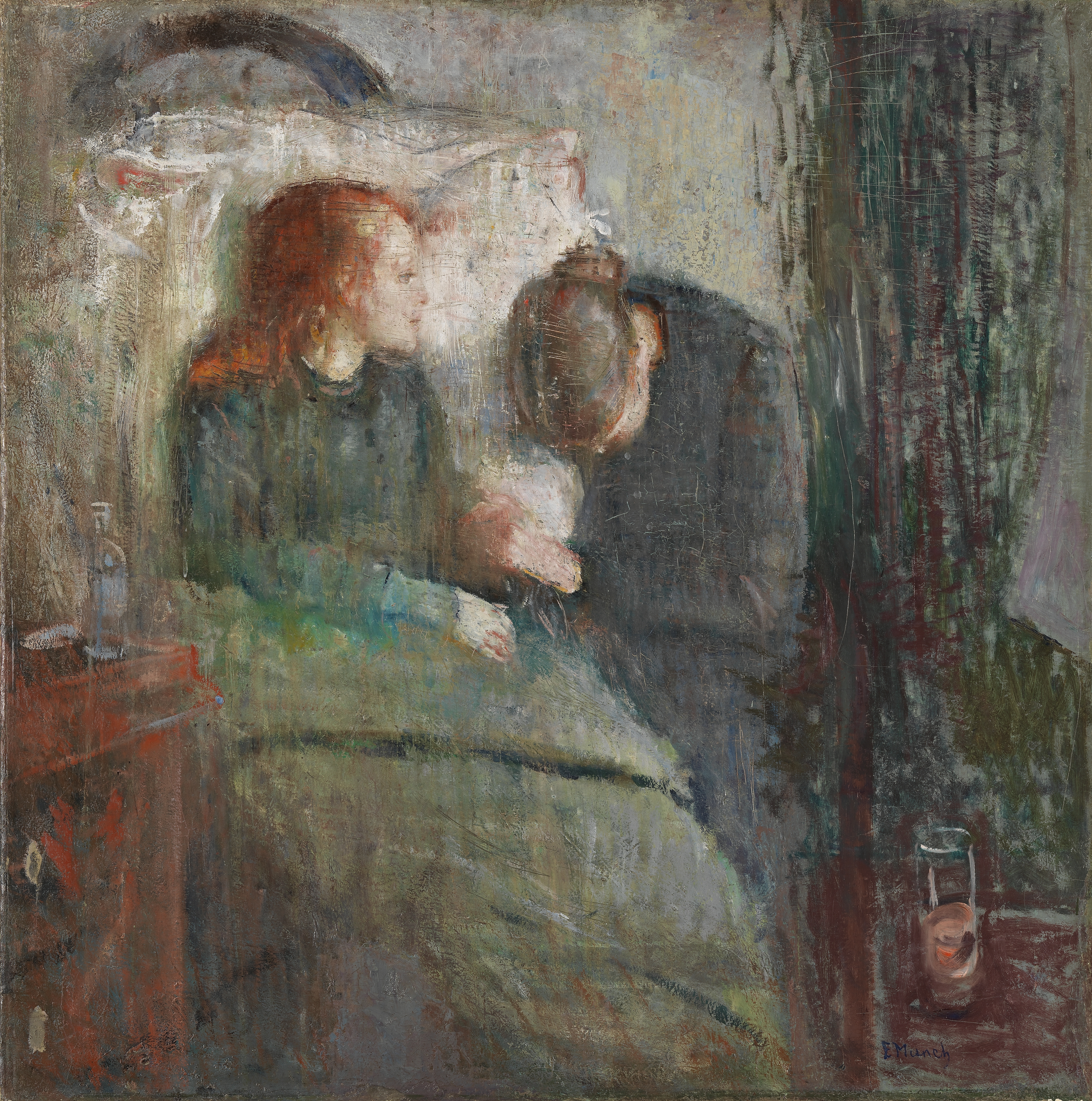
『病める子』1885-86年。油彩、キャンバス、120 × 118.5 cm。オスロ国立美術館[26]。

1888年秋、ムンクはクリスチャニア南西の海辺の村オースゴールストランを訪れ『郵便船の到着』などの写生的な油絵を描いた。1889年初頭に重病を患い、回復途中に『春』を描いた。これはこの時期の最高傑作とされる。同年5月9日からカール・ヨハン通りの学生協会の小ホールに『ハンス・イェーゲル像』『春』などの自作110点を並べる個展を開催した。当時のノルウェーでは、個展というものが開催されること自体が初めての試みであった。

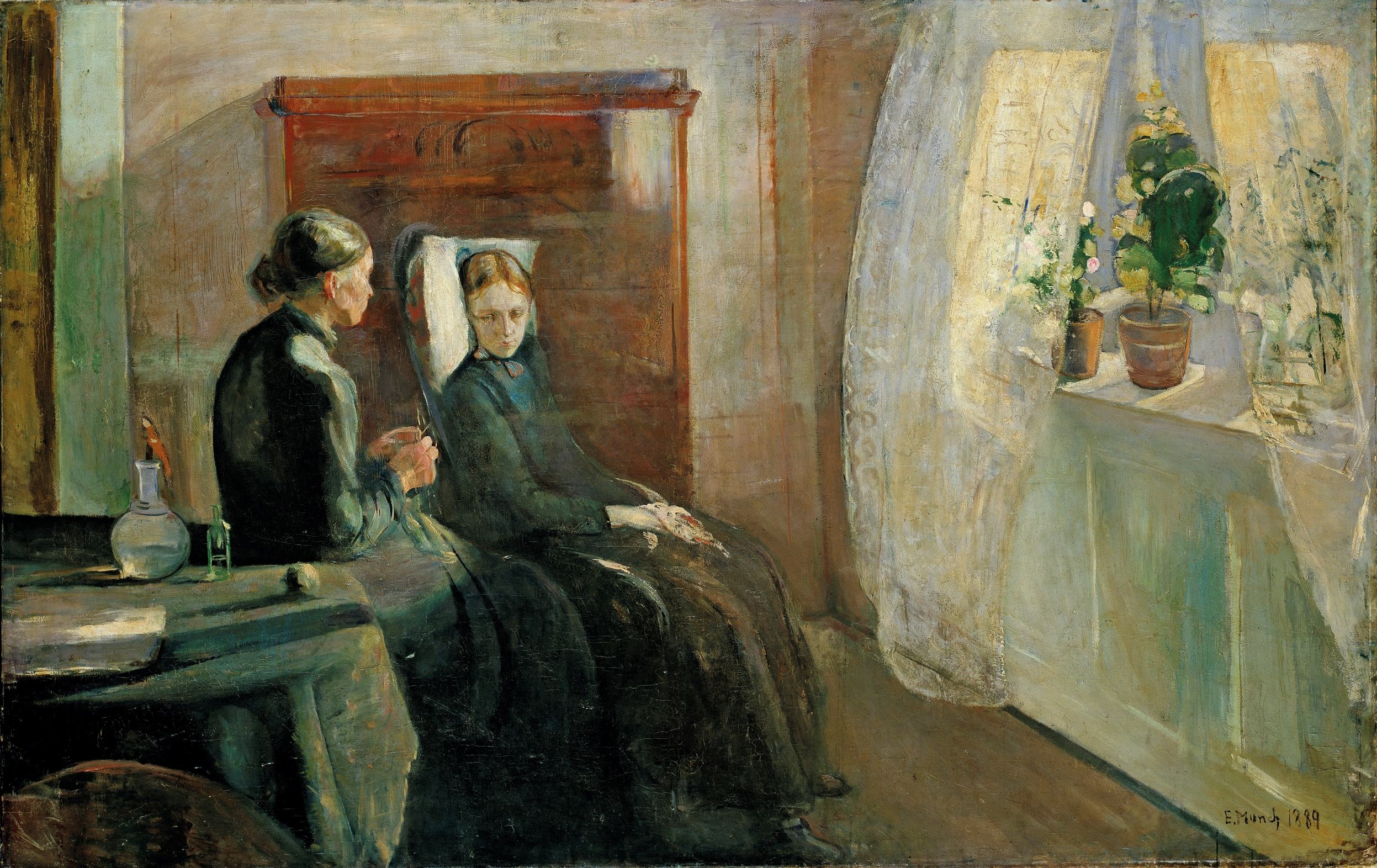
『春』1889年。油彩、キャンバス、169.5 × 264.2 cm。オスロ国立美術館[30]。
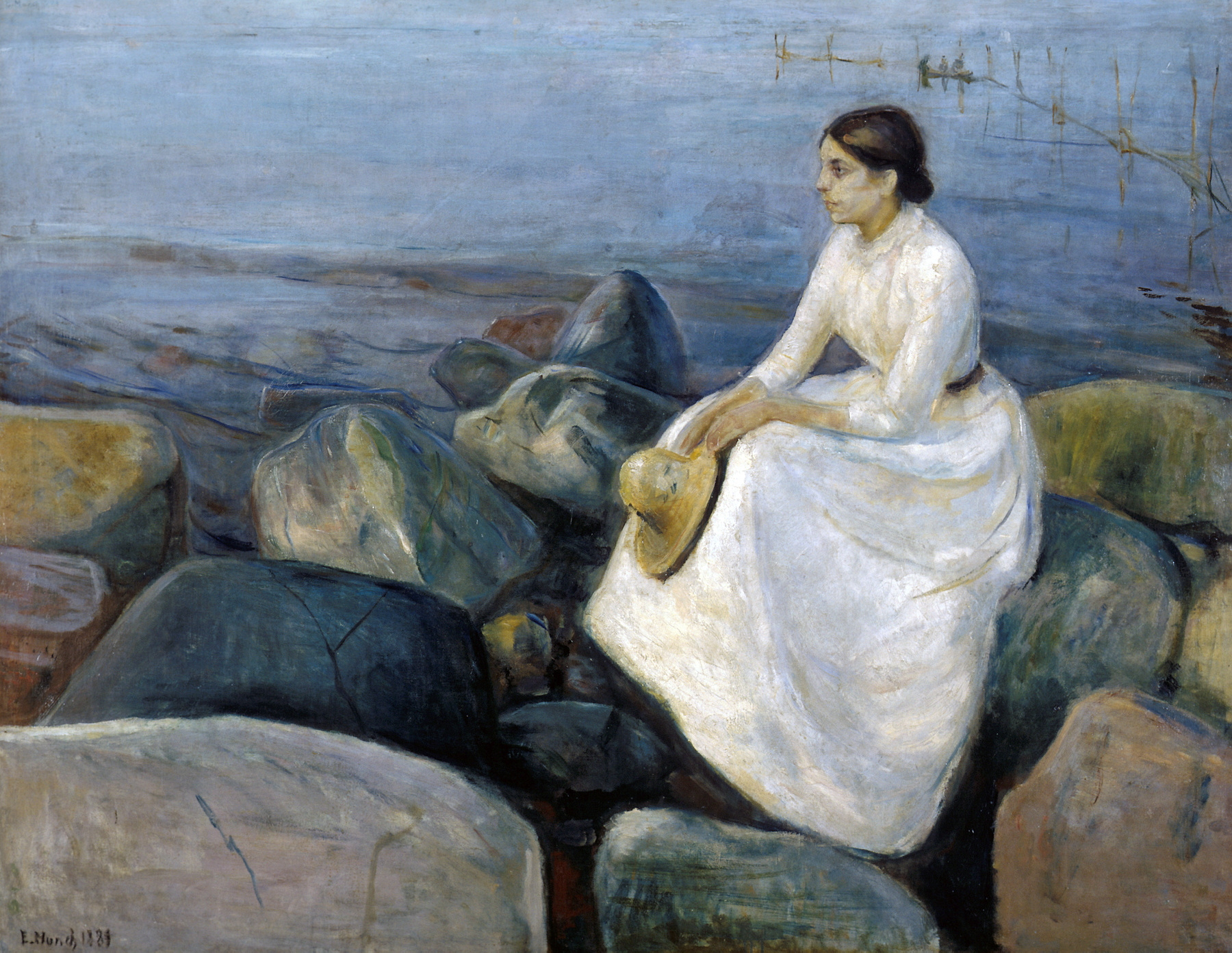
『浜辺のインゲル（英語版）（夏の夜）』1889年。油彩、キャンバス、126 × 161 cm。ベルゲン美術館。

### パリ留学（1889年10月-1892年3月）
同年（1889年）10月、1500クローネの政府奨学金が与えられた。それと同時にパリで1年間デッサンを学ぶことを命じられ、ムンクはパリに赴いた。ところがその年の12月に突然、父クリスティアンが亡くなったことが叔母カーレンから伝えられ衝撃を受けた。ムンクはその直後、パリ郊外のサン＝クルーに移ってデンマークの詩人エマヌエル・ゴルスタイン (Emanuel Goldstein) と同居した。1890年にゴルスタインをモデルにして描いた『サン＝クルーの夜』には孤独と不安が表れている。この頃、エドヴァルドは手帳に次のような走り書きを残しており、後の「生命のフリーズ」の構想の端緒となったものとして「サン＝クルー宣言」と呼ばれている。
1890年、秋季展に作品を提出し2回目の政府奨学金が認められて11月にパリへ向かった。しかし、航海中にリューマチ熱を発してル・アーヴルで下船し、2か月間入院した。
1891年1月に退院すると、パリ、更に温暖な南仏ニースを訪れ「思っていたよりもはるかに美しい街です」と友人に書き送っている。夏の間、オースゴールストランに戻ったが、この時にクリスチャン・クローグの妻オーダ・クローグから誘惑を受け、クローグ夫妻とオーダ・クローグの愛人ヤッペ・ニルセンをめぐる複雑な恋愛関係に巻き込まれた。ムンクはこの人間関係を『メランコリー』に描き秋季展に提出した。ムンクは3回目の奨学金を期待したが、病気で創作活動を十分行えていないムンクが奨学金を受給することを批判する論説が新聞に載った。その冬はニースを再訪して南仏で過ごした。しかしこの頃、妹ラウラが精神病を悪化させて入院したこともあって、ムンクは精神的に追い詰められてカジノで奨学金を浪費してしまった。
ムンクはこうしてフランスに滞在している間に、印象派の画家たち、特にクロード・モネとカミーユ・ピサロから大きな影響を受けた。それに加えてエミール・ベルナール、エドゥアール・ヴュイヤール、フェリックス・ヴァロットン、フィンセント・ファン・ゴッホ、アンリ・ド・トゥールーズ＝ロートレックなどの作品から技法を学んだ。『カール・ヨハンの春の日』（1890年）『ラファイエット街』（1891年）など、印象派の影響を受けた点描風の油絵作品も多い。一方、当初デッサンを学ぶために師事したレオン・ボナとは、色彩の使い方について相容れず対立した。

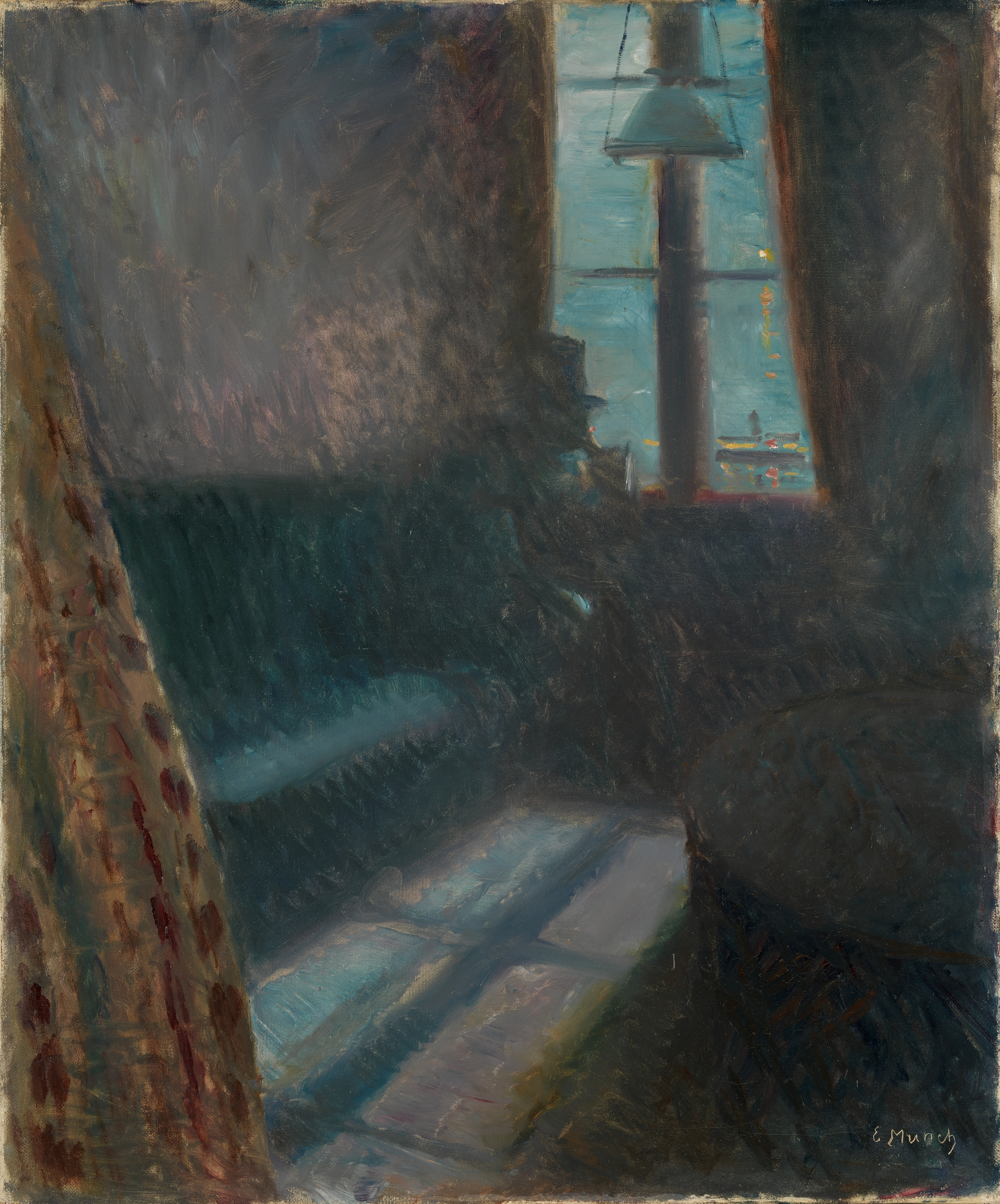
『サン＝クルーの夜』1890年。油彩、キャンバス、64.5 × 54 cm。オスロ国立美術館[41]。
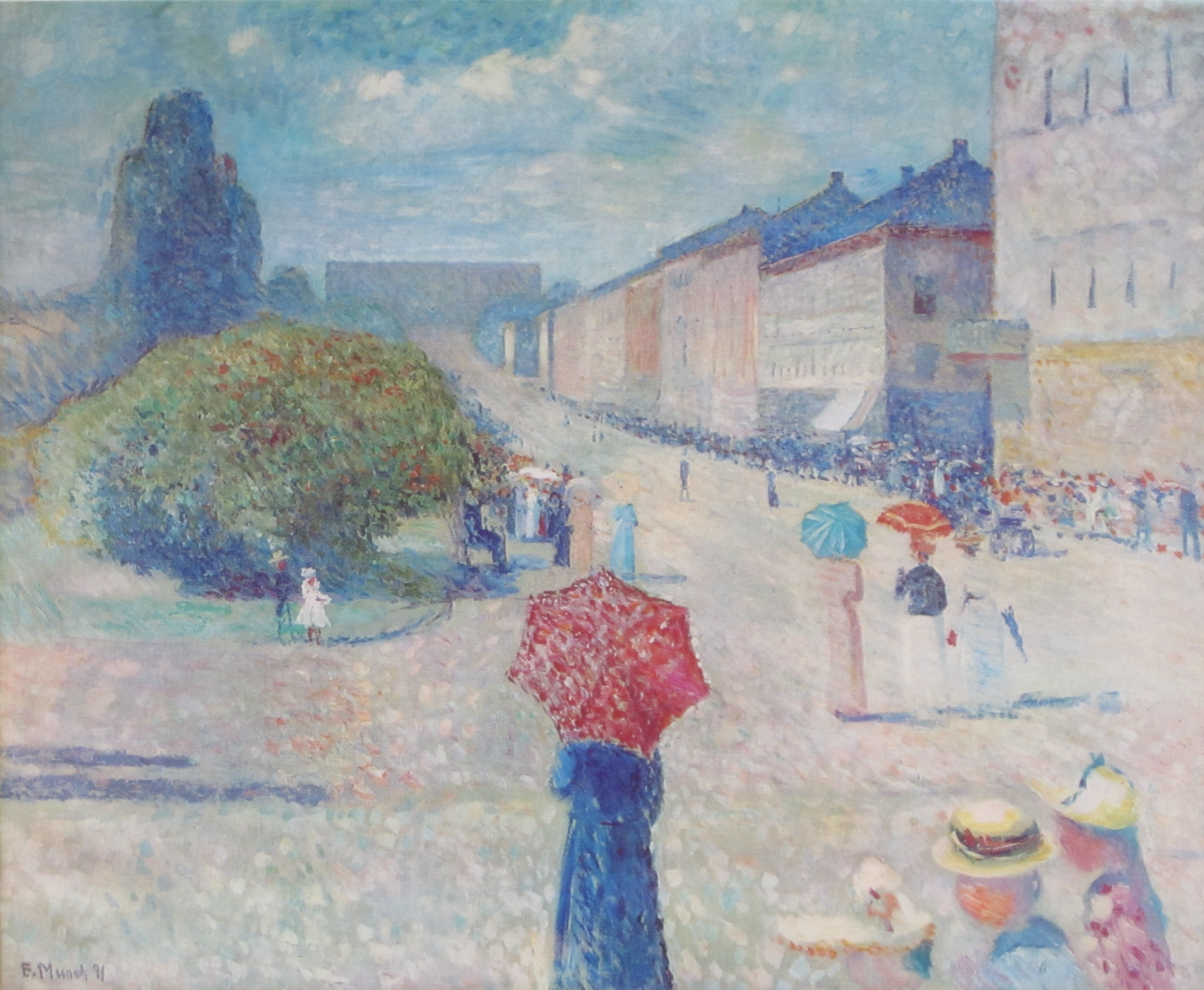
『カール・ヨハンの春の日』1890年。ベルゲン美術館。
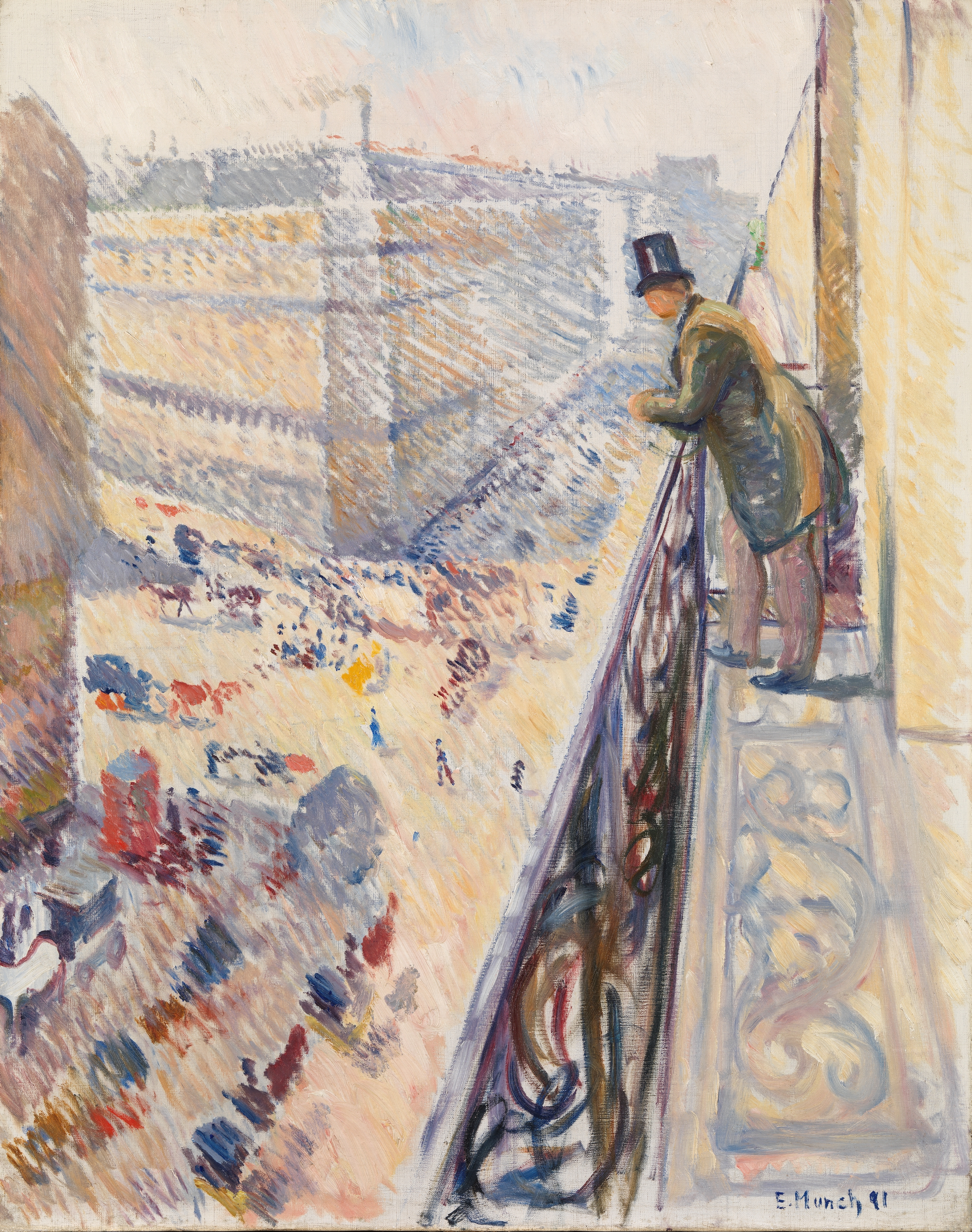
『ラファイエット街』1891年。油彩、キャンバス、92 × 73 cm。オスロ国立美術館[42]。
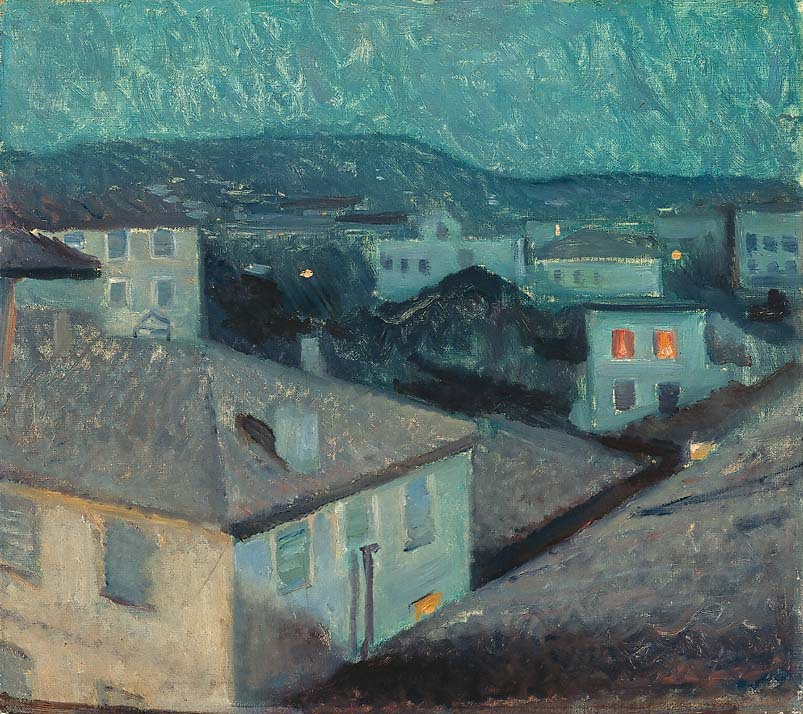
『ニースの夜』1891年。油彩、キャンバス、48 × 54 cm。オスロ国立美術館[43]。

### 帰国、ベルリン（1892年3月-1896年2月）
ムンクは1892年3月、パリ留学からノルウェーに帰国した頃から「生命のフリーズ」という構想を固め始めた。これはフリーズの装飾のように、自分の作品をいくつかのテーマによって結び合わせていこうというものである。また、この頃から彼の画風は大きく変わり、ナビ派のような形態の単純化・平面的色彩に加え、強いデフォルメを行うようになった。『メランコリー／黄色いボート』『幻想』『絶望』大作『妹インゲルの肖像』といった作品を制作していった。同年（1892年）秋にはカール・ヨハン通りで再び個展を開いた。このときは前回ほどの悪評にはさらされなかった。国立美術館が彼の『ニースの夜』を買い上げるという朗報もあった。

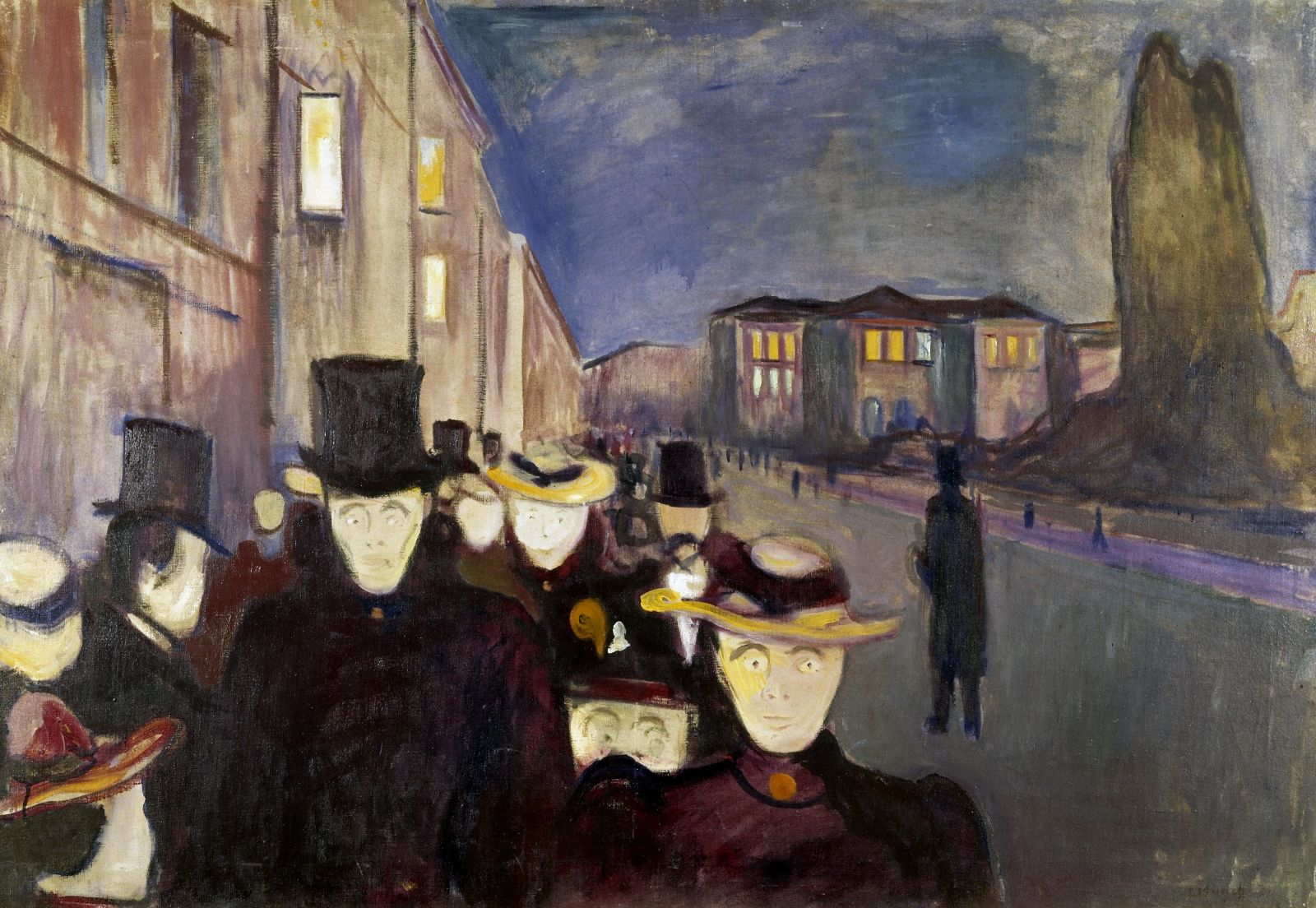
『カール・ヨハン通りの夕べ』1892年。油彩、キャンバス、84.5 × 121 cm。ベルゲン美術館。
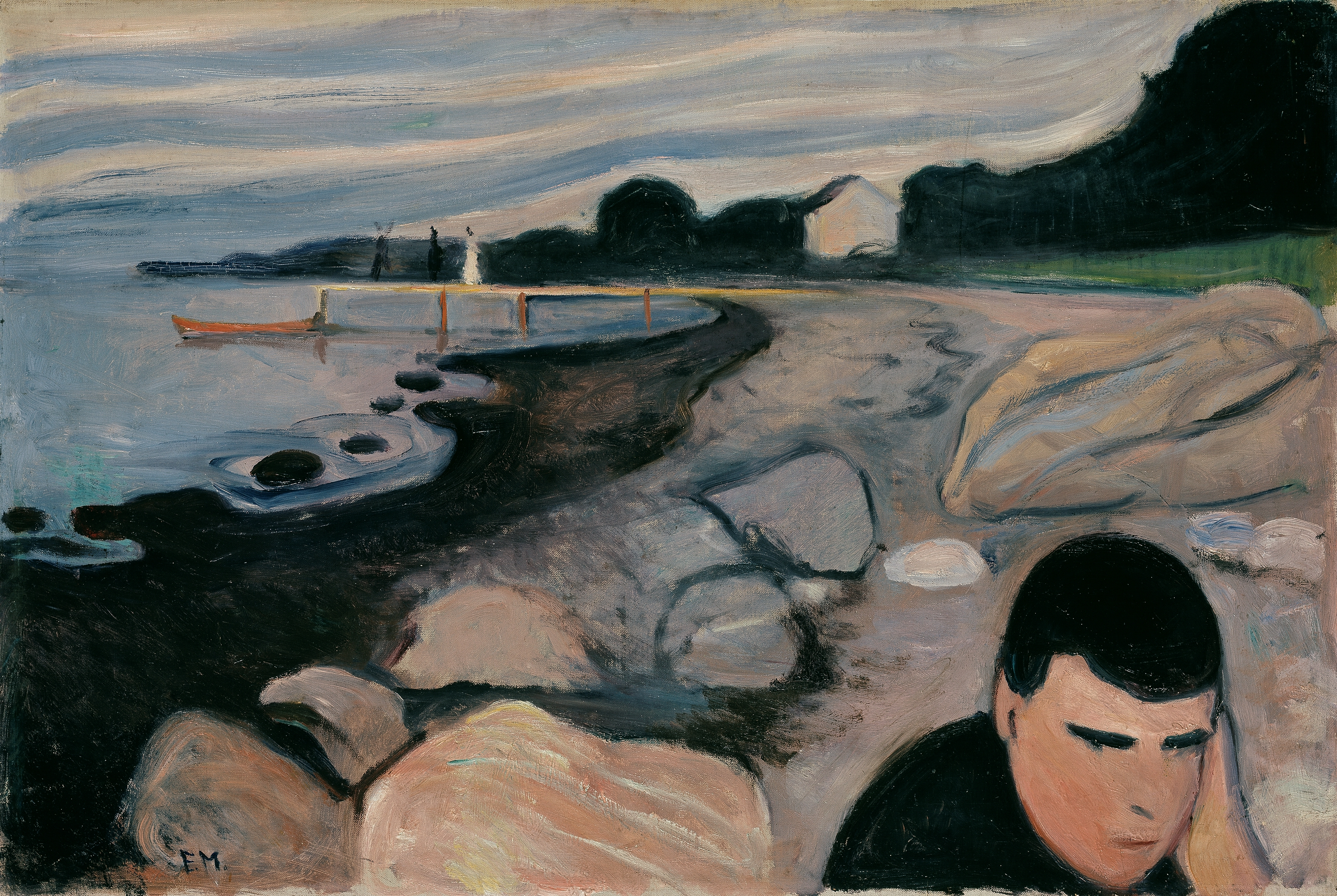
『メランコリー／黄色いボート（英語版）』1892年。油彩、キャンバス、64 × 96 cm。オスロ国立美術館[49]。

同年（1892年）11月5日から、ベルリン芸術家協会の委員であったノルウェー人画家アデルスティーン・ノーマンの招きにより、ベルリンでムンクの個展が開かれた。ムンクはこの個展に『朝』『接吻』『不安』『メランコリー』『春』『病める子』『その翌朝』『カール・ヨハンの春の日』『雨のカール・ヨハン街』といった重要な作品を含む55点を送った。「生命のフリーズ」の最初の展示といえるものであった。しかしこれがベルリンの各新聞で激しく攻撃され、わずか1週間で個展は打ち切りとなってしまった（この出来事は「ムンク事件」と呼ばれる）。それでもムンクは大手画商エドゥアルド・シュルテの支援を得て、個展はその後デュッセルドルフ、ケルン、再びベルリンと巡回した。次いで1893年にはコペンハーゲン、ブレスラウ、ドレスデン、ミュンヘン、ベルリンと開催され、賛否両論の中にも愛好者を増やしていった。
1892年12月からムンクはベルリンに落ち着くことにし、カフェ「黒仔豚亭」に集まるスウェーデン人作家のヨハン・アウグスト・ストリンドベリ、ポーランド人学生スタニスワフ・プシビシェフスキなど、北欧の芸術家らと親交を深めた。彼らはショーペンハウエルやニーチェについて熱く論じ合った。ここにはノルウェーの女性ダグニー・ユールも加わり、彼女はプシビシェフスキと結婚した。ムンクとは愛人関係にあったとも言われており、ムンクの作品『嫉妬』の中ではムンクとダグニーが恋人同士として描かれ、プシビシェフスキが嫉妬に苦しんでいる。
ムンクはベルリン市内外の安宿を転々としながら『吸血鬼（愛と痛み）』『マドンナ』シリーズ、『星月夜』『死んだ母親』『病室での死』シリーズといった多くの代表作を制作していった。『叫び』や『不安』を制作したのもこの時期である。1893年3月には、デンマークの画家ヨハン・ローデに次のような手紙を送っている。
1894年頃にはエッチングやリトグラフ、木版の技法を身につけ、表現の可能性を広げることになった。
1894年、スタニスワフ・プシビシェフスキがムンクに関する最初の本を出版した。ユリウス・マイヤー＝グラーフェ、フランツ・セルヴェース、ヴィリー・パストールとの共著である。4人の友人によるムンクの評論として、信頼性を持った資料となっている。
1895年3月、ムンクはベルリンのウンター・デン・リンデン通りの画廊でアクセリ・ガッレン＝カッレラとの共同展覧会を開いた。6月、美術評論家ユリウス・マイヤー＝グラーフェがベルリンでムンクのエッチング作品集を出版し、これがムンクの最初の画集となった。また、同年10月クリスチャニアのカール・ヨハン通りのブロムクヴィスト画廊で大規模な作品展が開催され、『マドンナ』『手』『灰』『嫉妬』など、ベルリン時代に制作した「生命のフリーズ」の重要な作品が展示された。この時、国立美術館は『煙草を持つ自画像』の購入を決定した。劇作家のヘンリック・イプセンもこの展覧会を訪れ、後輩であるムンクに「僕を信じたまえ。敵が多ければ多いほど、味方も多いものだ。」と言って激励した。他方で、学生会館ではムンクの精神状態を論じる公開討論会が開かれ、批判派は「ムンクの絵は狂人のもの」と論じた。
家族の中では、医者になっていた弟のペーテル・アンドレアースが1895年12月半ばに肺炎で亡くなり、また妹ラウラ・カトリーネも精神病で入院を続けていた。こうした不幸は改めてムンクに死と生の不安を呼び起こした。1895年に描かれた作品は、『死の床』など不吉なものばかりである。ムンクはドイツで展覧会を数多く開き、名前は知られるようになっていったが絵はほとんど売れず、ムンクや家族の生活は経済的にも厳しかった。

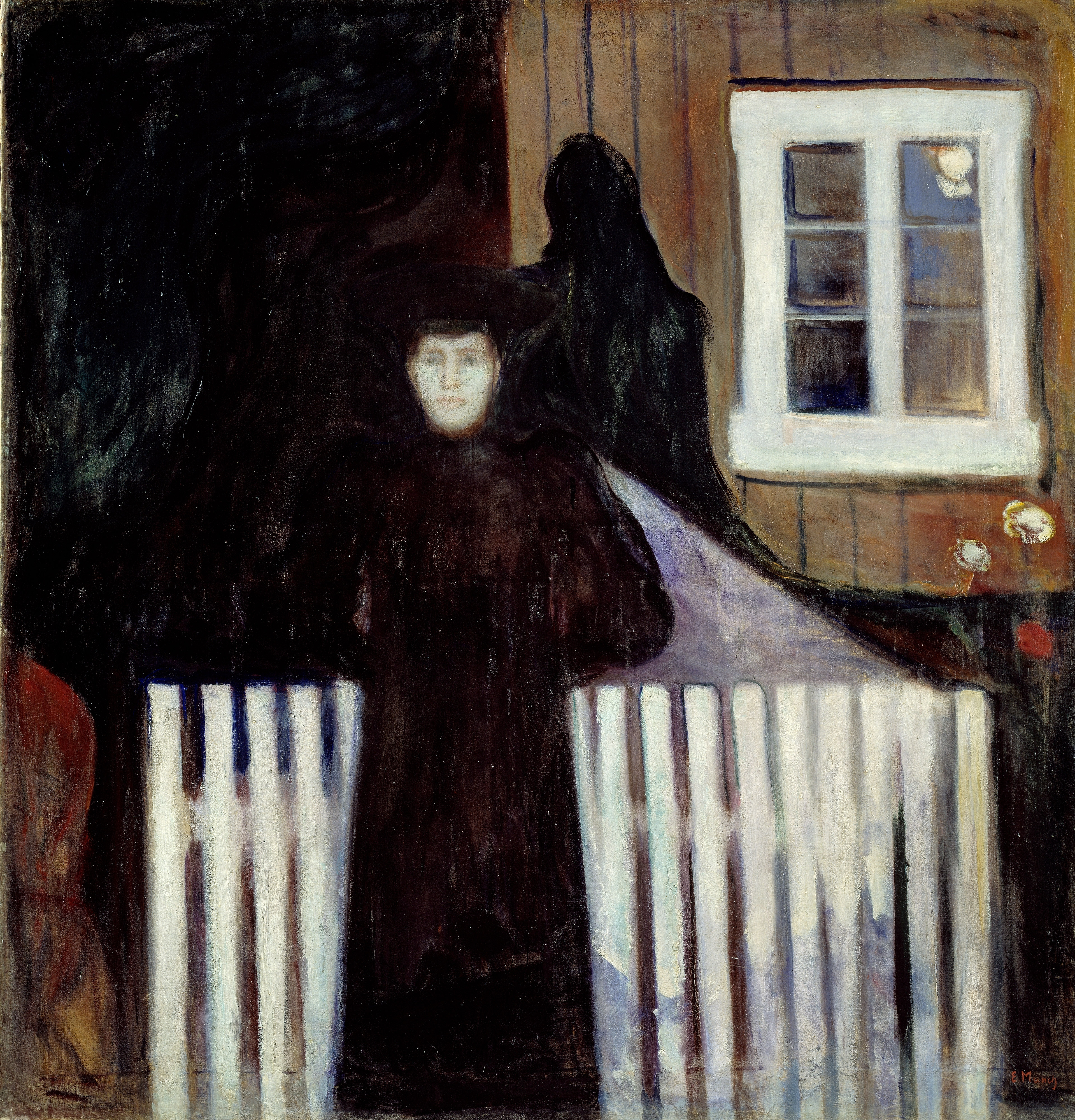
『月光』1893年。油彩、キャンバス、140.5 × 137 cm。オスロ国立美術館[68]。
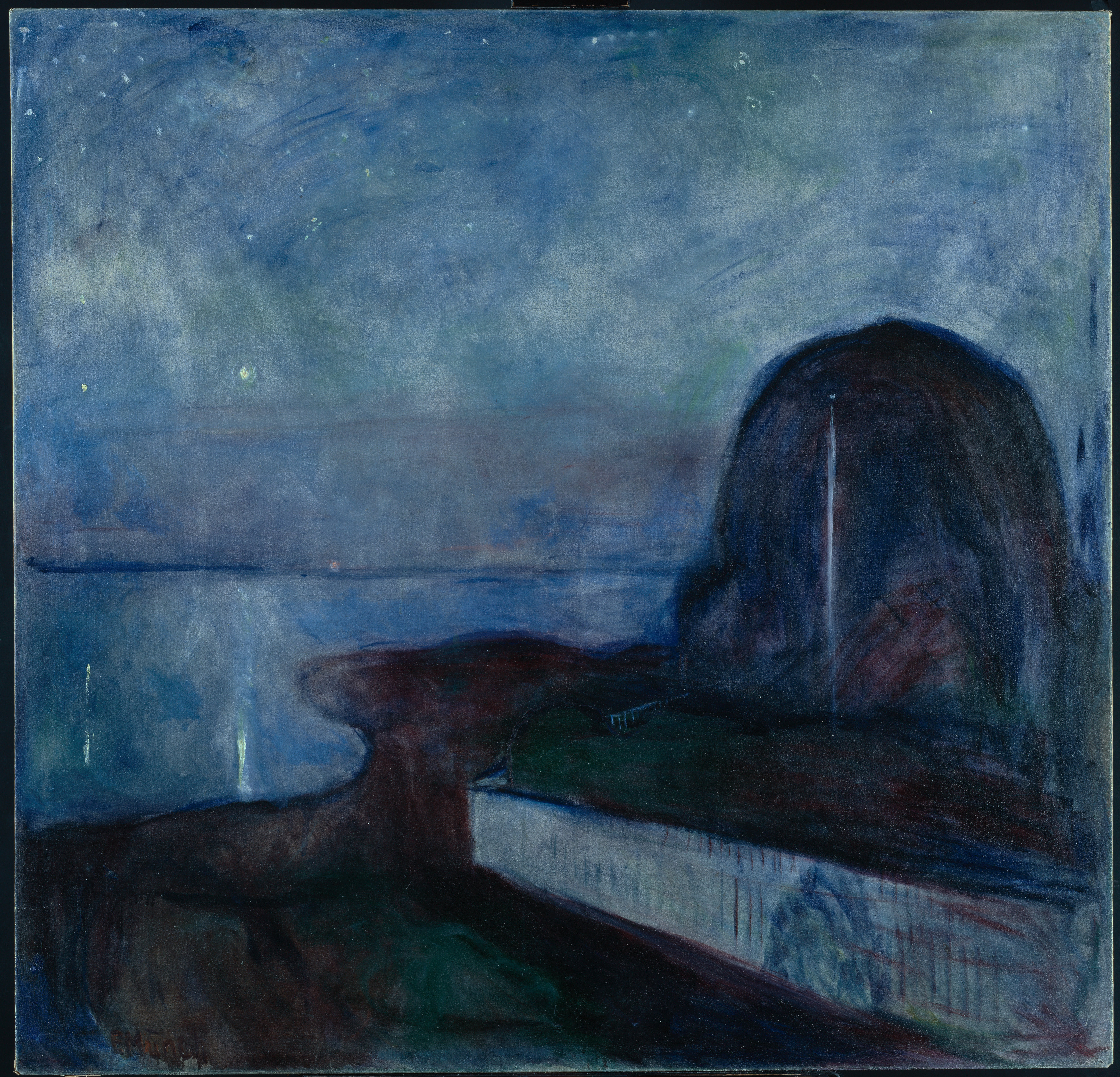
『星月夜』1893年。油彩、キャンバス、135.9 × 140.3 cm。J・ポール・ゲティ美術館（ロサンゼルス）[69]。
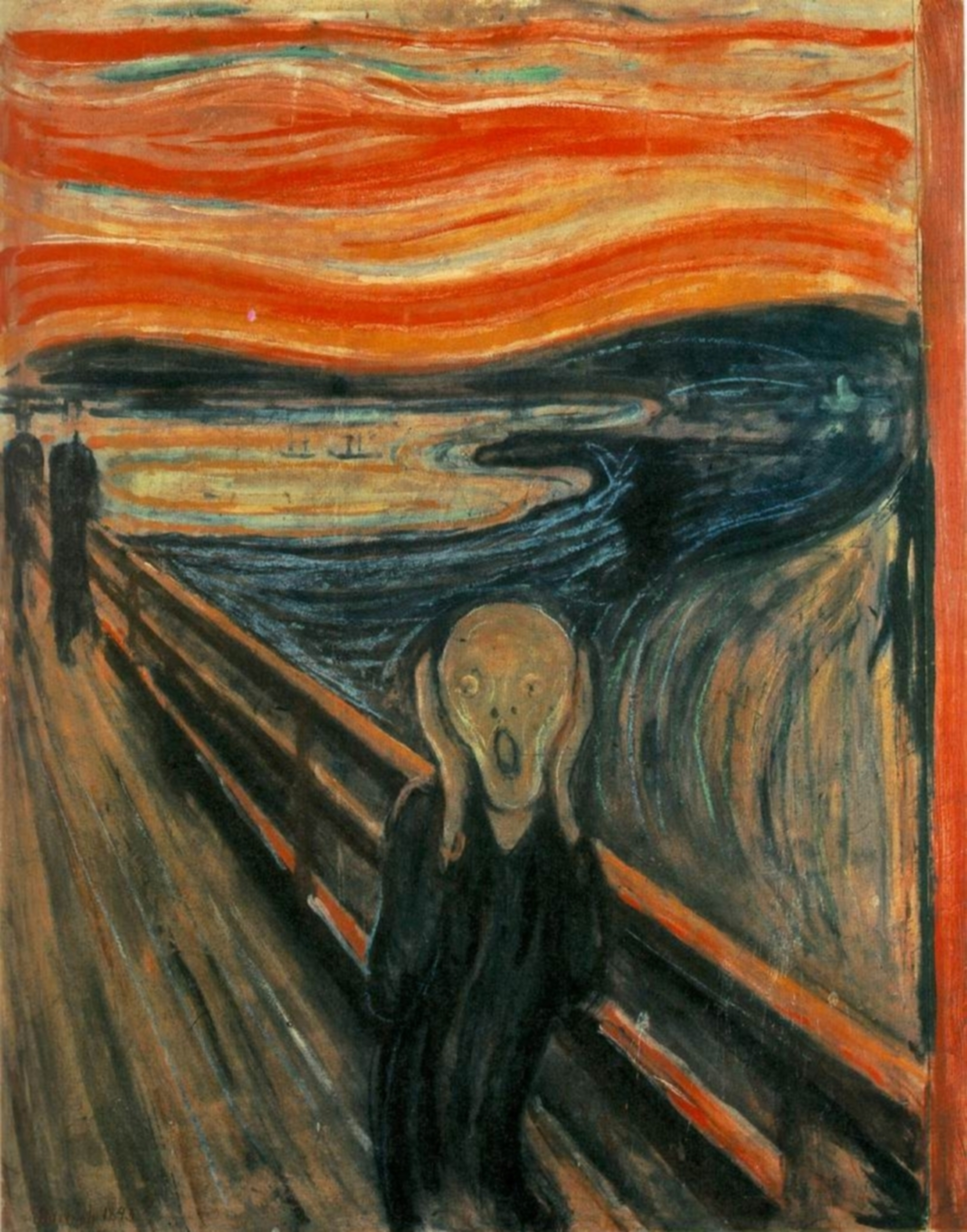
『叫び』1893年。油彩、キャンバス、91.0 × 73.5 cm。オスロ国立美術館[70]。
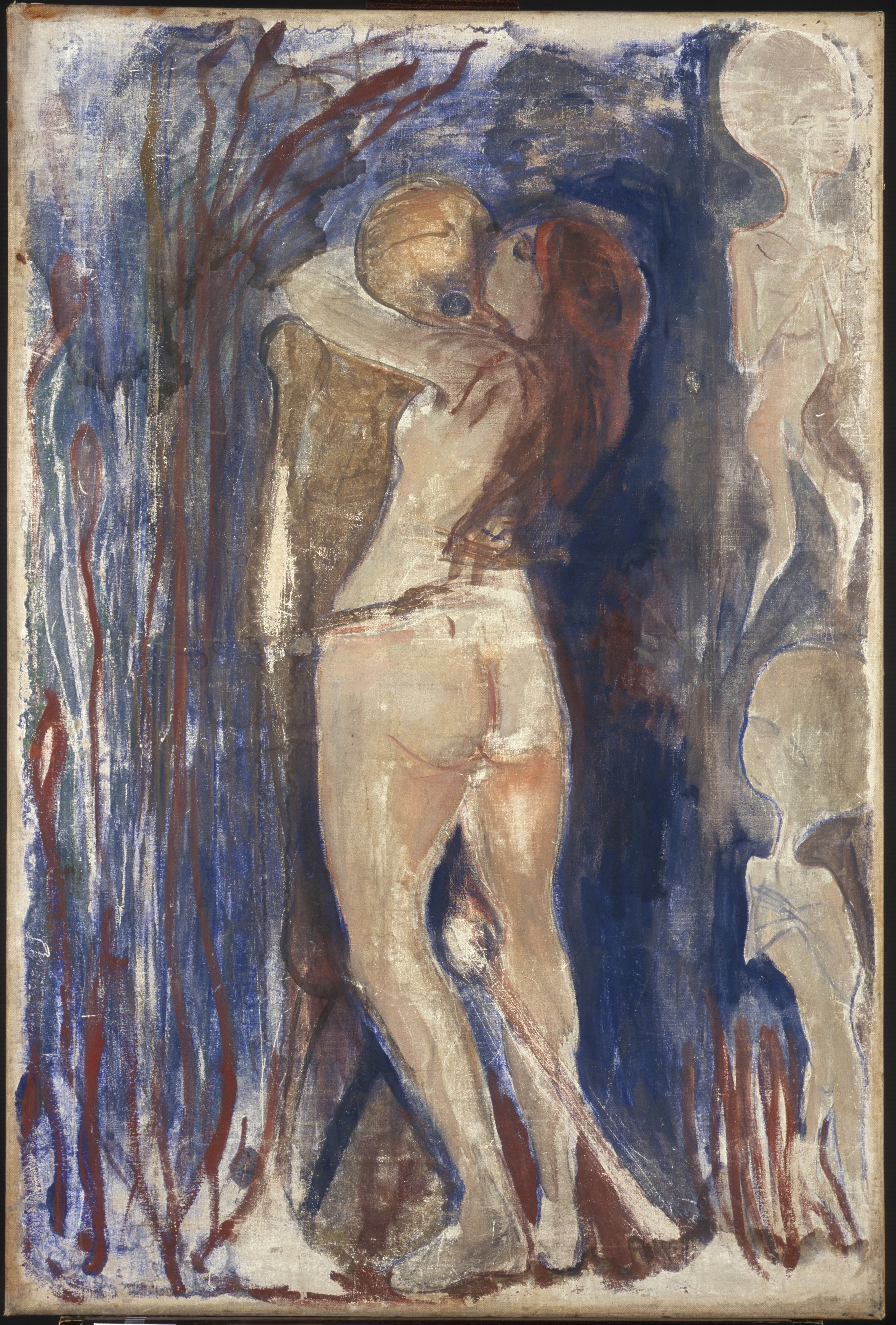
『少女と死』1893年。油彩、キャンバス、128.5 × 86 cm。ムンク美術館[71]。
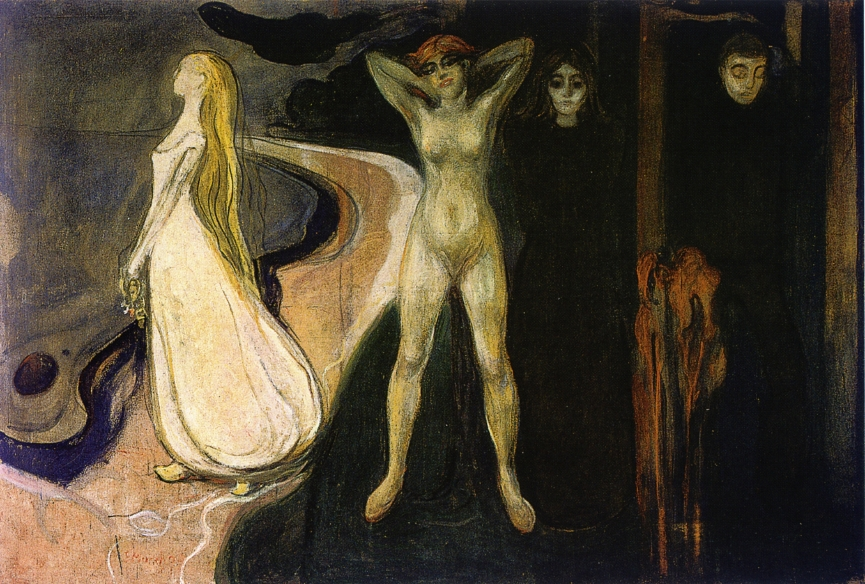
『女（スフィンクス）』1894年。油彩・カンヴァス、164×250㎝。ベルゲン美術館
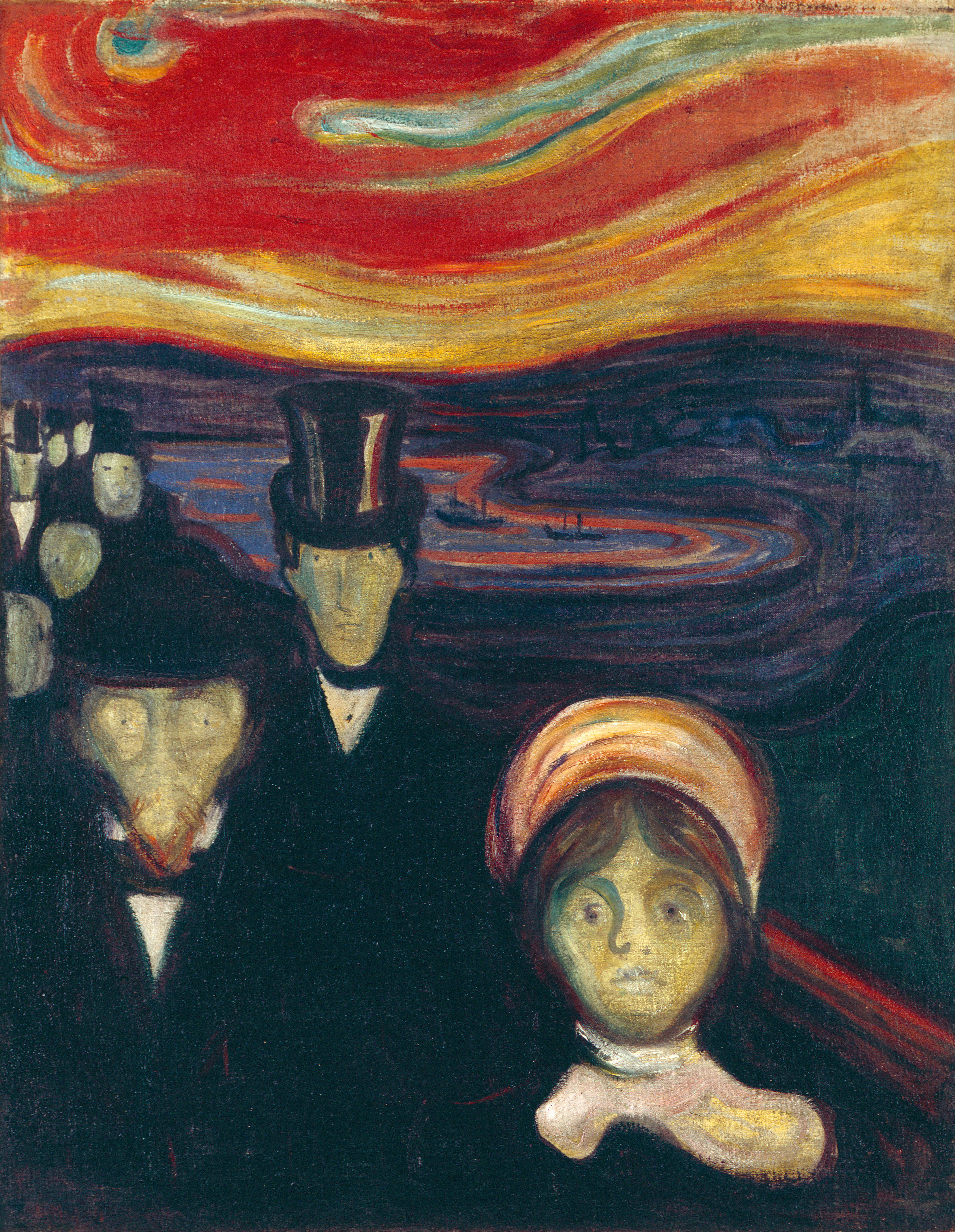
『不安』1894年。油彩、キャンバス、94 × 74 cm。ムンク美術館[72]。
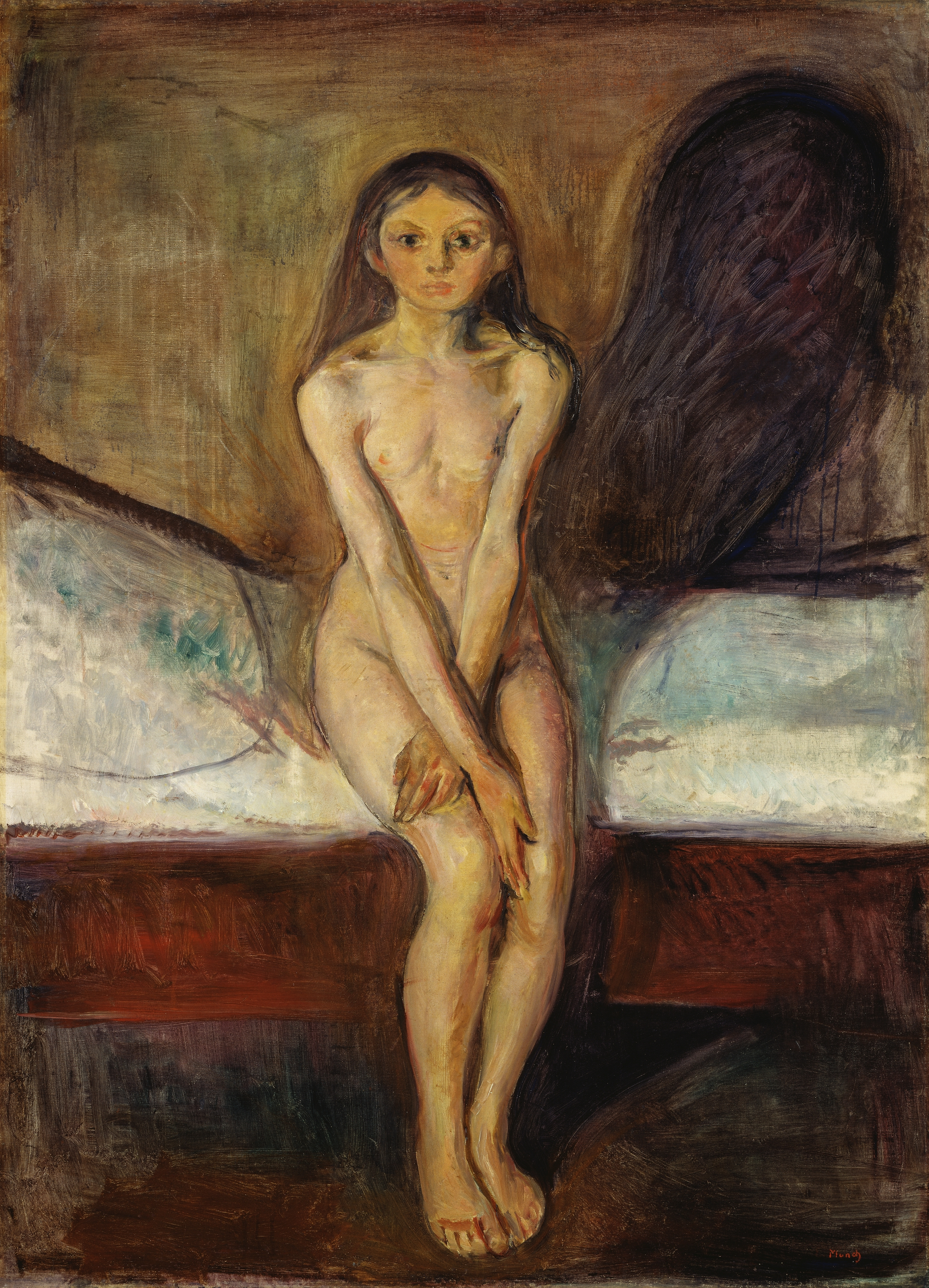
『思春期』1894-95年。油彩、キャンバス、151.5 × 110 cm。オスロ国立美術館[73]。
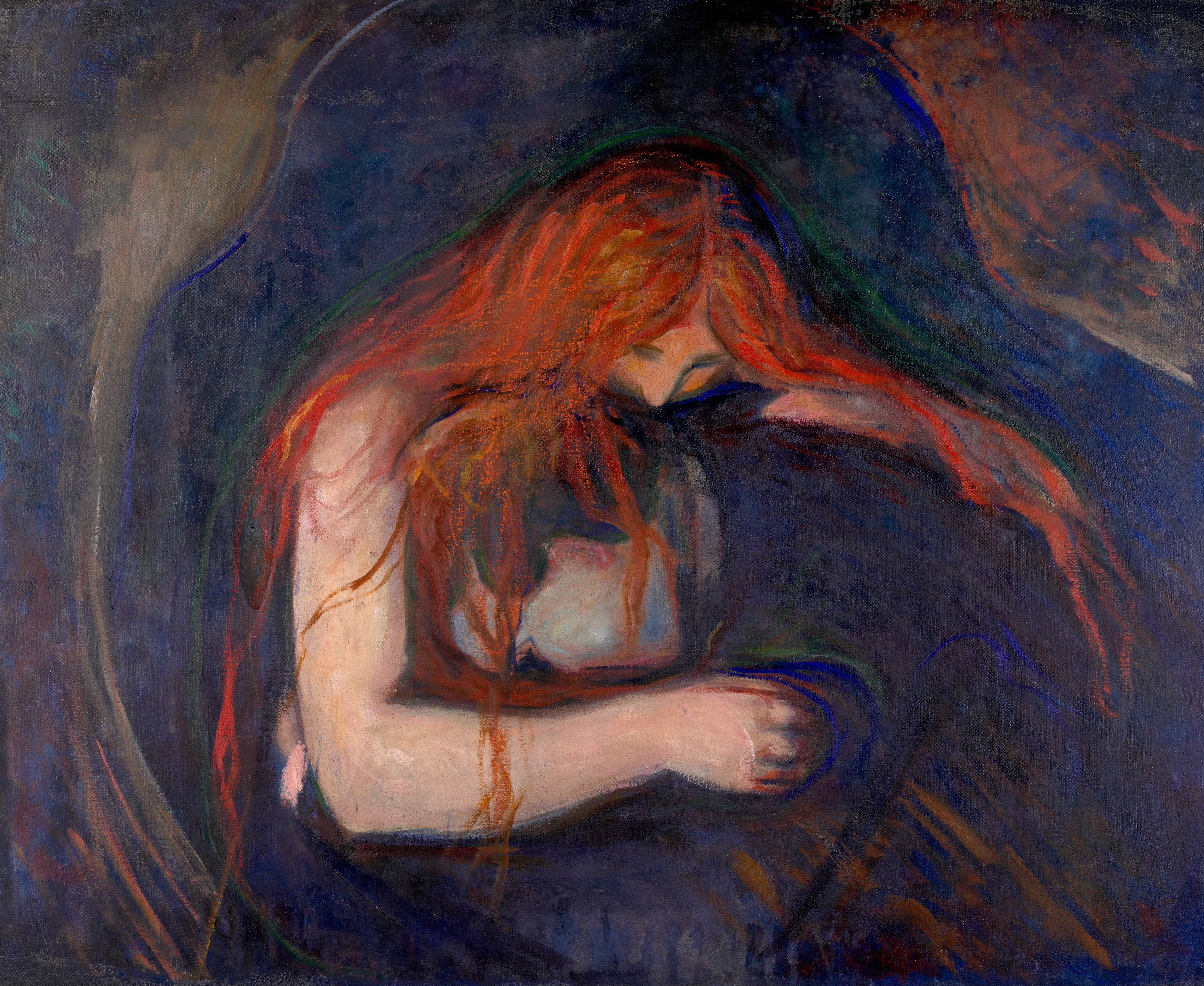
『吸血鬼（愛と痛み）』1895年。油彩、キャンバス、91 × 109 cm。ムンク美術館[74]。
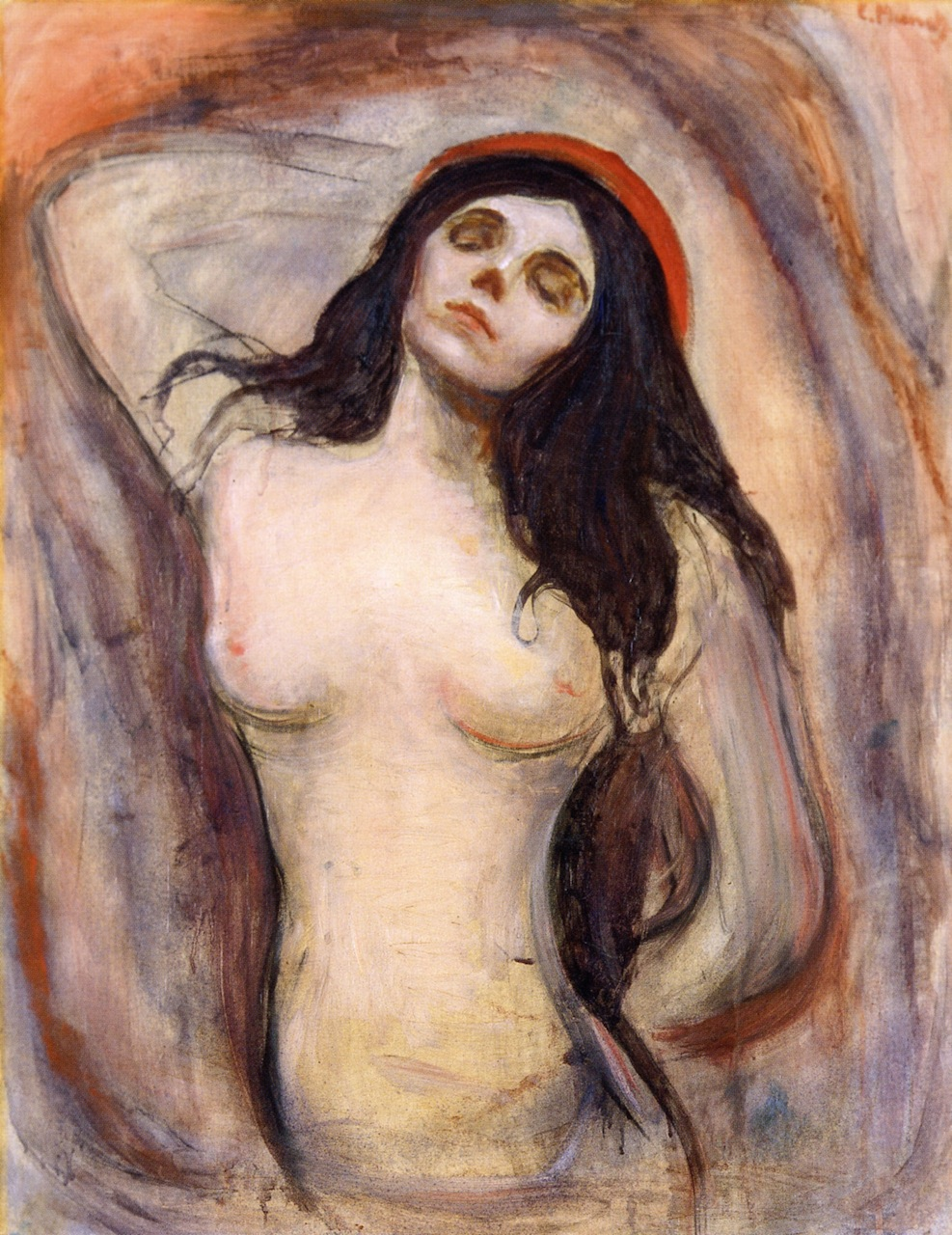
『マドンナ』1895年。油彩、キャンバス、90 × 71 cm。ハンブルク美術館。
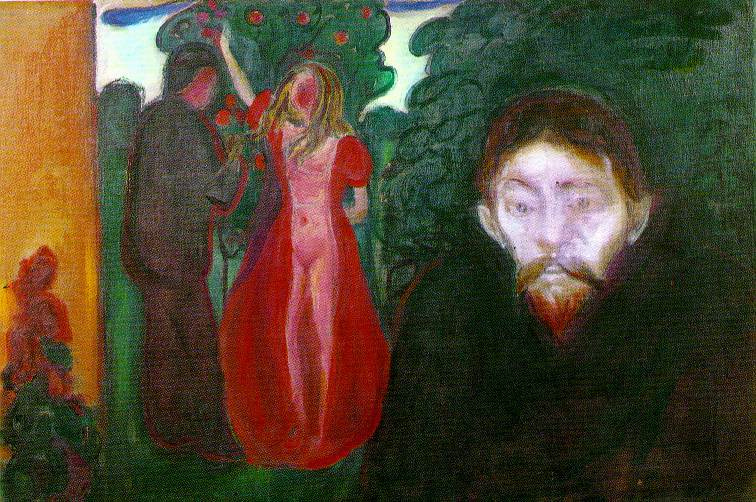
『嫉妬』1895年。油彩、キャンバス、67 × 100.5 cm。ベルゲン美術館。
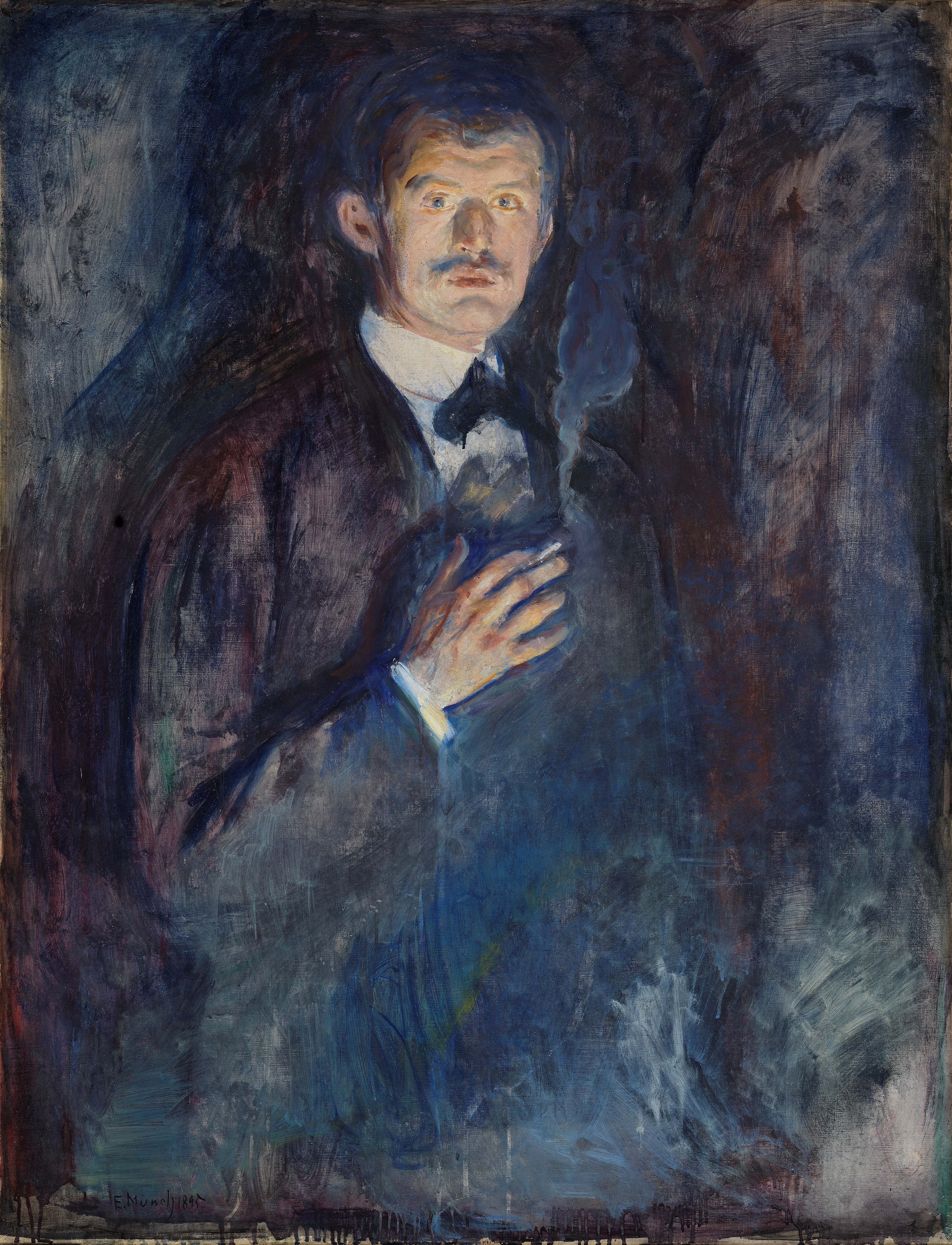
『煙草を持つ自画像』1895年。油彩、キャンバス、110.5 × 85.5 cm。オスロ国立美術館[75]。
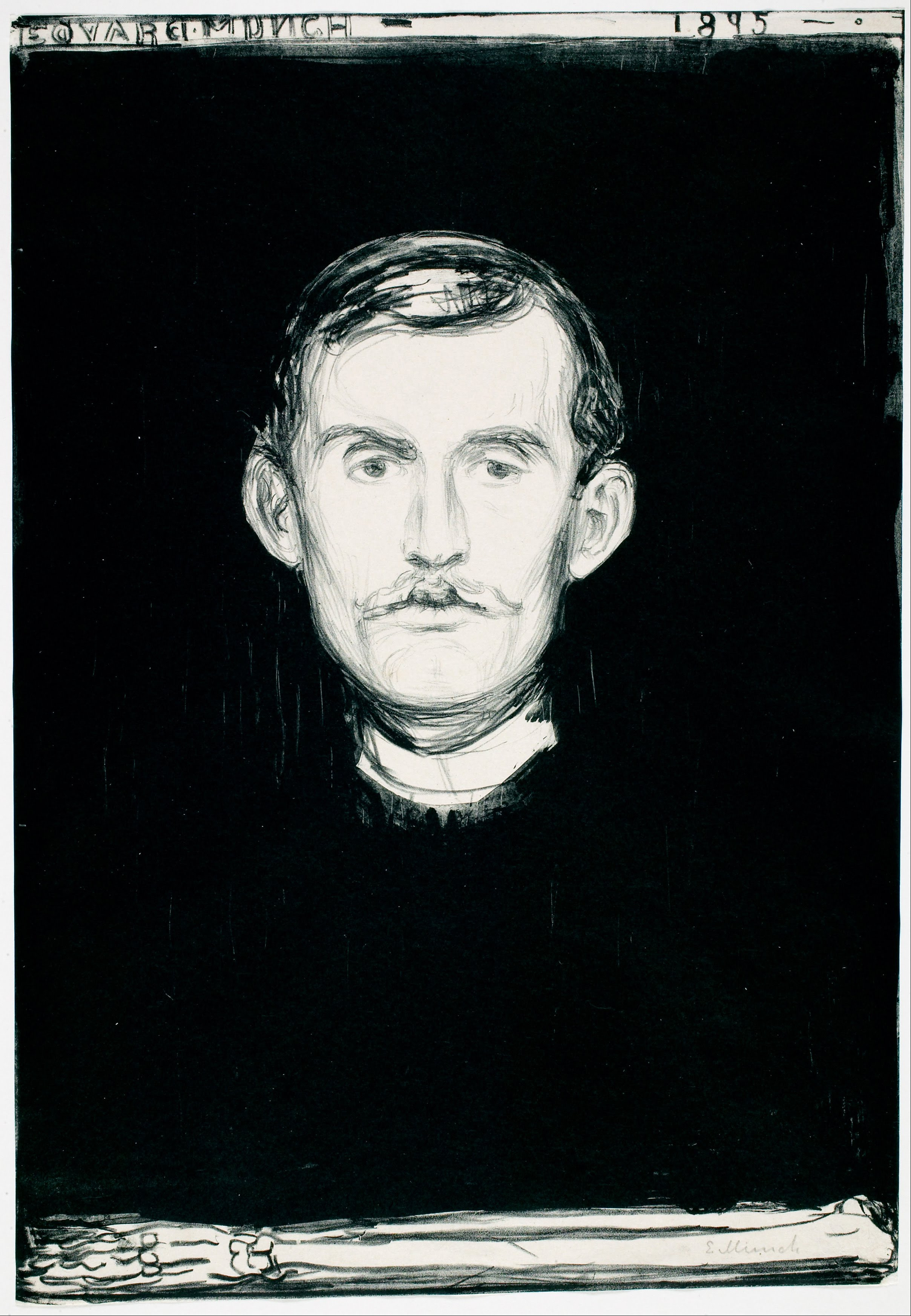
『自画像』1895年。リトグラフ、45.8 × 31.4 cm。ムンク美術館[76]。

### パリ（1896年2月-1897年7月）
ムンクは1895年6月と9月にそれぞれ短期間パリを訪れた後、1896年2月にベルリンを離れてパリに移り住んだ。
パリでは1896年春のアンデパンダン展に出品したほか、サミュエル・ビング画廊のアール・ヌーヴォー展にも出展した。ここでも否定的反応は多かったが『ラ・プレス』紙のエドワール・ジェラールは次のような好意的評価を書いている。
ムンクはパリで、ステファヌ・マラルメ邸で行われる「火曜会」に呼ばれ、パリの画家や文学者らと知り合った。また、パリに移っていたストリンドベリと再会した。ストリンドベリはアール・ヌーヴォー展でムンクに好意的な寄稿を書いたが、オカルトや錬金術にのめりこんだストリンドベリは、ムンクが刺客だと思い込むようになって連絡を断ち、2人の友人関係は終わった。
ムンクはこの時期に版画の技術をますます完成させ、シャルル・ボードレールの詩集『悪の華』のために挿絵を描いたりした。版画の利点は売りやすいことと、我が子のように思う絵画を手放さなくてよいことであった。ムンクはアトリエを大きな版画工房のそばに移し、職人から版画の技法を学んだ。版画のテーマの多くは旧作の油絵に基づくものであり、新たな油絵の創作はされなかった。
1897年のアンデパンダン展に出品したが評価はやはり賛否両論で、絵は一向に売れずムンクはパリを去ることにした。

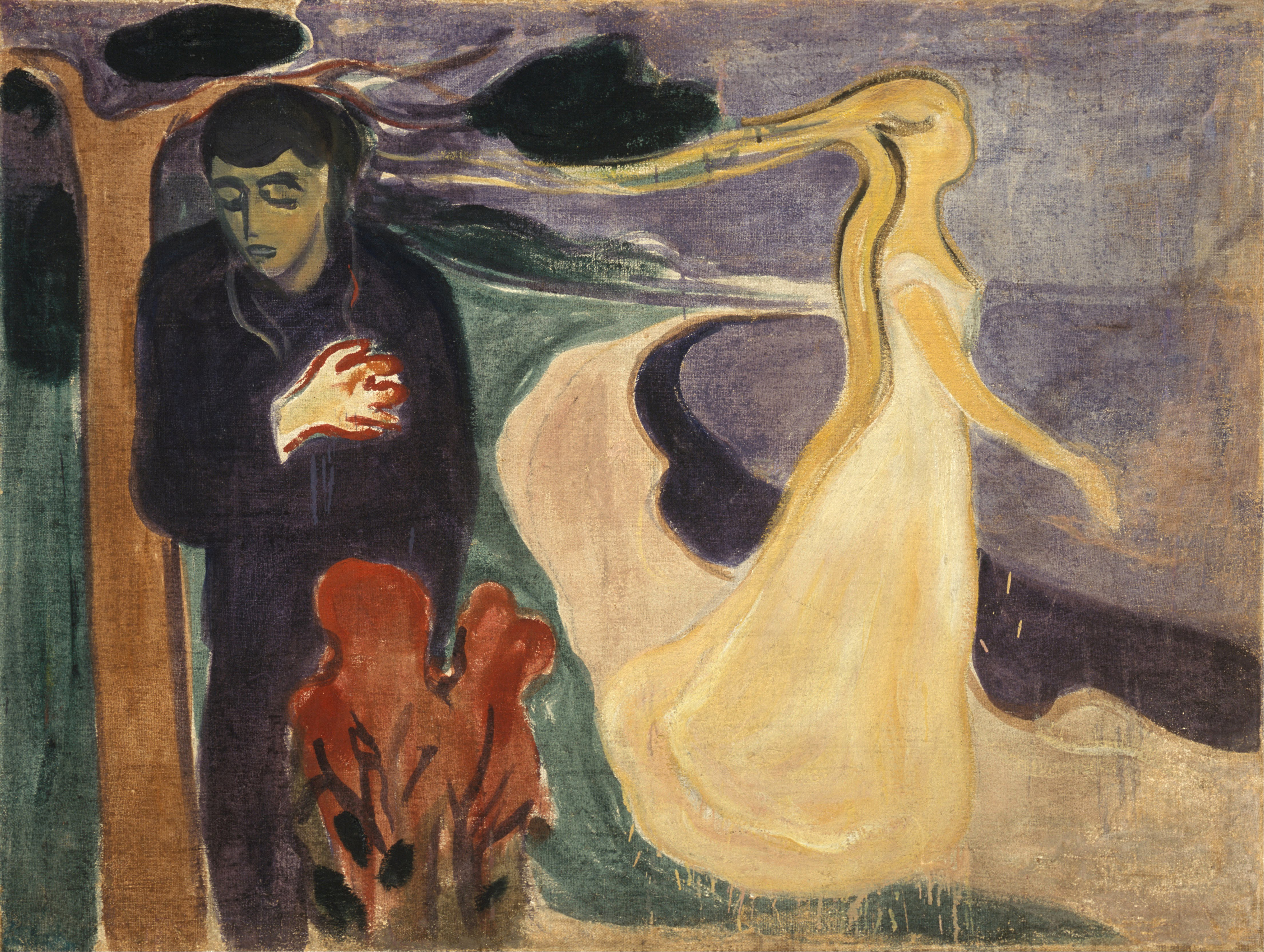
『別離』1896年。油彩、キャンバス、96.5 × 127 cm。ムンク美術館[84]。
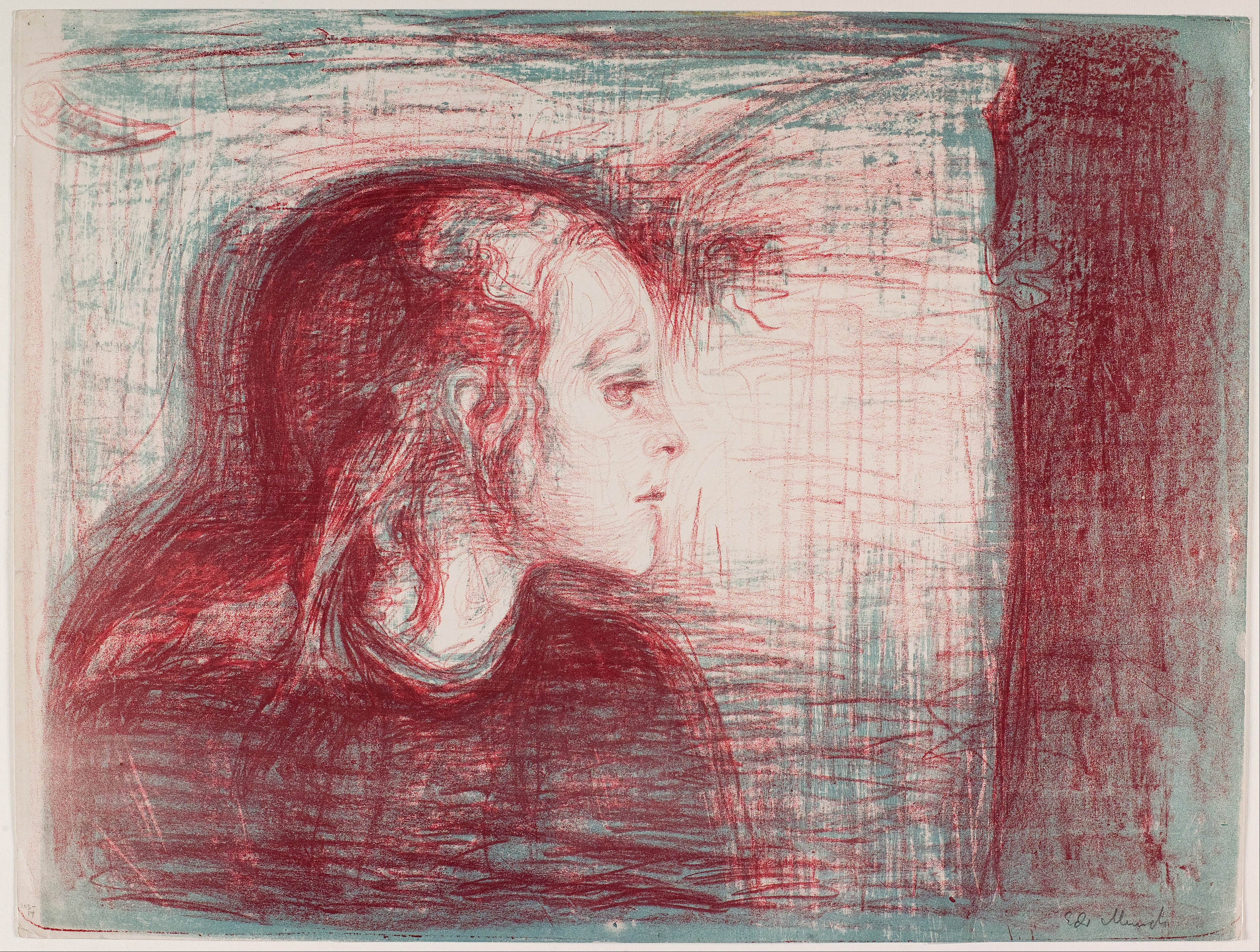
『病める子』1896年。リトグラフ、43.2 × 57.1 cm。ムンク美術館[85]。

### オースゴールストラン（1897年7月-1902年）

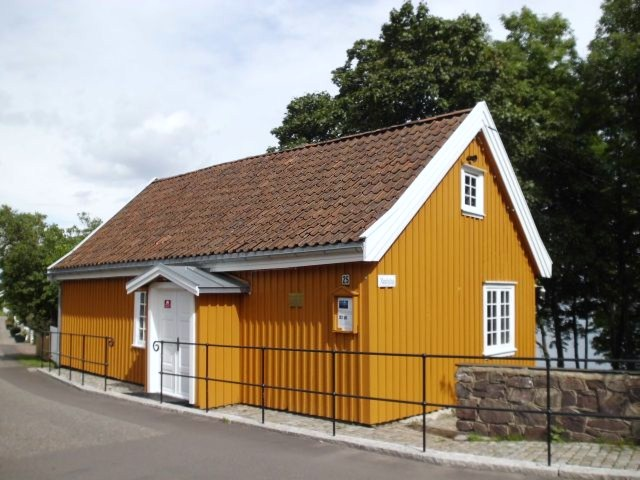
ムンクがオースゴールストランで暮らしたサマー・ハウス。

ムンクは1897年7月、オースゴールストランにサマー・ハウスを買い、油絵の制作を再開した。クリスチャニアには、友人の画家アルフレッド・ハウゲとともにアトリエを共同で借りた。同年9月、クリスチャニアのカール・ヨハン通り、ディオラマ館 (Dioramalokalet) で個展を開き、油絵85点、リトグラフ30点、木版9点、エッチング25点、亜鉛板5点、デッサンとスケッチ30点という大規模な展示を行った。この頃にはクリスチャニアの新聞でも好意的な批評が現れるようになってきた。
1898年、トゥラ・ラーセン (Tulla Larsen) という女性と出会い交際を始めた。1899年4月、トゥラとともに北イタリアからローマに旅をし、ラファエロの作品に感銘を受けた。この旅に触発されて生涯唯一の宗教画『ゴルゴタ』を描いている。
それ以降、ムンクはイタリア、ドイツ、フランスと、オースゴールストランとを行き来しながら『赤い蔦』『メランコリー／ラウラ』『生命の踊り』といった作品を制作し、「生命のフリーズ」の終結に向かった。『生命の踊り』の左と右の女性はトゥラ・ラーセン、中央の女性はミリー・タウロウがモデルであると言われる。1900年にはドレスデンやクリスチャニアのディオラマ館で展覧会を開いた。1901年の夏はオースゴールストランで過ごし、9月にクリスチャニアで72点の展覧会を開き、11月にはベルリンに移り住んだ。1902年には、ベルリン分離派展で22点の作品で構成される「生命のフリーズ」を展示した。なお、この頃はまだ「生命のフリーズ」という言葉は使っていなかったが、ベルリン分離派展で「フリーズ：生のイメージの連作の展示」というタイトルを付けており、「フリーズ」という言葉により、単なる連作ではなく一つの装飾プロジェクトであるという意思を明らかにしたといえる。
この頃トゥラが結婚を迫るのに対し、ムンクは次第にトゥラを避けるようになっていった。トゥラはストーカーのようにムンクを追いかけ回したり、ムンクに対し訴訟を起こしたりし、ムンクのアトリエを訪れては制作を妨げた。

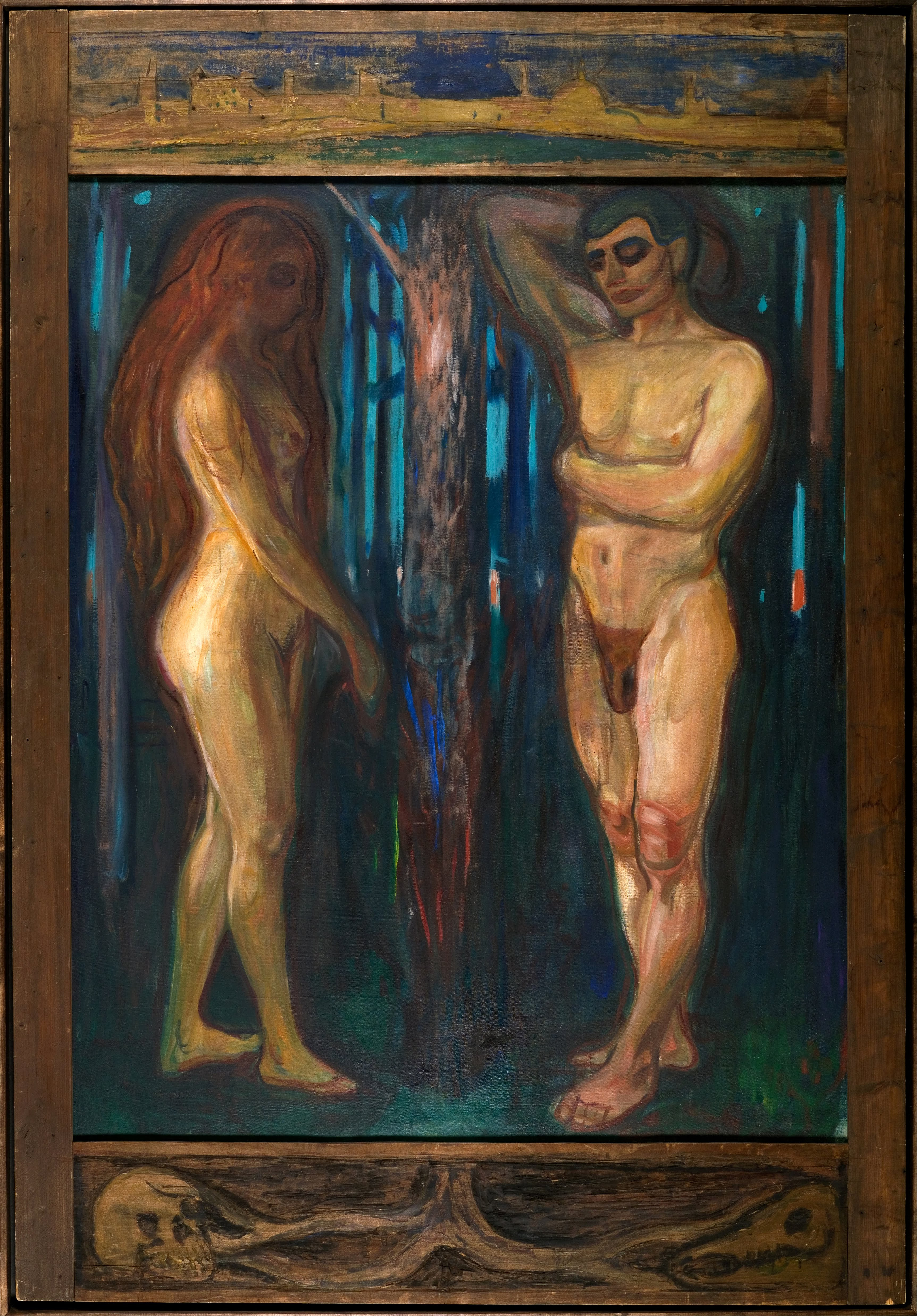
『新陳代謝（メタボリズム）』1898-99年。油彩、キャンバス、172.5 × 142 cm。ムンク美術館[96]。
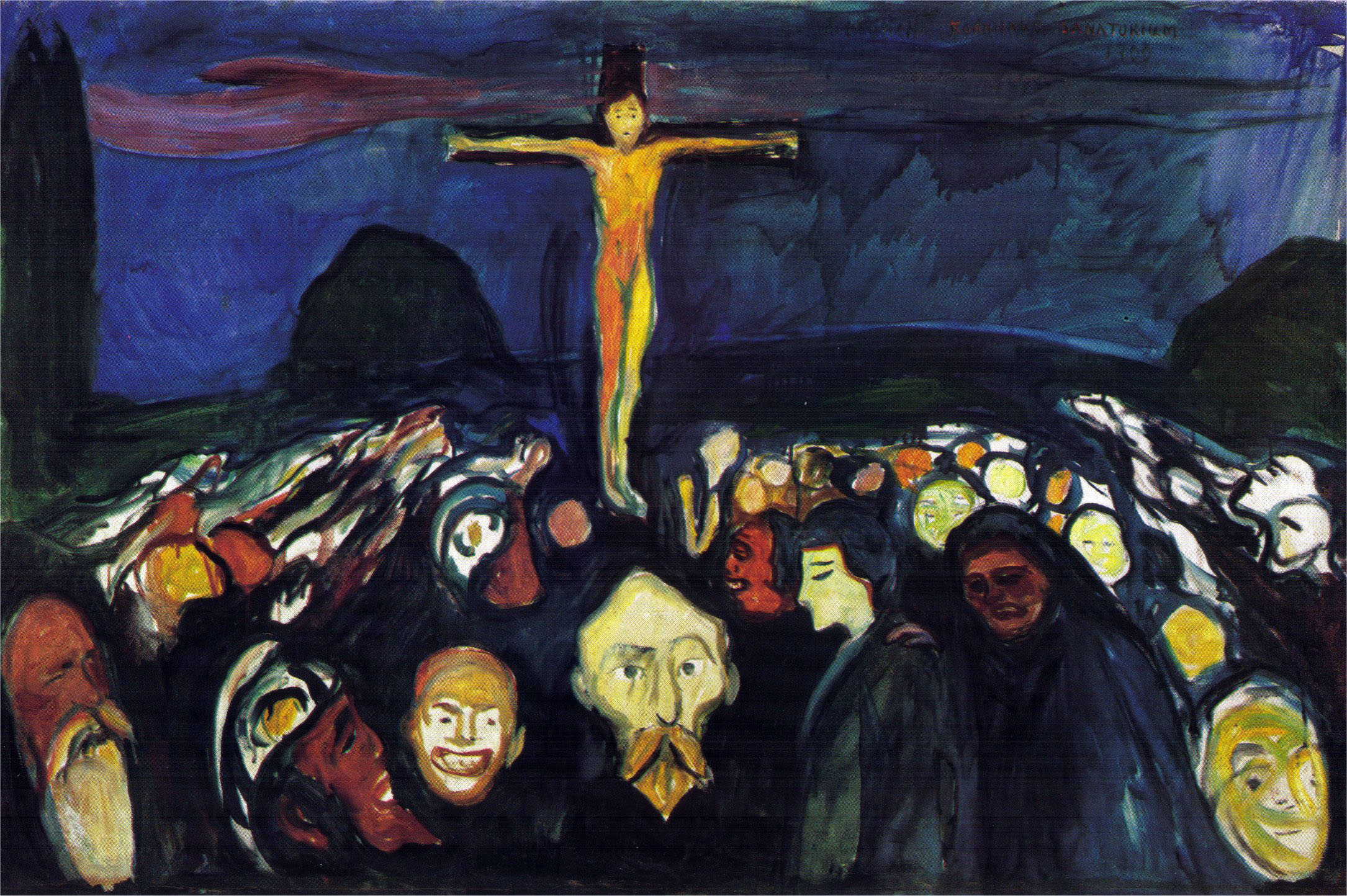
『ゴルゴタ』1900年。油彩、キャンバス、80 × 120 cm。ムンク美術館[97]。
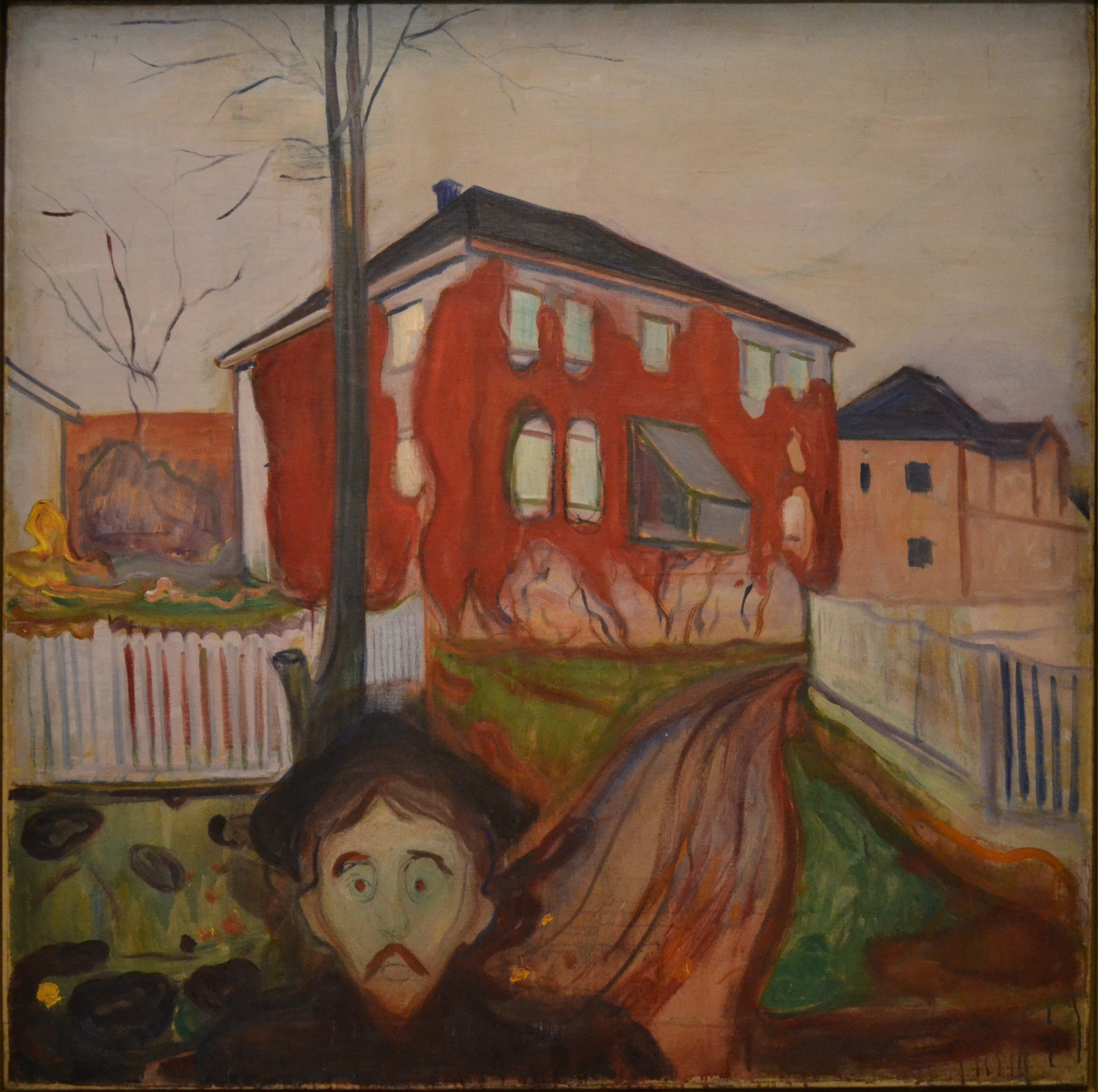
『赤い蔦』1898-1900年。油彩、キャンバス、121 × 119.5 cm。ムンク美術館[98]。
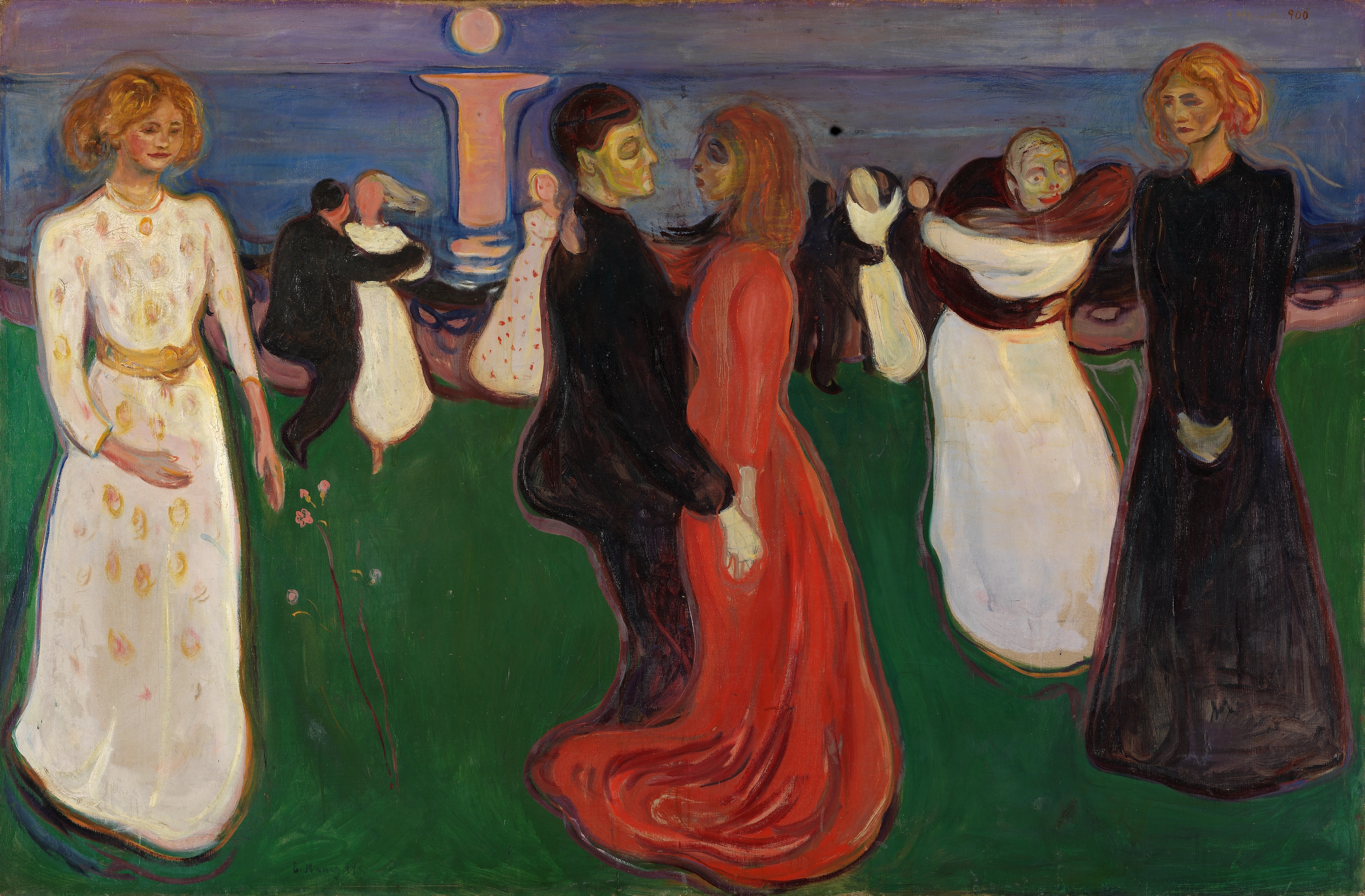
『生命の踊り』1899-1900年。油彩、キャンバス、125 × 191 cm。オスロ国立美術館[99]。
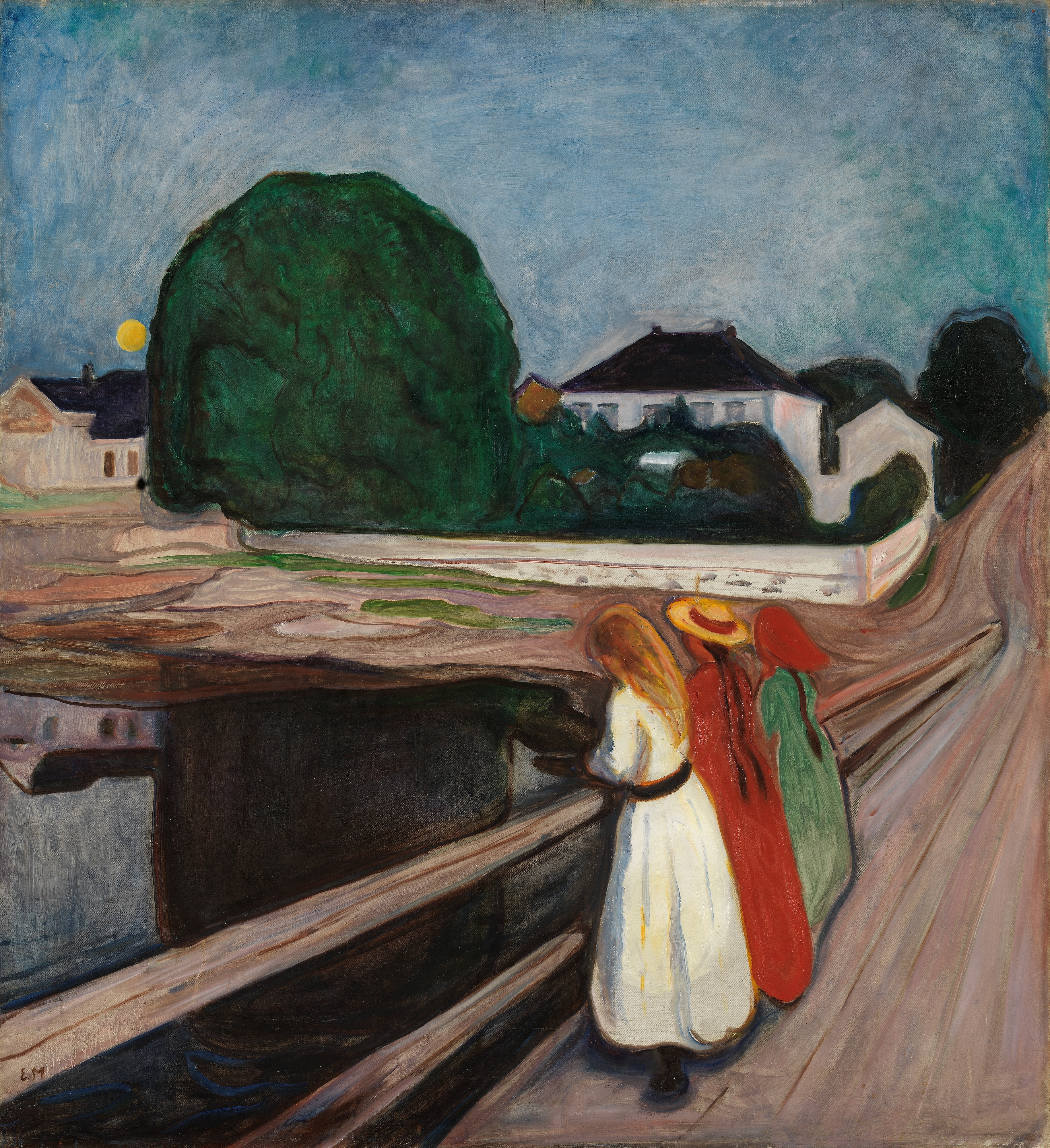
『橋の上の少女たち』1901年。油彩、キャンバス、136 × 125 cm。オスロ国立美術館[100]。

### ドイツでの活動（1903年-1908年9月）

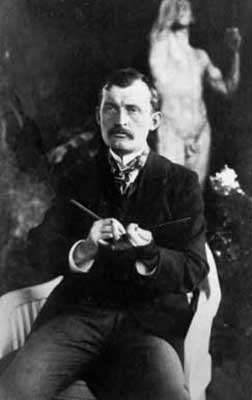
1902年、マックス・リンデ宅で銅版を彫るムンク（38歳）。

ノルウェーで評価を得られずに行き詰まったムンクは、再びベルリンにアトリエを構えて活動するようになった。この頃、ベルリン分離派のマックス・リーバーマンがムンクを支援してくれるようになり、その勧めにより1902年の分離派展に作品22展を出品した。後に「生命のフリーズ」と呼ばれる作品群が完全な形をとったのはこの時であった（→生命のフリーズ）。この展示は大成功を収め、ムンクは日記に「あの悲惨な時代は終わった」と書いている。実業家アルベルト・コルマンからの支援も受けるようになった。さらにコルマンの紹介で、リューベックの眼科医で美術愛好家のマックス・リンデと交友するようになり、リンデの子供部屋に飾るための絵の依頼を受けて制作に取りかかった。
ムンクは同年（1902年）夏、オースゴールストランに戻った。ある日、トゥラ・ラーセンの女友達がムンクに、トゥラが自殺を図っていると言ってトゥラと会うことを求め、ムンクはそれに応じた。この時、トゥラとムンクとの間でどのようなやり取りがあったのか詳しいことは明らかではないが、小競り合いのうちにピストルが発射され、ムンクは左手中指の第2関節を撃ち砕くけがを負うという事件が起こった。この時の中指に弾丸が刺さった様子を写したレントゲン写真が残っている。この事件で2人の関係は破局し、ムンクは1909年になっても友人のヤッペ・ニルセンに手の痛みを訴えつつ、「彼女の卑劣な行為が僕の人生を滅茶苦茶にしたんだ。」と罵っている。
1903年1月ベルリンで個展を開き、同年4月にはパリのアンデパンダン展に何点かの新作を出品し好評を得た。ムンクはこの年、イギリスの女流ヴァイオリニスト、エヴァ・ムドッチ (Eva Mudocci) を知り、彼女を愛するようになった。彼女をモデルに『ブローチをつけた婦人』といった優れたリトグラフ作品を残している。他方でこの頃、酒に酔って人とけんか騒ぎをすることが度々あり、ムンク自身も自分の精神状態に不安を覚えるようになっていた。
ムンクはリンデの依頼に応じた制作を再開し、1903年にエッチング集『リンデ博士の家庭から』を完成させ、同じ年に次いで油絵『リンデ博士の4人の息子』を制作した。これらの一連の作品は「リンデ・フリーズ」と呼ばれ1904年末に全作品が完成した。もっともリンデは子供部屋にはふさわしくないと考えたためか、その引取りを拒否したが、2人の交友関係はその後も続いた。
1904年にはベルリン分離派の正会員となった。同年9月にはコペンハーゲンのデンマーク分離派展で全作品の回顧展示を行い成功を収めた。同じ年、ハンブルクのコメーター画廊が油彩画の独占販売契約を結び、ベルリンのブルーノ・カッシーラー画廊が版画の独占販売契約を結んだ。カッシーラーがベルリンで開いた肖像画の個展が成功すると肖像画の注文が殺到した。ハリー・ケスラー伯爵の招きに応じてヴァイマルに赴き、ケスラーの肖像画を描いたり、銀行家エルネスト・ティールの依頼により故フリードリヒ・ニーチェの肖像画を描いたりした。

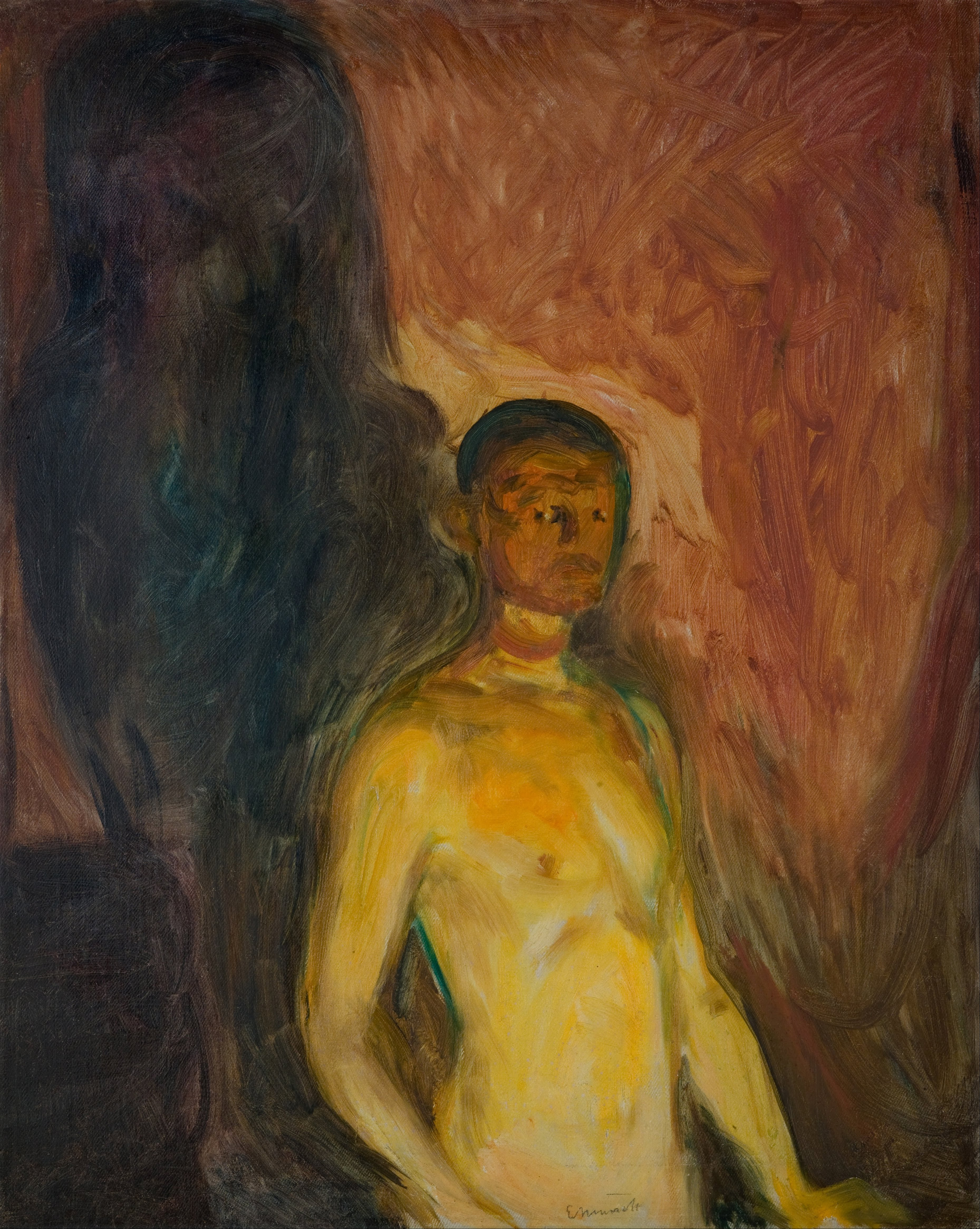
『地獄の自画像』1903年。油彩、キャンバス、82 × 66 cm。ムンク美術館[118]。
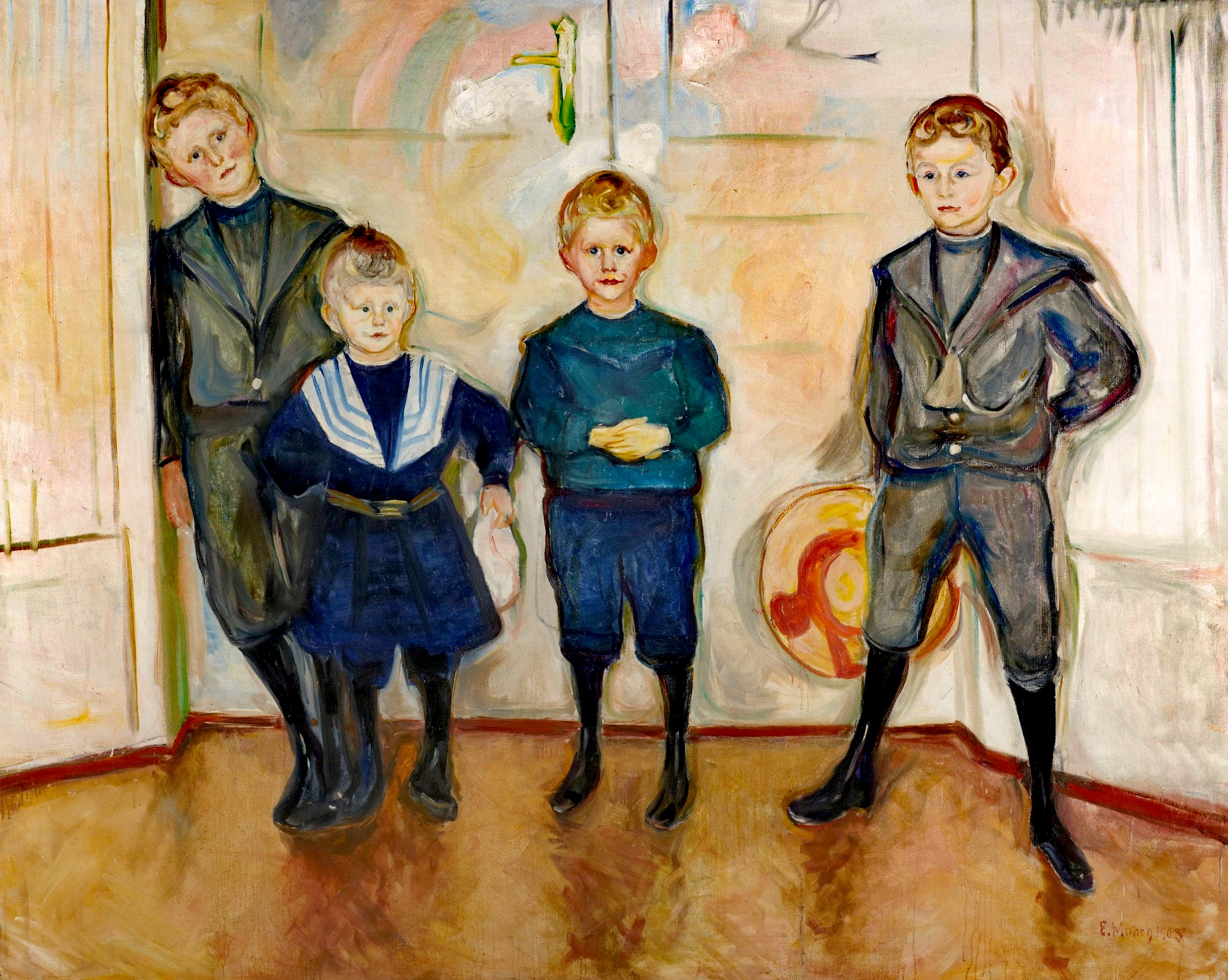
『リンデ博士の4人の息子』1903年。油彩、キャンバス、144 × 199.5 cm。ベーンハウス（英語版）（リューベック）。
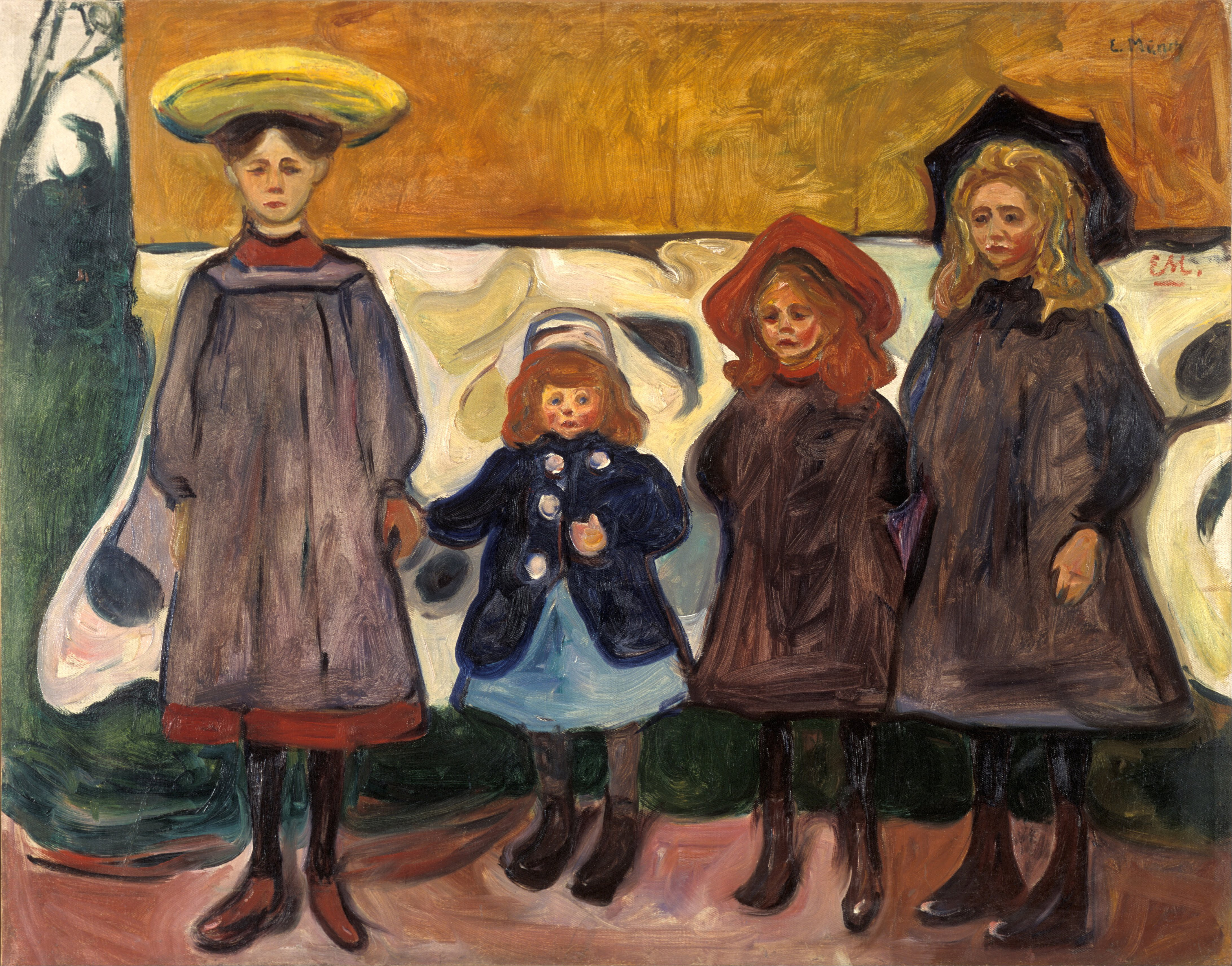
『オースゴールストランの4人の少女』1903年。油彩、キャンバス、87 × 111 cm。ムンク美術館[119]。
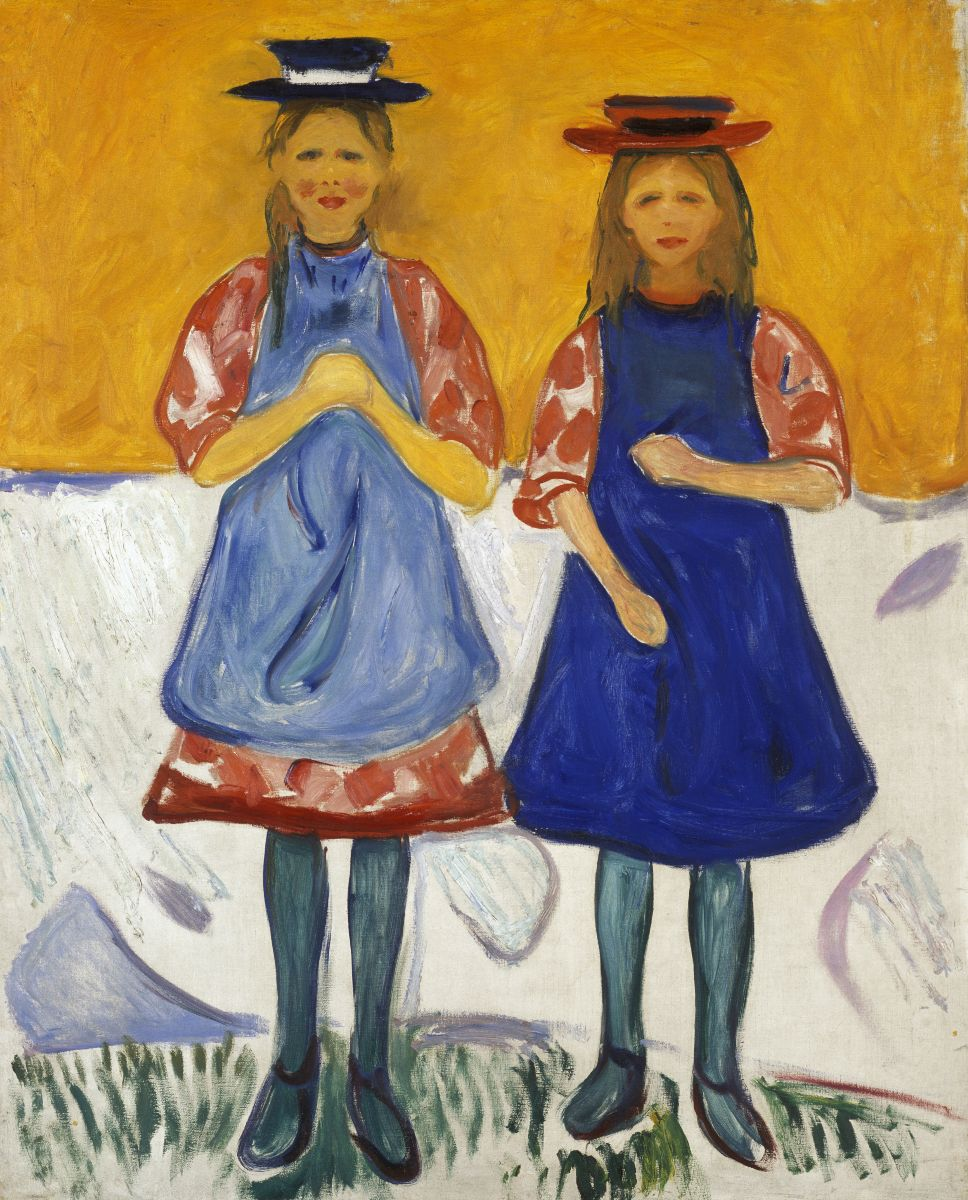
『青いエプロンの2人の少女』1904-05年。油彩、キャンバス、115.5 × 93 cm。ムンク美術館[120]。
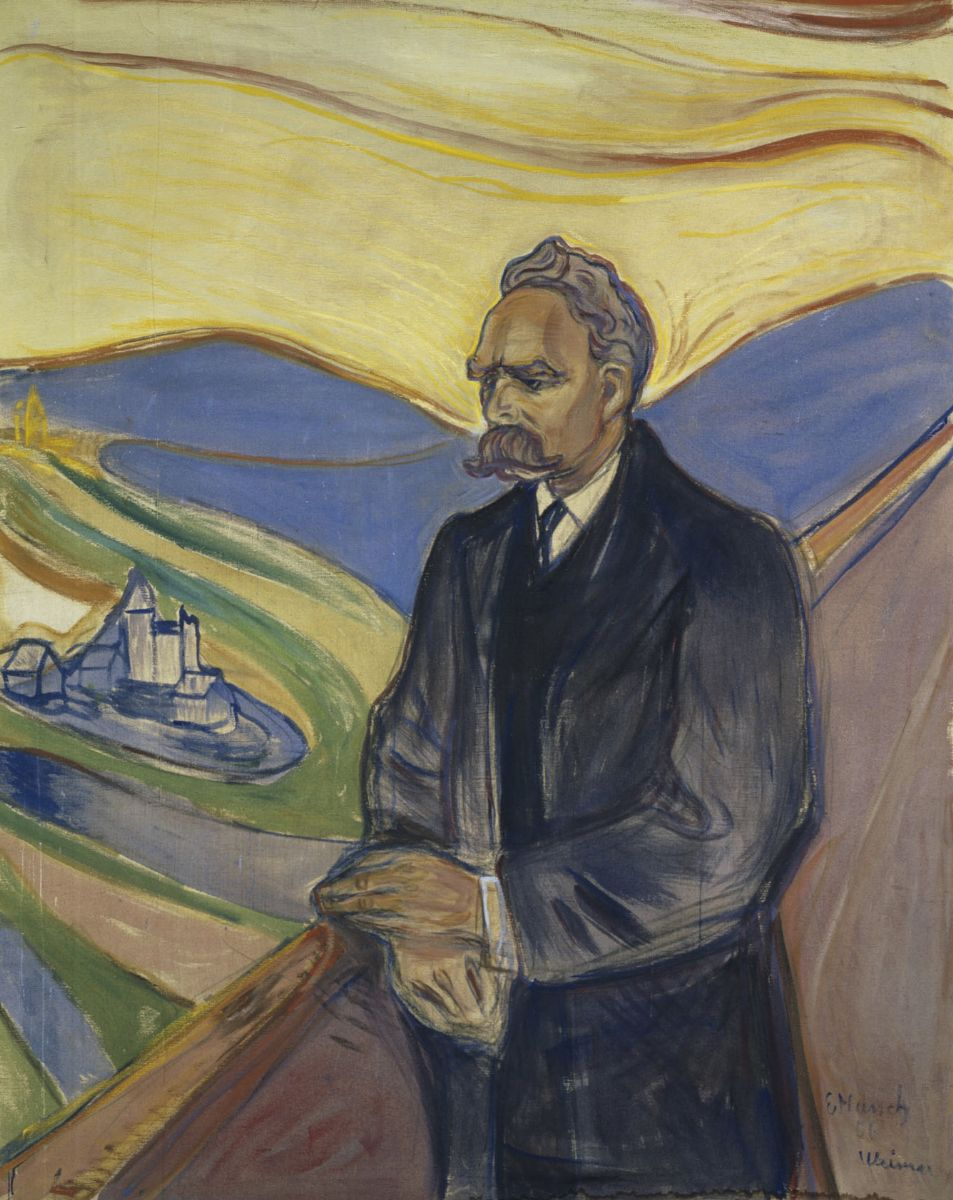
『フリードリヒ・ニーチェの肖像』1906年。油彩、キャンバス、201 × 160 cm。ティール・ギャラリー（英語版）
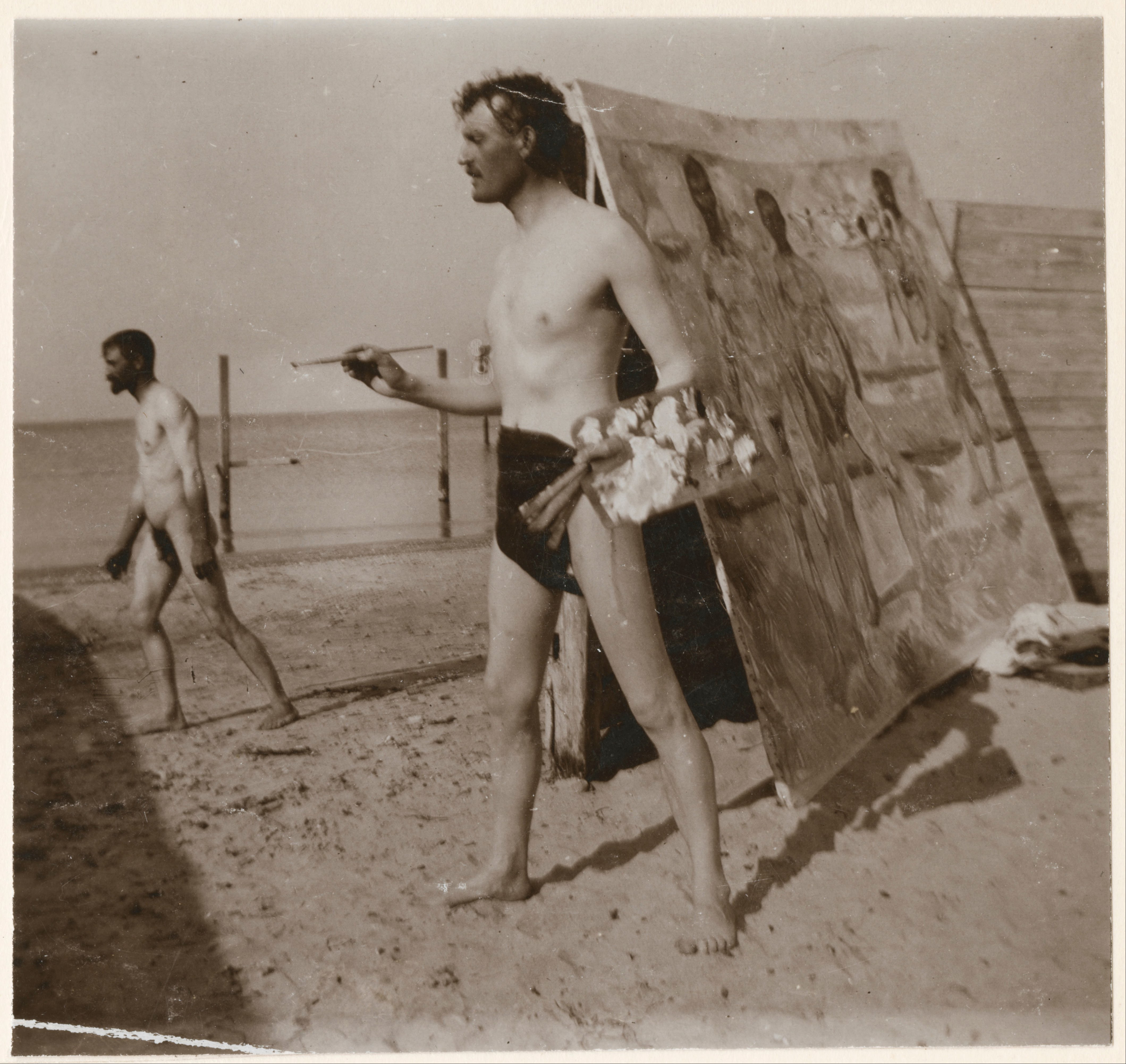
1907年、ヴァーネミュンデの海岸で『水浴する男たち』を描くムンク（43歳）。

1905年2月から3月にかけて、プラハのマーネス芸術協会で油彩画75点、版画50点の個展が開かれ、若い芸術家たちに熱狂的に支持された。ムンクは1900年代以降の個展の成功の中でも、この個展について「まるで王侯のようなもてなしを受けた」と、美しい想い出として何度も回想している。
1906年ベルリンの演出家マックス・ラインハルトの依頼で、ヘンリック・イプセンの『幽霊』と『ヘッダ・ガーブレル』の舞台装置の下絵を描いた。1907年には室内劇場の休憩所の装飾を依頼され「ラインハルト・フリーズ」を完成させていった。ただし、この劇場は実際にはほとんど使われず、ムンクの作品は散逸してしまった。この1907年と翌1908年の夏には避暑先をオースゴールストランからドイツ北部の保養地ヴァーネミュンデに変えつつ、「水浴トリプティーク（三幅対）」と「マラーの死」の油絵シリーズを手がけた。「マラーの死」はジャック＝ルイ・ダヴィッドの『マラーの死』と同じ主題であるが、トゥラ・ラーセンを殺人犯シャルロット・コルデーに、ムンク自身をジャン＝ポール・マラーに見立て、銃撃事件を描いた作品となっている。「水浴トリプティーク」はヴァーネミュンデのヌーディストビーチにキャンバスを立てて制作した作品であるが、フィンランドの美術館が購入した際には新聞で騒ぎとなった。
1902年以降、画業の成功とは裏腹にムンクに精神的危機が深まっていった。若い時から生への不安は続いていたが、トゥラとの恋愛事件で受けた打撃などを機に、妄想を伴う不安が高まり続けた。その結果アルコールにのめり込んでいった。1905年には画家仲間とのつかみ合いのけんかを起こすなど暴力性も現れた。ベルリンで「街に出られない」という対人恐怖症の発作に度々襲われたりもした。1908年にはその症状が頂点に達した。

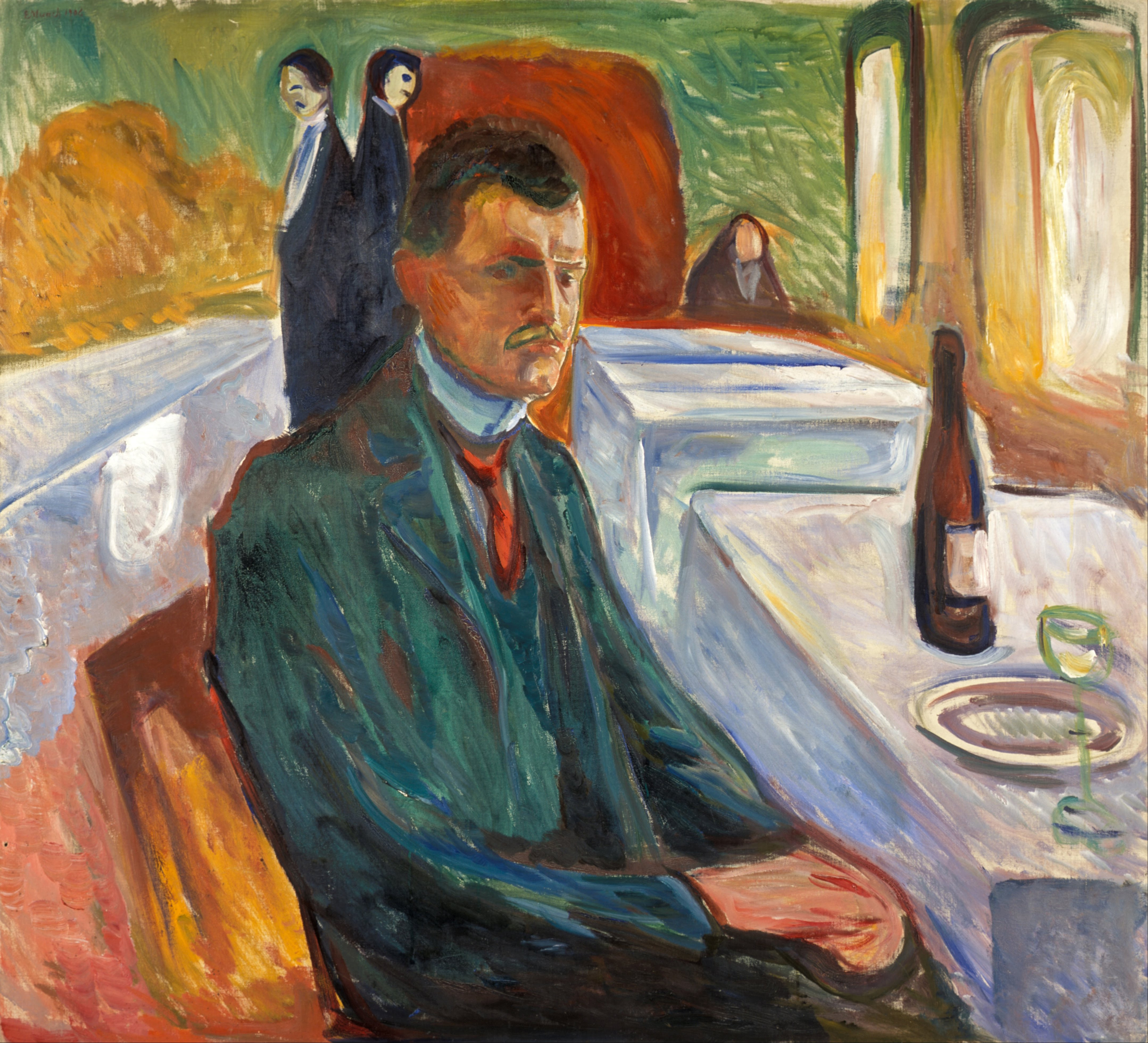
『ワインのある自画像』1906年。油彩、キャンバス、110.5 × 120.5 cm。ムンク美術館[128]。
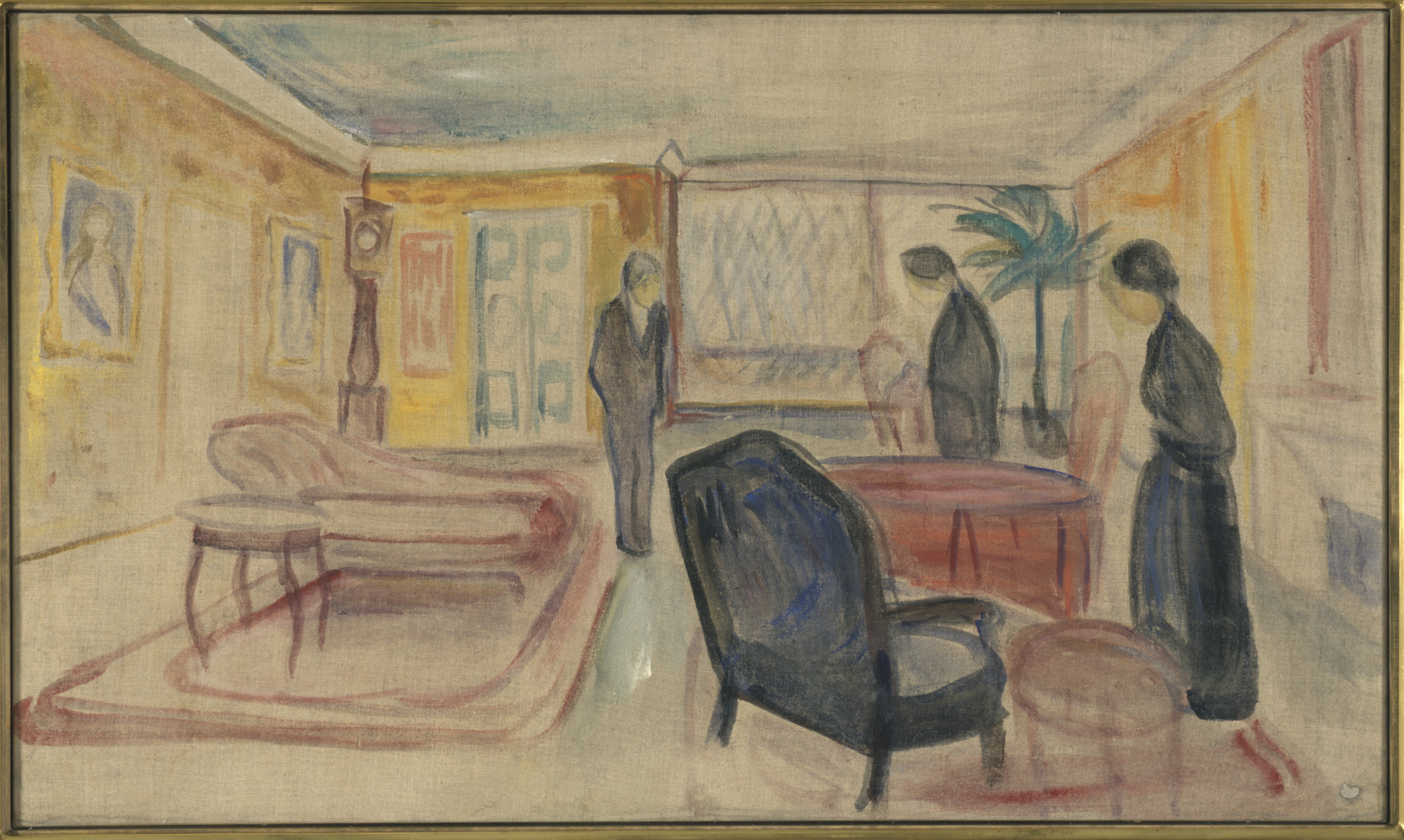
「幽霊」の舞台デザイン。1906年。
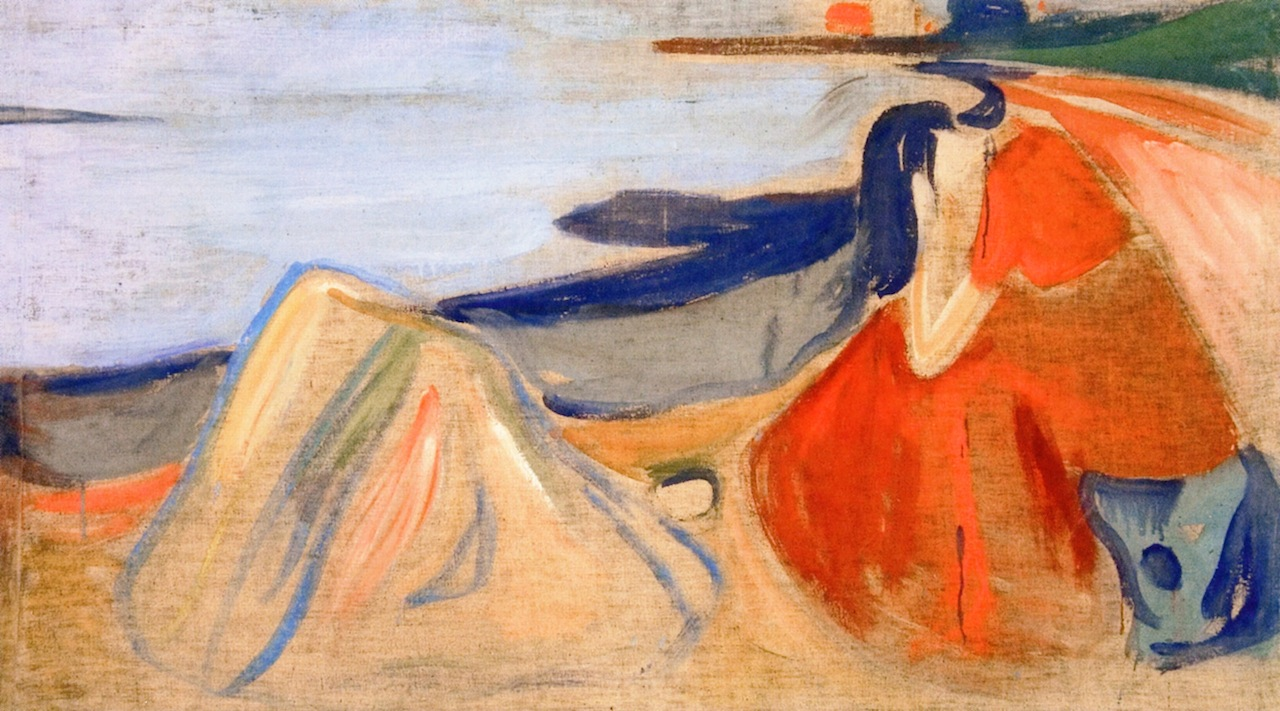
『メランコリー』（ラインハルト・フリーズ）1906-07年。テンペラ、キャンバス、90 × 160 cm。ベルリン美術館（新ナショナルギャラリー）。
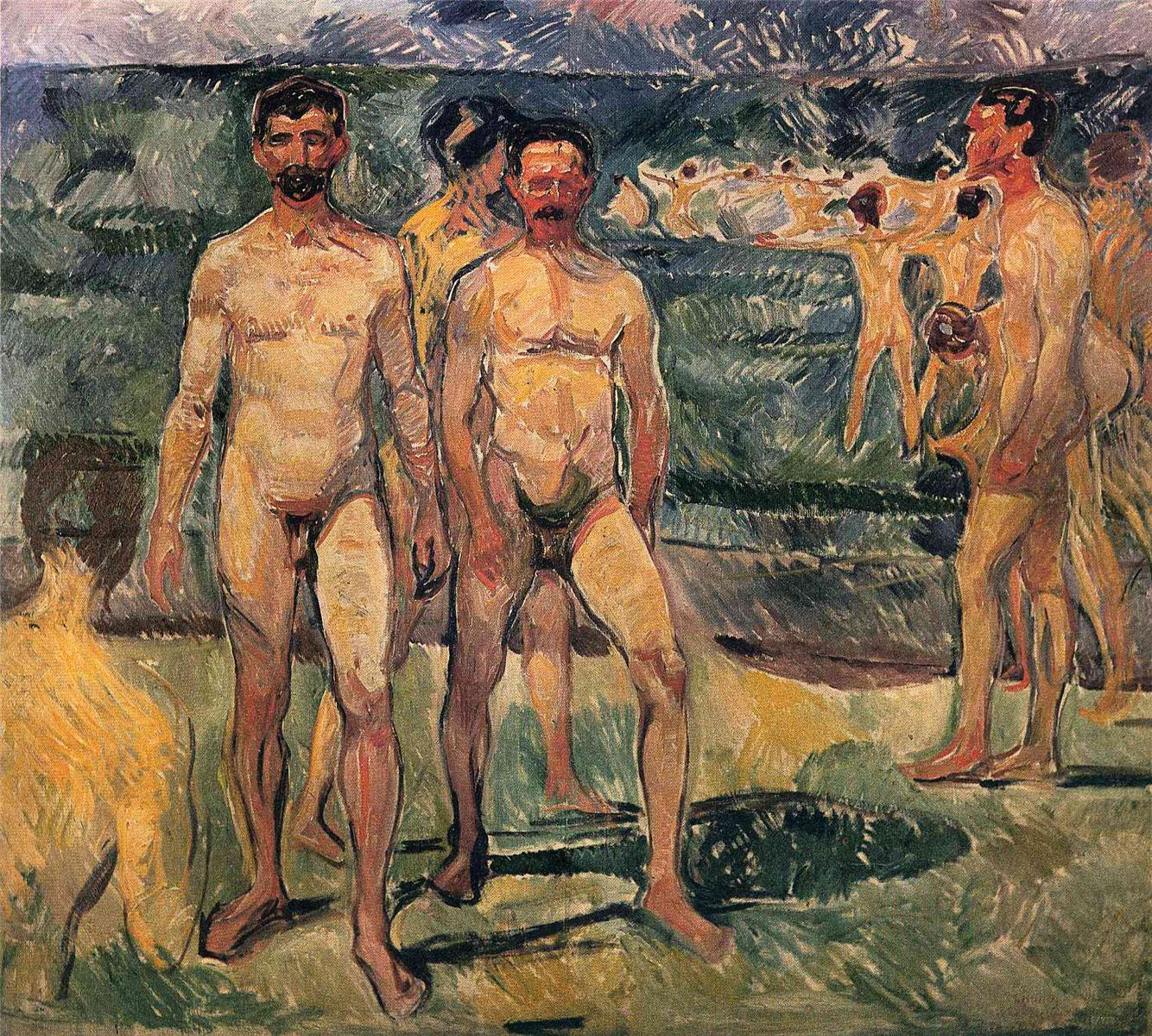
『水浴する男たち』1907年。油彩、キャンバス、206 × 227 cm。アテネウム美術館（ヘルシンキ）。三幅対（トリプティーク）の中央部分。
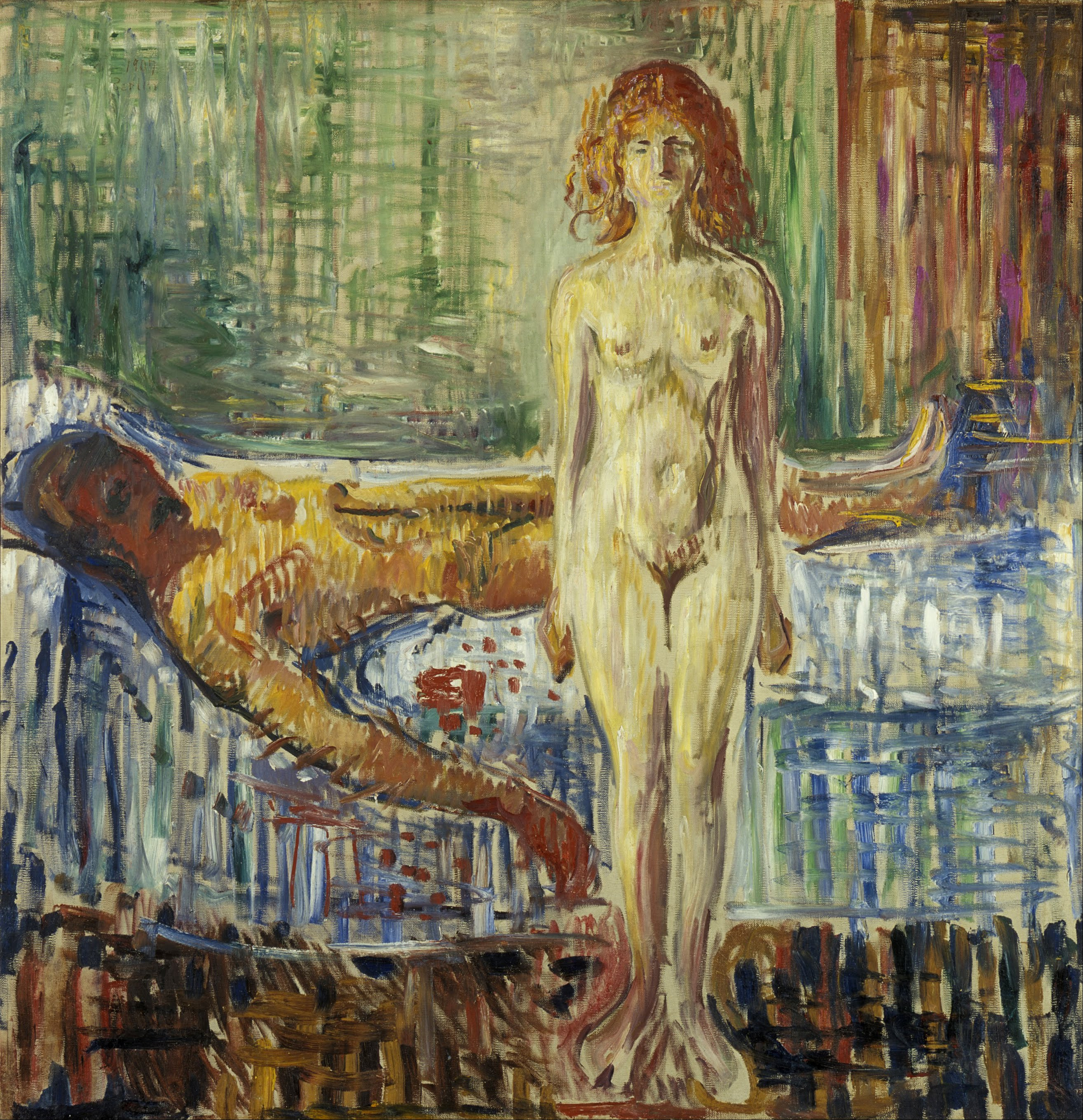
『マラーの死』1907年。油彩、キャンバス、153 × 149 cm。ムンク美術館[129]。
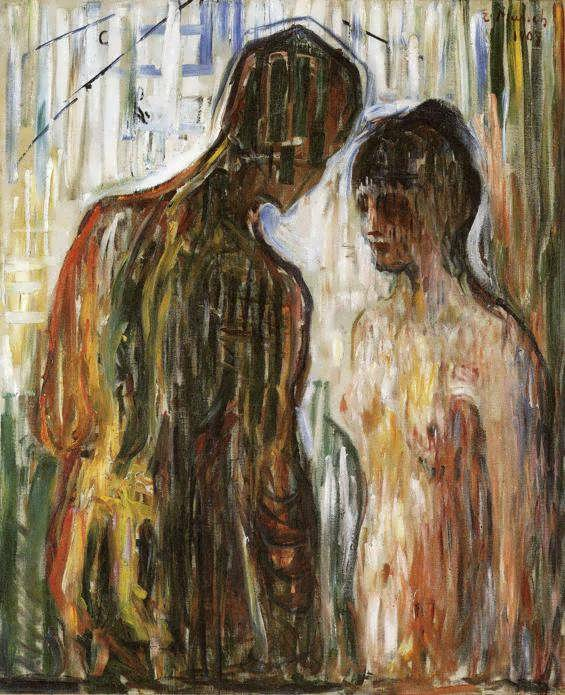
『アモルとプシュケー』1907年。油彩、キャンバス、119.5 × 99 cm。ムンク美術館[130]。

### 精神病院（1908年10月-1909年5月）
ムンクは1908年10月、アルコール依存症を治すためコペンハーゲンのダニエル・ヤーコブソン教授の精神病院に自発的に入院した。ヤーコブソンはアルコール中毒による麻痺性痴呆と診断した。8か月の入院中、国立美術館（現オスロ国立美術館）の館長であり旧友でもあるイェンス・ティースや、ヤッペ・ニルセンがムンクを見舞って彼を精神的に支えた。
同年秋にはノルウェー王国政府から聖オーラヴ勲章騎士章を与えられた。1909年春には、イェンゥ・ティースとヤッペ・ニルセンが協力して、ブロムクヴィスト画廊で油絵100点、版画200点の大ムンク展を開いた。ノルウェー国立美術館が油絵5点を買い上げ、ベルゲンの著名なコレクターであるラスムス・メイエルがムンクの作品を多量に購入したことで、ムンクに対するノルウェーでの評価は決定的になった。ただ、かつての師クリスチャン・クローグはムンクを誹謗する論陣を張ったが、今や世代交代を印象づけるだけであった。
同じ1909年には精神療法も兼ねて、詩文集『アルファとオメガ』を執筆した。これは妻のオメガに籠絡される夫アルファの寓話であり、女性たちに傷つけられた自らを浄化する意味があったと言われる。ムンクは「この連作を描いていると、奇妙に心が安らぐのを覚えた。まるであらゆる苦痛が身体から抜け出していくような気がする。」と書いている。同年、ムンクは健康と精神的落ち着きを取り戻して退院した。もっともそれと引換えのように、ムンクの作品は初期の緊張感を失い、生気のないものに変わっていったとも指摘されている。

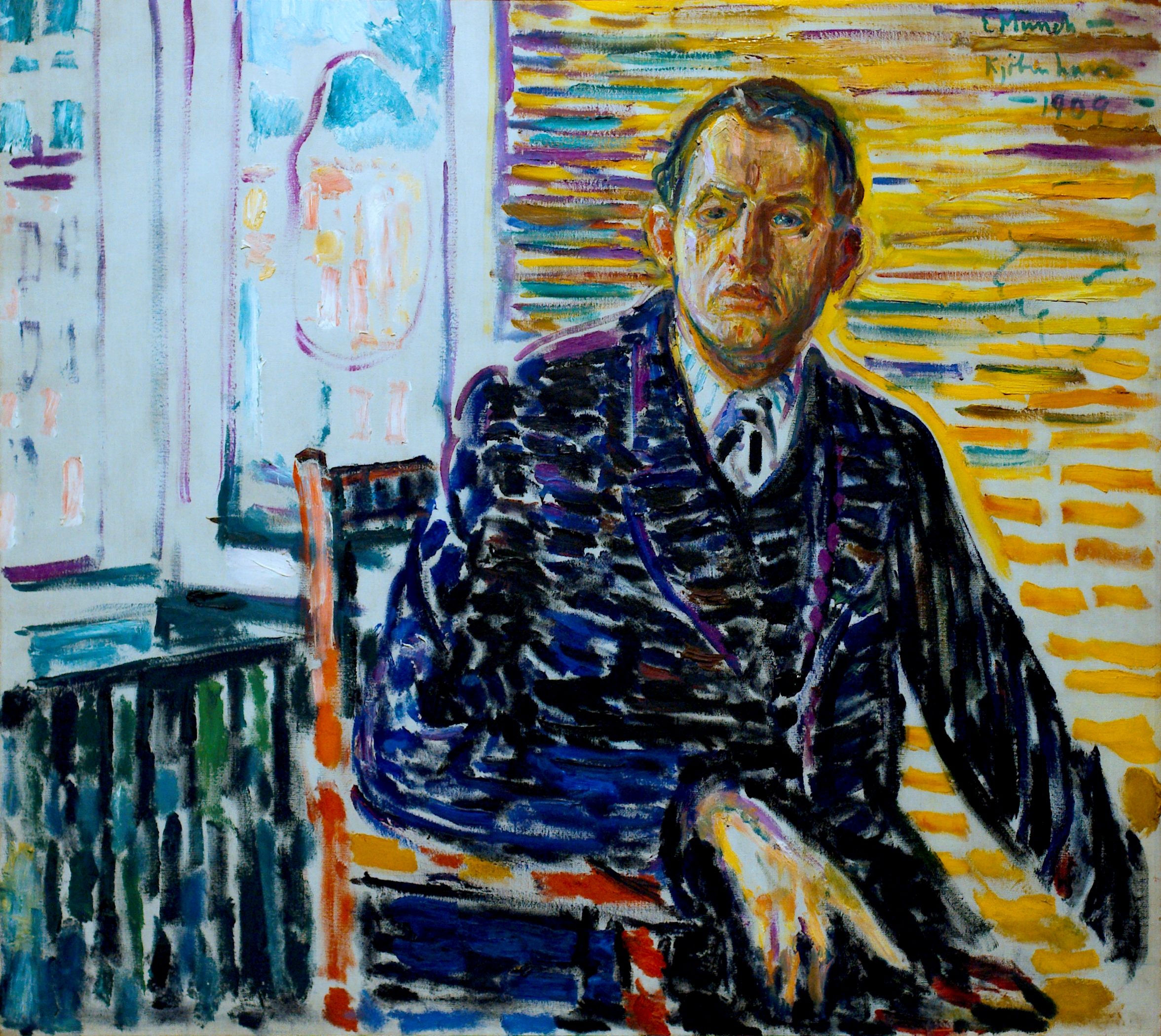
『病院での自画像』1909年。油彩、キャンバス、100 × 110 cm。ベルゲン美術館。
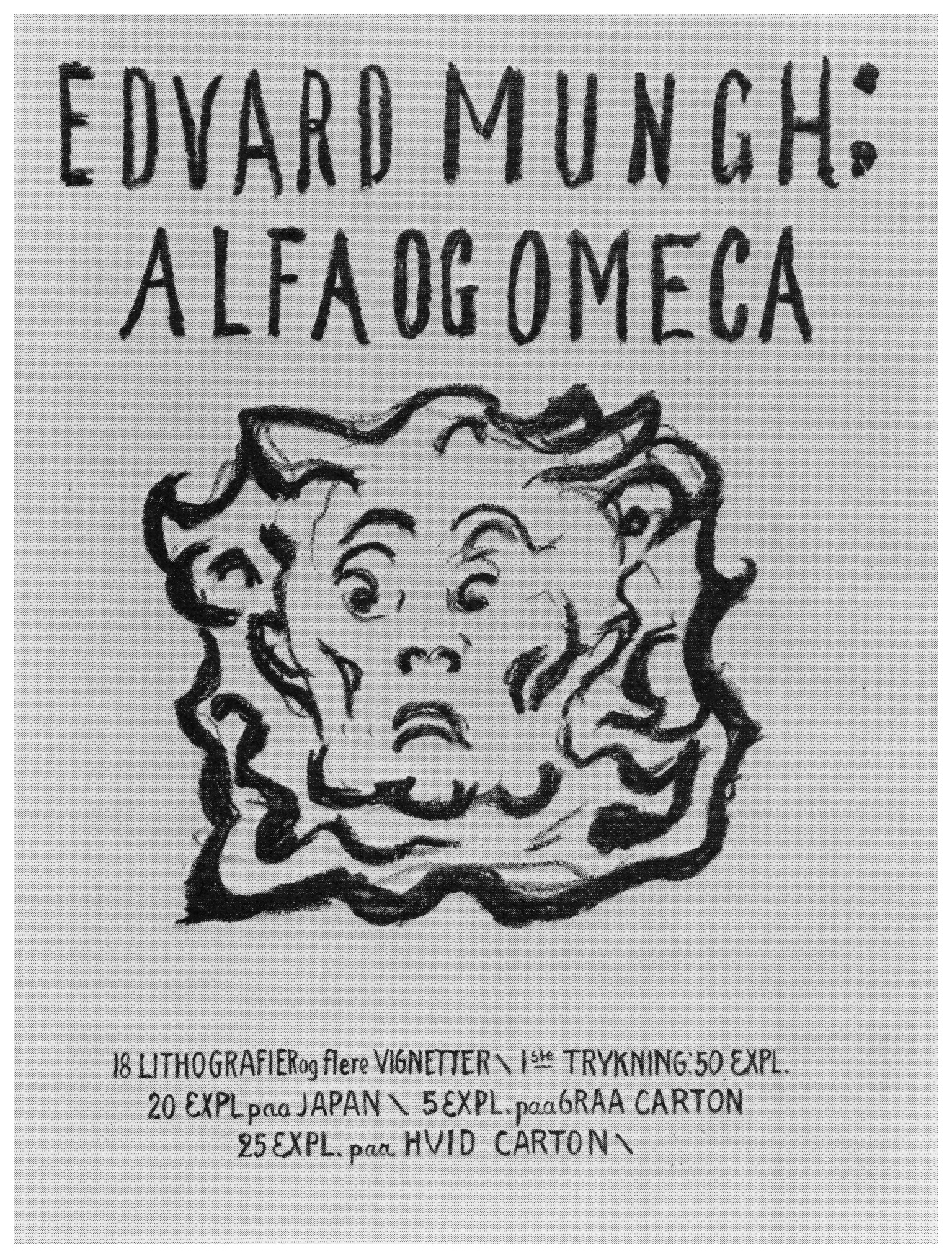
『アルファとオメガ』表紙、1908年。

### ノルウェーへの帰還、講堂壁画（1909年5月-1916年）

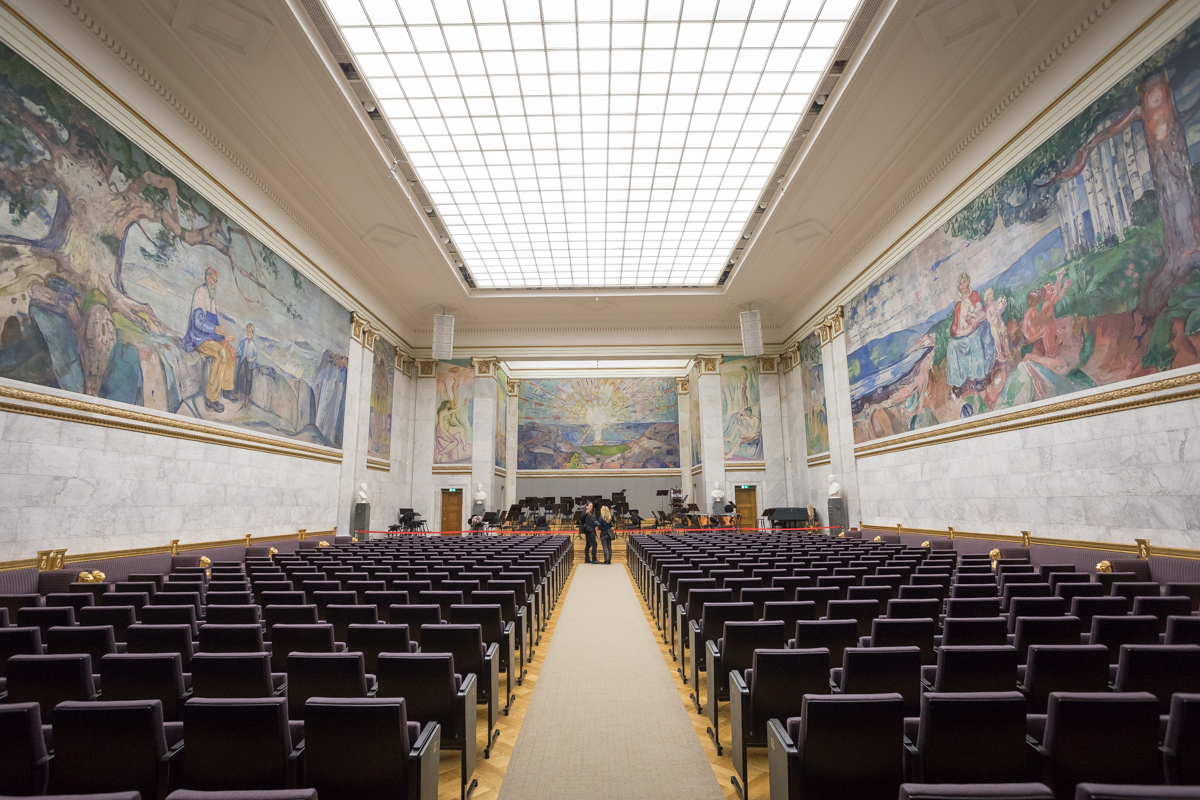
現オスロ大学の講堂壁画。

ムンクは1909年に退院すると、コペンハーゲンからノルウェーに戻りクラーゲリョーの小さな町に住み始めた。1910年11月にはオスロ・フィヨルドの東岸ヴィトステーンに土地を買って、ここも制作の拠点に加えた。1913年にはさらにその南、モス近郊の建物を借りてアトリエとした。イェンス・ティース、ヤッペ・ニルセンら10人余りの限られた友人とのみ付き合い、彼らの肖像画を描き、アトリエに大事に置いていた。ムンクのアトリエを訪れた人は、彼が作品に「荒療治」を施すのを目にした。これは、作品をあえて野外に放置し、風雨や日光にさらされたり犬が引っかいたりするのに任せ、色彩が「落ち着く」まで待つという独特の方法であった。逆に、絵にワニスをかけて保護することに対しては、絵の呼吸を妨げるとして反対した。

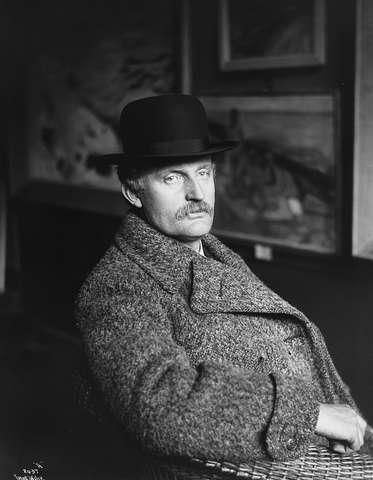
1912年（48歳）のムンク。

ムンクは親類から勧められて、クリスチャニア大学講堂壁画コンテストに応募するための下絵を描き始めた。正面の大壁に『太陽』、その向かい側に『人間の山』、左右の横長の壁に『歴史』と『アルマ・マーテル（母校）』を配する構想を提出し、1911年のコンテストでは第1位を得たが大学当局に拒絶された。しかしその後、ムンク支持の運動が起き、1914年に大学学部長会がムンク案の採用を決議した。規格外の大きなキャンバスであったことから完成までに7年を要し、上の方は脚立に乗って作業するなど、肉体的にも苦闘を強いられた作品であった。その間、大学当局は受入れをめぐって煮え切らない態度を続けたり値切ろうとしたりして、ムンクはいらだちを募らせた。
この時期、ムンクは『労働者とその子』（1907年-08年）『左官屋と機械工』（1908年）『木こり』（1913年）『雪かき人夫（雪の中の労働者）』（1913年-14年）『家路につく労働者』（1913年-15年）などの200点にのぼる「労働者シリーズ」に取り組んだ。また『クラーゲリョーの冬』（1912年）のような風景画も制作した。1912年ケルンの分離派（ゾンダーブント）展の招待作家となり、セザンヌ、ゴッホ、ゴーギャンと並んで特別展示室を与えられた。ムンクはそれ以前から、マックス・ベックマン、エルンスト・ルートヴィヒ・キルヒナー、オットー・ミュラーといったドイツ表現主義の画家たちに大きな影響を及ぼしていたが、この頃ドイツでのムンクの高い評価が確立した。
しかし、1914年に第一次世界大戦が勃発すると、ドイツとの関係が深いムンクは、反ドイツ的なノルウェーの若者から冷ややかな視線を送られるようになった。ノルウェー政府は中立を称し両陣営に軍需品を供給して金儲けを図るが、ドイツの潜水艦に軍需品を運ぶ貨物船をイギリスから狙い撃ちされ、商船員の命を失うことになった。ムンクはノルウェー美術展のポスターを依頼された際、こうした政府の態度を批判した『中立』という作品を提出した。戦争中の1916年ようやくクリスチャニア大学の講堂壁画が完成し除幕式を迎えた。

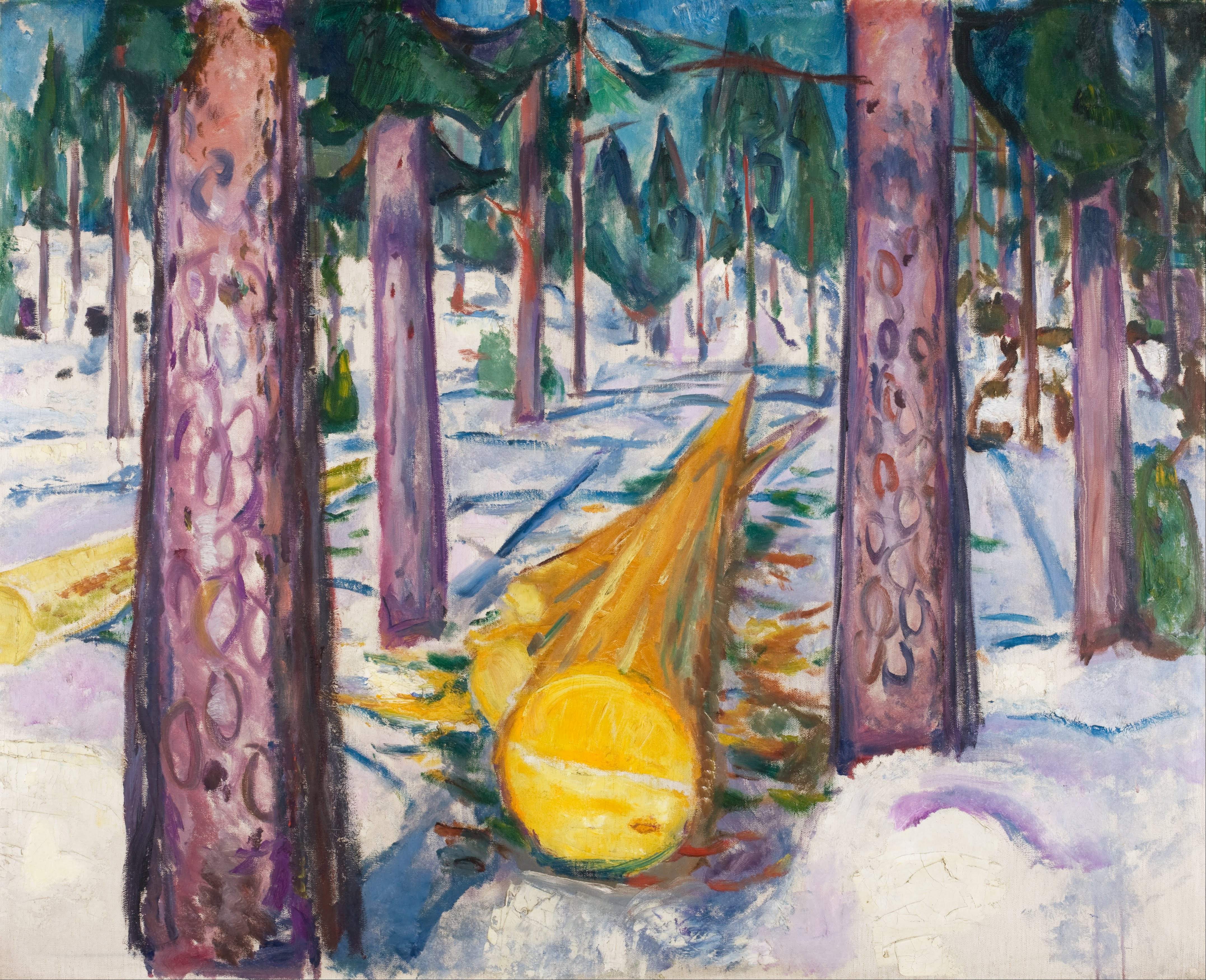
『黄色い丸太』1912年。油彩、キャンバス、129.5 × 159.5 cm。ムンク美術館[151]。
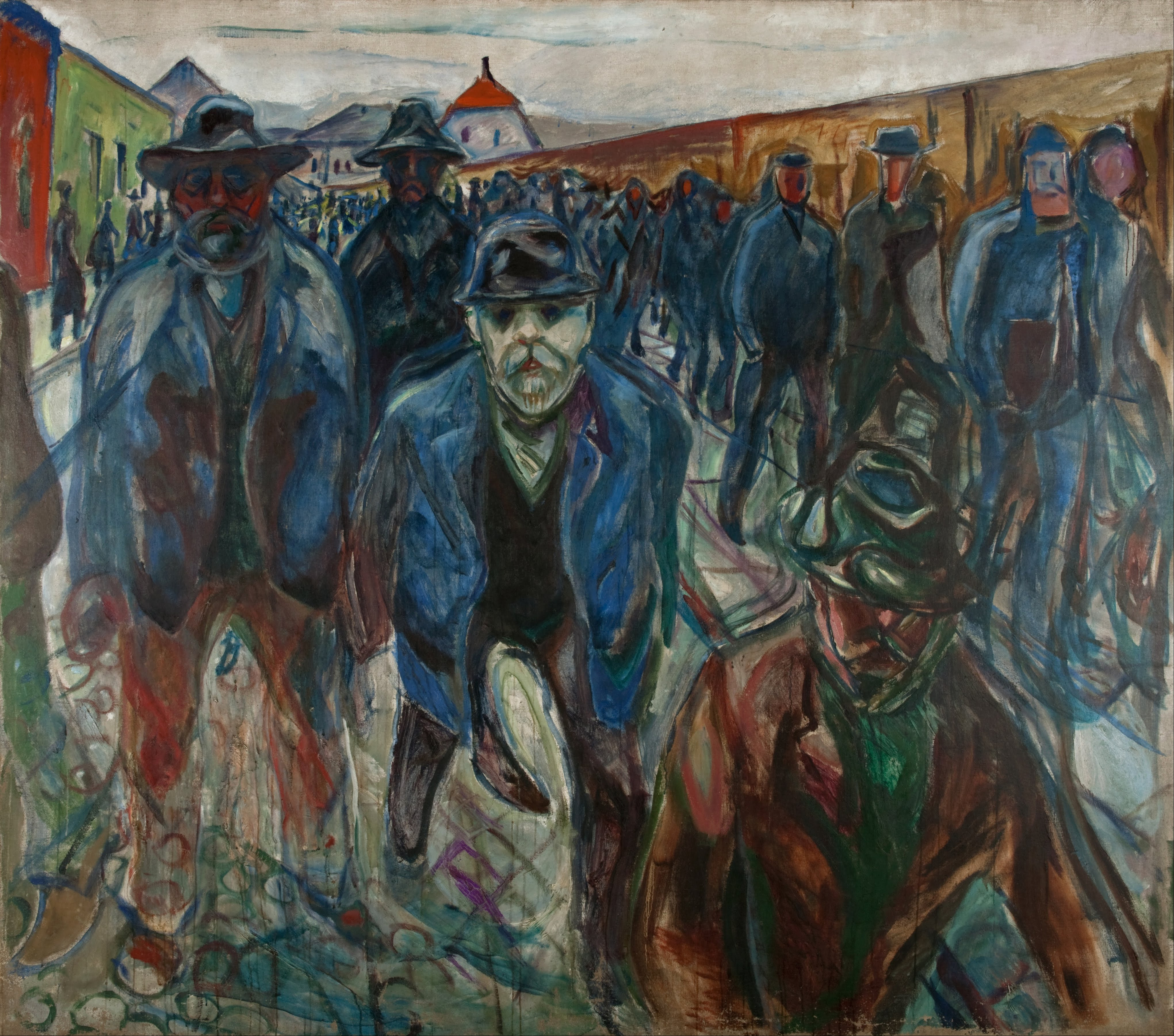
『家路につく労働者』1913-15年。227 × 201 cm。ムンク美術館[152]。
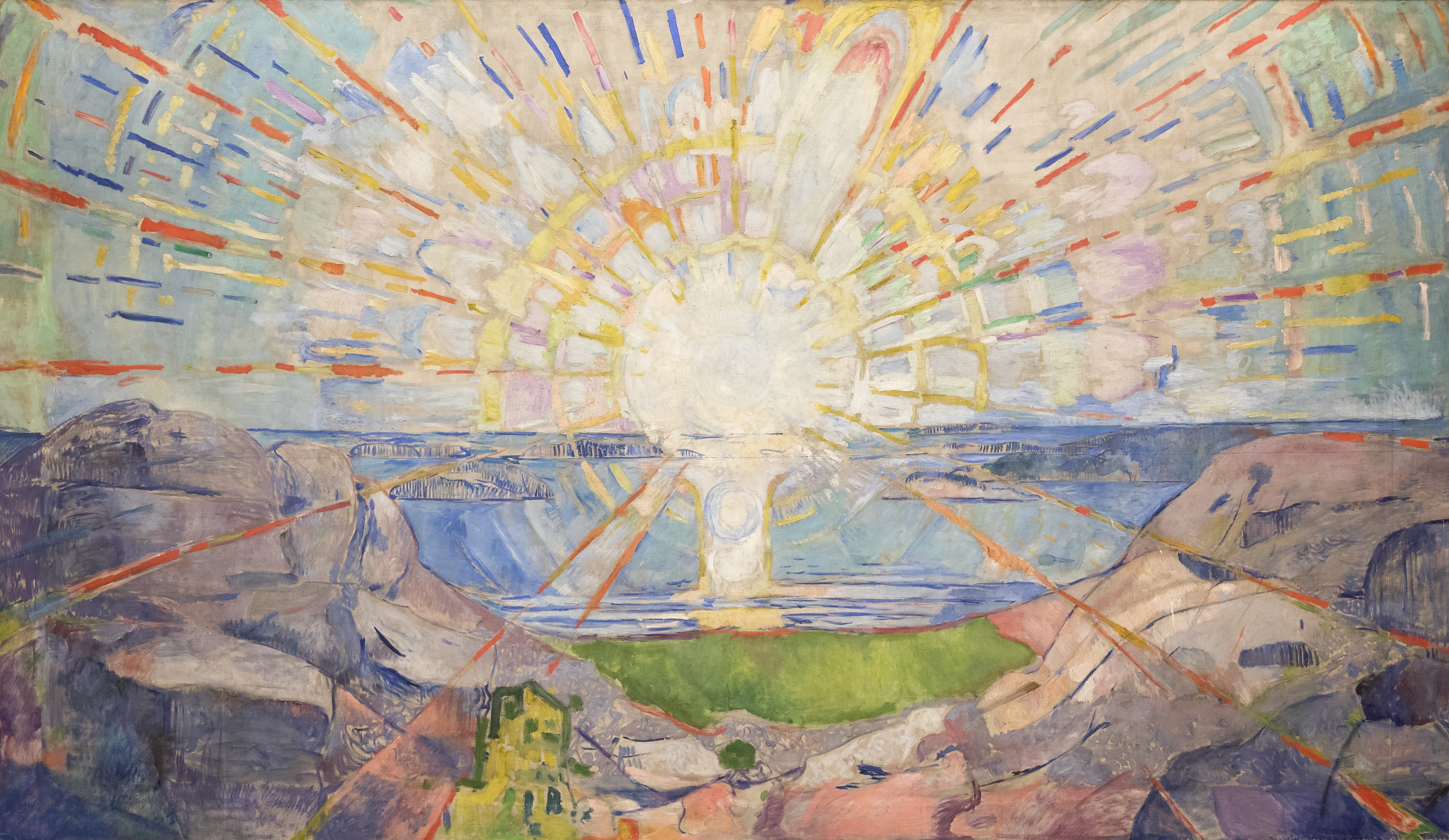
『太陽』1911-16年。油彩、455 × 780 cm。現オスロ大学講堂壁画。
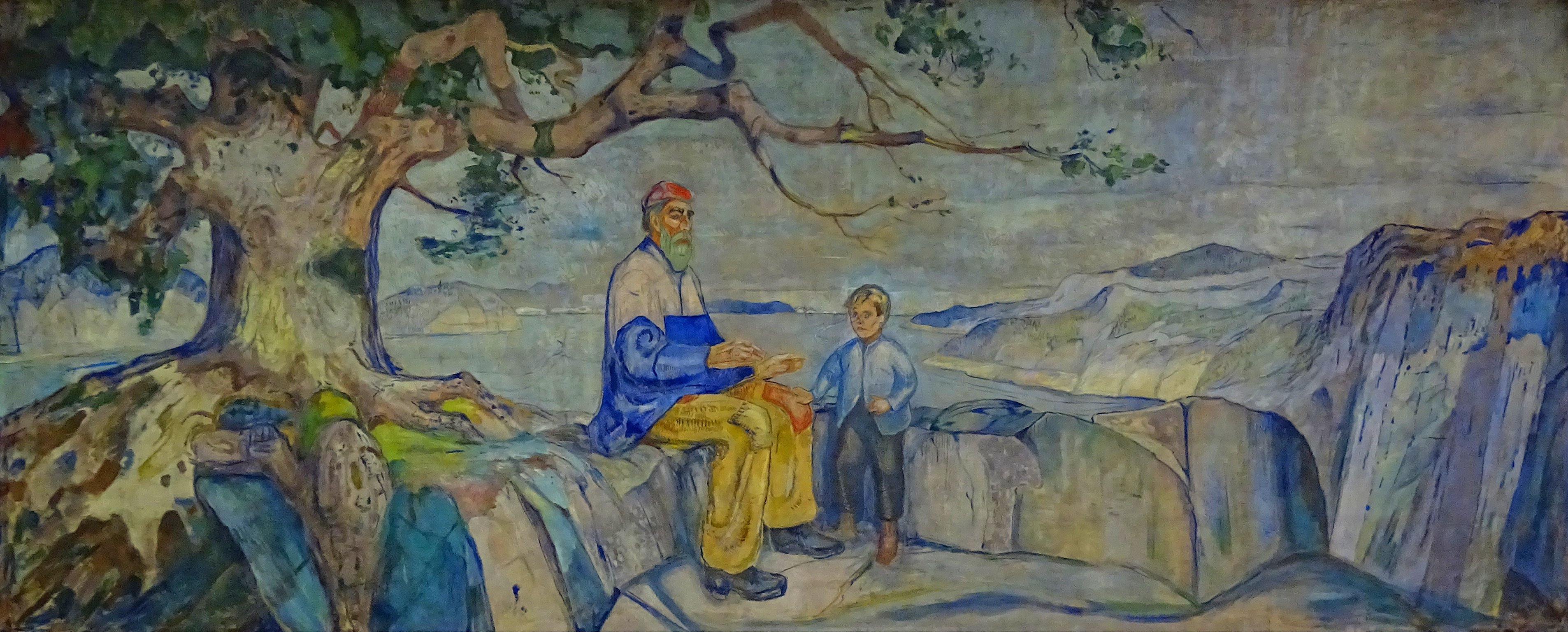
『歴史』1916年。現オスロ大学講堂壁画。

### 晩年（1916年-1944年）

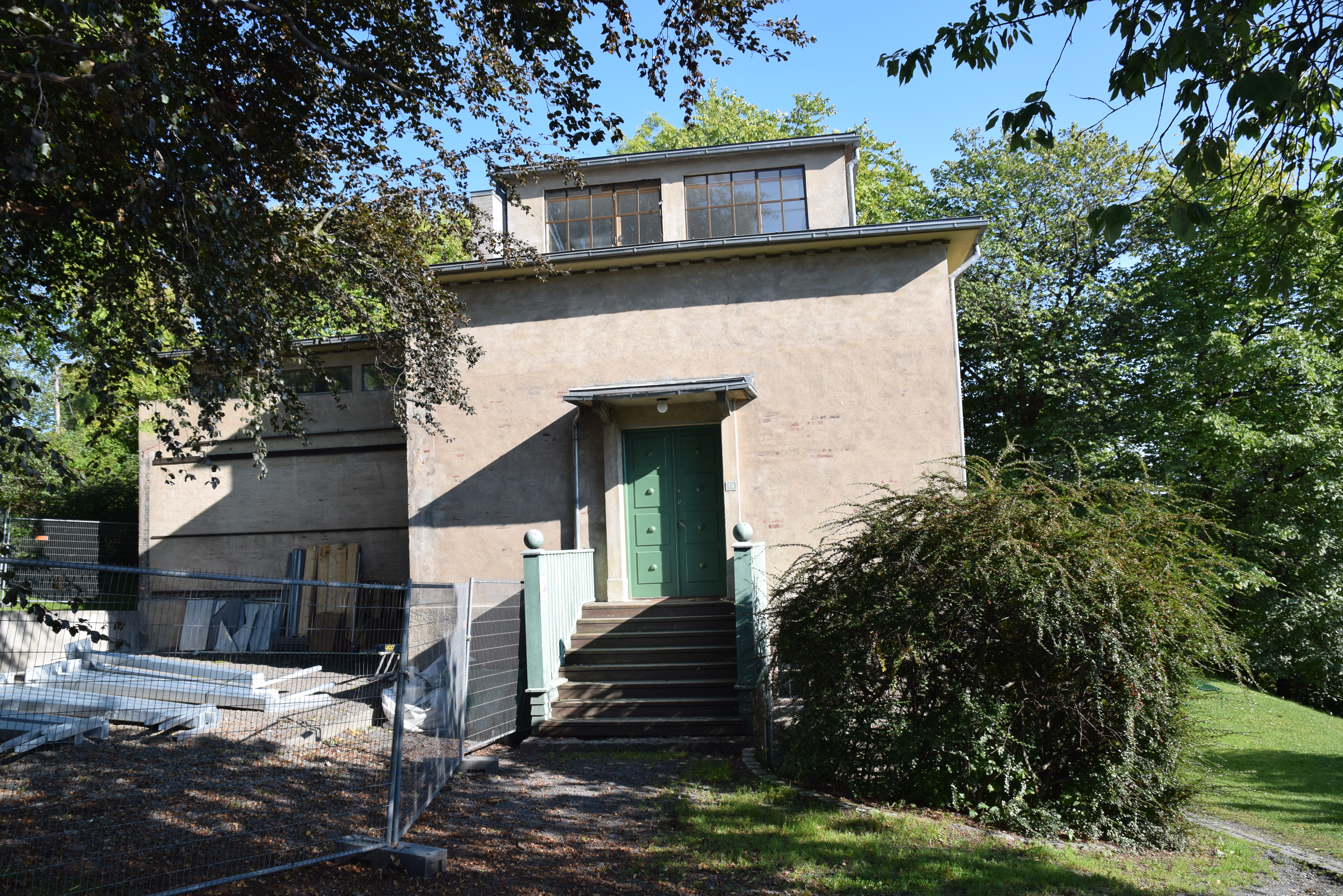
ムンクが没年まで住んだオスロ西郊エーケリーの地所に唯一残る冬季用スタジオ。

1916年から没年まではオスロ郊外のエーケリーに邸宅を買って定住した。ここは、かつて農園だった4万5000平方メートルの広大な地所で、講堂壁画の制作が終わった1916年に7万5000クローネで購入した。ムンクはここで、キャベツ畑、果樹園、畑を耕す馬、労働者、家から見える夜景、自画像、モデル志願者を描いたヌード画など、身近な題材を描くようになった。ノルウェーの新聞はムンクを大金持ちとして書き立て、彼は施しを乞う手紙に困惑した。また、何者かに庭の飼い犬を撃ち殺される、若者が時間を問わず電話や玄関の呼び鈴を鳴らす、といった嫌がらせにも悩まされた。
1918年、ブロムクヴィスト画廊で「生命のフリーズ」を全てまとめた個展を開いたが、観客や新聞の反応は芳しくなかった。この年にムンクはスペインかぜを患い生死の境をさまよったが、何とか回復すると『スペインかぜをひいた自画像』を制作した。

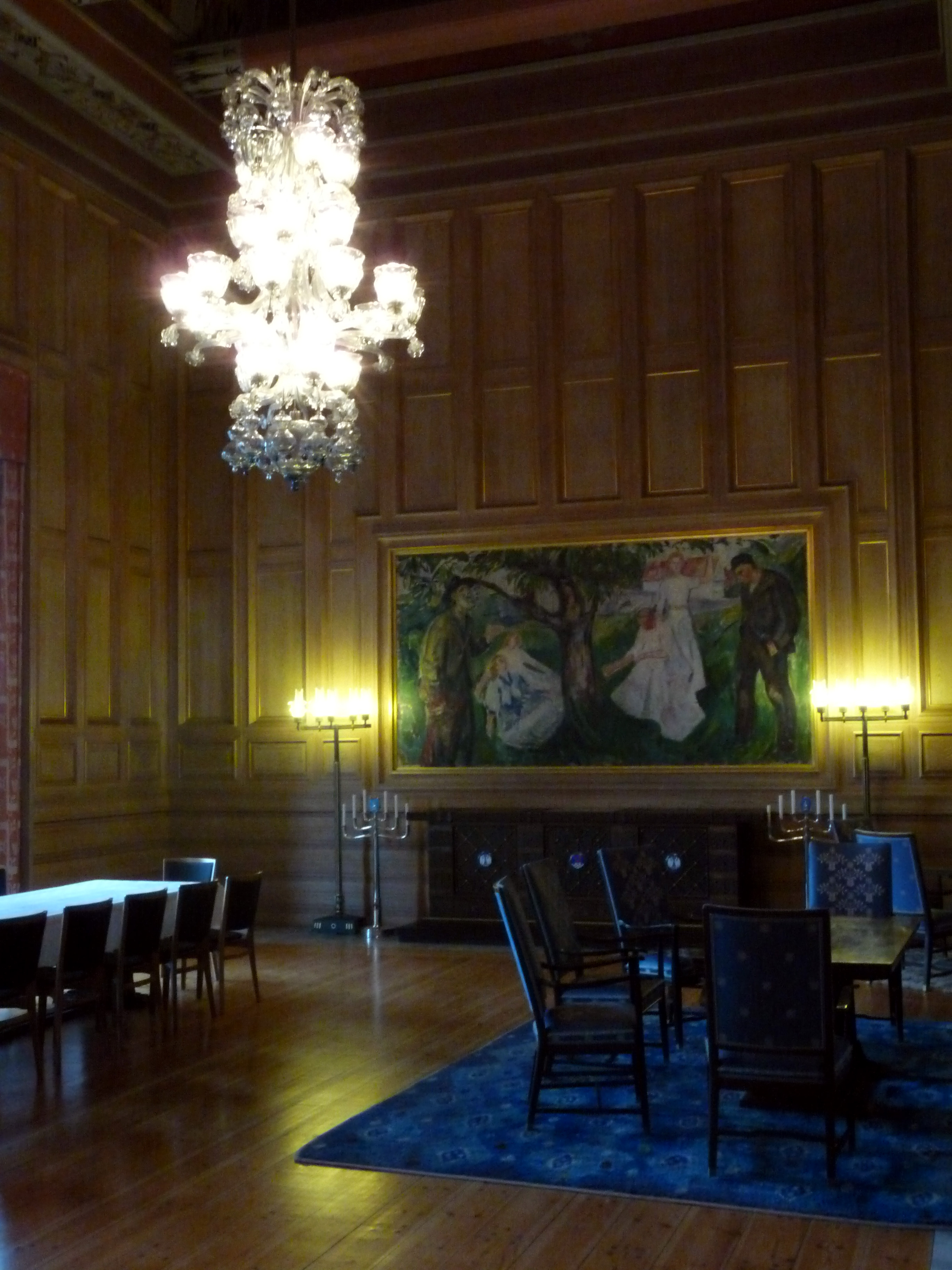
オスロ市庁舎の人前結婚式の部屋「ムンクの部屋」に飾られた『人生』（1910年）。

1920年頃からはアトリエでの人体習作に比重を置き始めたほか、風景画『星月夜』（1923年-24年）も制作している。また、フレイア・チョコレート工場の食堂の壁画（1922年）を手がけた。1925年にクリスチャニアがオスロと改名し新市庁舎の建設計画が始まった。新市庁舎の大広間にムンクの絵が発注されることとなり、「これからは労働者の時代だ」と考えていたムンクは『雪の中の労働者たち』を主題に選び作品を制作した。しかし、貧困、隷属、喪失を生々しく描いた彼の作品は受け入れられず、代わりにフレスコ兄弟の作品が飾られることになった。ムンクの長年のライバルである彫刻家グスタフ・ヴィーゲランがオスロ市から自宅やスタジオ、公園までを提供されるという厚遇を受けていたのと対比しても、ムンクの不遇は明らかであり、彼はこの敗北で大きな精神的打撃を受けた。ただ支援者のトマス・オルセンが後に、ムンクの無念な思いを察し、所有する大作『人生』を市に寄贈した。これは市庁舎の一室に飾られ、その部屋は「ムンクの部屋」と名付けられた。
1926年、ヴェネツィア、ミュンヘン、コペンハーゲン、パリ、マンハイムなどで中規模の展覧会が開かれた後、1927年、ベルリンのナショナル・ギャラリーで油彩画223点、素描21点という史上最大の回顧展が開かれ、更に同年秋にはオスロ国立美術館に巡回した。
- 『星月夜』1922-24年。油彩、キャンバス、100 × 120.5 cm。ムンク美術館[163]。
- 『安楽椅子のそばのモデル（英語版）』1919-21年。油彩、キャンバス、122.5 × 100 cm。ムンク美術館[164]。

ムンクの左眼は視力が落ち、右眼を頼りに仕事をしていたが、1930年5月に右眼の血管が破裂し、視界の大部分が凝血で遮られてしまった。眼科の専門医から治療法はないと言われた。絵の制作ができない間、限られた視力で文章の執筆に取り組んだ。その後、視力は徐々に回復し、1933年頃には再び絵の制作ができるようになった。1932年、ドイツのパウル・フォン・ヒンデンブルク大統領からゲーテ勲章を授与された。70歳となる1933年、ノルウェー政府から聖オーラヴ勲章大十字章を授けられた。フランス政府からはレジオンドヌール勲章を与えられた。
ドイツでナチスが台頭すると、ムンクの作品は1937年、退廃芸術としてドイツ国内の美術館から一斉に外された。1940年4月9日、ドイツがノルウェーに侵攻すると、ノルウェーの元陸軍大臣ヴィドクン・クヴィスリングが内応して親ドイツのクヴィスリング政権を立ち上げたが、ムンクは政権の懐柔に応じずアトリエに引きこもった。この時期には『窓側の自画像』（1940年）『自画像／深夜2時15分』（1940年-44年）、最後の自画像『自画像／時計とベッドの間』（1940年-44年）などを制作した。1943年12月12日、エーケリーで80歳の誕生日を祝ったがその1週間後、自宅の近くでレジスタンスによる破壊工作があり、自宅の窓ガラスが爆発で吹き飛ばされた。凍える夜気にムンクは気管支炎を起こし、翌1944年1月23日に亡くなった。満80歳没。最期の日、ムンクは愛読するドストエフスキーの『悪霊』を読んでいた。
その後間もなく、妹インゲルとムンクの友人たちの抵抗にもかかわらずナチスが仰々しい国葬を営むことになり、ムンクの死はナチスの宣伝に使われた。亡骸は両親やソフィーエと同じ墓ではなく、偉人たちのための救世主墓地に埋葬された。ナチス・ドイツの降伏で戦争が終結したのはその後の1945年5月7日であった。
ムンクの遺言により、エーケリーの地所に残した作品約2万2000点を含む創作物、資料、画材などがオスロ市に遺贈された。自国では正当に評価されなかったという恨みはあったが、ナチスによる作品の押収を恐れたためであったという。

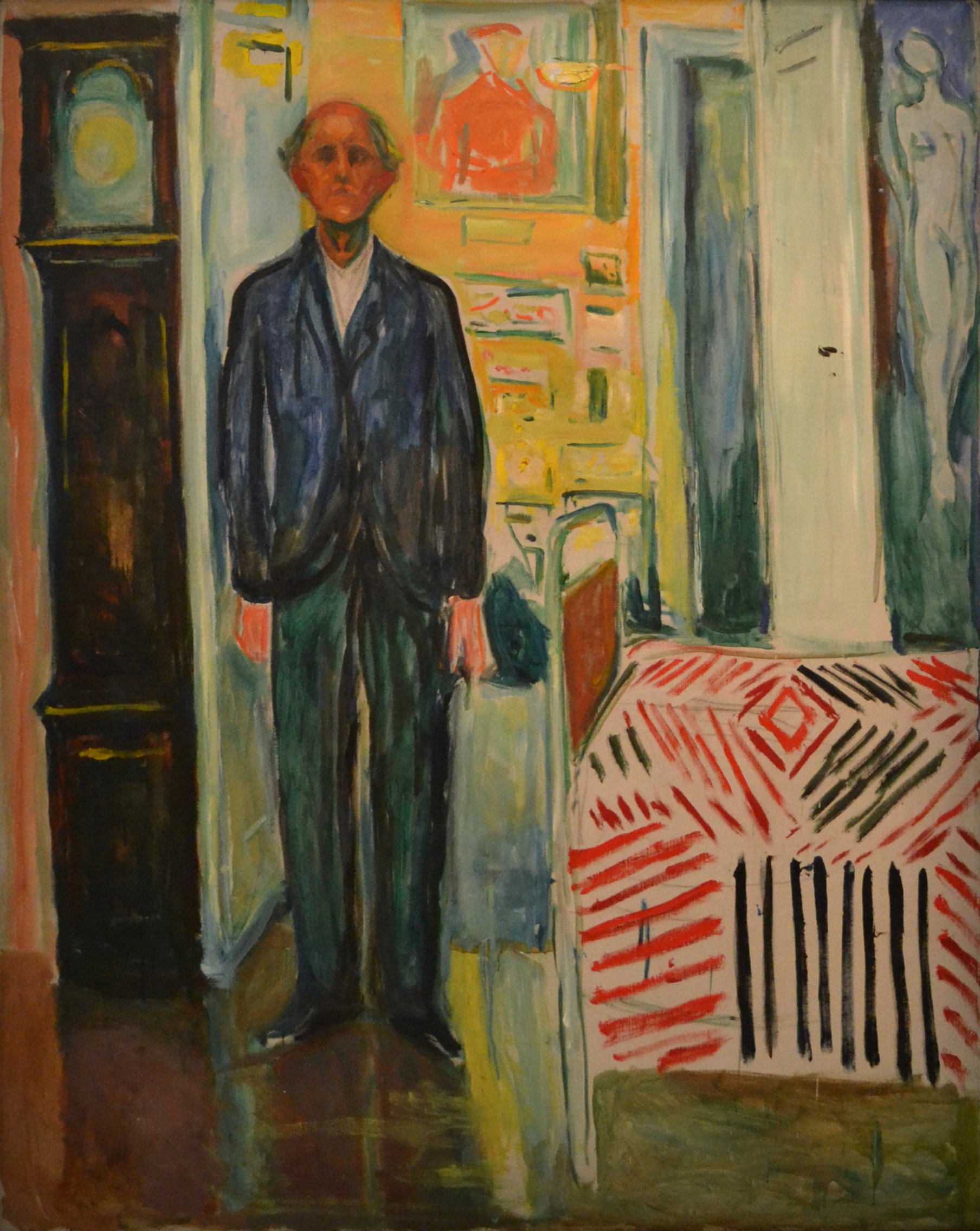
『自画像／時計とベッドの間』1940年-44年。油彩、キャンバス、150 × 120 cm。ムンク美術館。

## 時代背景と作風

ムンクの署名。

ムンクが代表作の多くを制作した1890年代は、フランスではアール・ヌーヴォー、ドイツ、オーストリアではユーゲント・シュティールと呼ばれる芸術運動が起こった時代であり、世紀末芸術と総称される。
クールベの写実主義からモネらの印象派に至るヨーロッパ美術の流れは、自然をキャンバスの上に再現しようとするものであった。これに対し、ゴッホ、ゴーギャン、ルドンらポスト印象派の画家たちは、絵画の役割を、眼に見えない心の内部を表現することに大きく変えていった。その次の世代に当たる世紀末芸術の芸術家たちも、人間の心の神秘の追求に向かった。ムンク自身、芸術について次のように述べている。
こうしてムンクや他の世紀末芸術の芸術家たちが追求した「内部の世界」は、印象派の明るい世界ではなく、不安に満ちた夜の闇の世界であった。病的なまでに鋭敏な感受性に恵まれたムンクは、生命の内部に潜む説明し難い不安を表現することに才能を発揮した。幼い時から家族に次々襲いかかってきた病気と死は、ムンクの芸術に影響を与えたと考えられる。また、ムンクはクリスチャニアで既成道徳に対する徹底的な反抗、反俗的芸術至上主義をモットーとするボヘミアン・グループに属していた。印象派の画家たちには見られないこうした市民社会への反抗精神や、パリ留学で最新の絵画活動に触れたことも、ムンクの芸術に大きな影響を与えた。ムンクは内面の表現の可能性を探求して、ゴッホよりはるかに先まで進んだ画家の一人だと評されている。
実際、1890年代の『叫び』や『思春期』といった一連の作品では、死と隣り合わせの生命、愛とその裏切り、男と女、生命の神秘など、生命の本質の問題が扱われており、その全てに、説明し難い不安が通底している。
表現手法は、リアリズムよりも平坦な画面構成、装飾性に向かっているが、これはナビ派やフェルディナント・ホドラー、グスタフ・クリムトなど、同時代の他のヨーロッパの画家たちと共通する傾向である。また、ムンクが好んで描いた女性のうねるような長い髪の毛が、男性を絡めとる魔性を暗示するように、線描それ自体の中に、生の神秘が象徴的に表現されていて、見る者に訴えかける力を持っている。

## 受容と評価
ムンクの作品は初期から激しい非難を浴び、1892年にベルリン芸術家協会の招きで開いた個展は、理事の過半数の反対表決で1週間で打ち切りを強いられた。しかしこの事件がきっかけで、ドイツの詩人、画家、批評家の中でムンクの支持者も現れるようになった。また、この「ムンク事件」はベルリン芸術家協会の中の対立を顕在化させ、1898年にベルリン分離派が誕生するきっかけとなった。
1896年のパリのアンデパンダン展、アール・ヌーヴォー展では好意的評価も増えてきた。ムンクは後に「〈生命のフリーズ〉に属するこれらの作品が最もよく理解されたのは、フランスにおいてであった。」と回想している。ようやく分離派が印象派に追いついたベルリンよりも、既に印象派とポスト印象派を経験しているフランスの方が、ムンク受容の土壌が育っていたと考えられる。
20世紀初頭になると、ムンクはドイツで表現主義の若い画家たちから、ゴッホやゴーギャンと並んで熱狂的に支持された。ドイツでのムンクの影響は、フランスでのセザンヌに匹敵するほど大きく、ムンクはドイツ表現主義の先駆者とみなされている。
1922年にはチューリッヒなどで版画を中心とした大回顧展が開かれ、1927年にはオスロやベルリンの国立美術館で回顧展が開かれるなど、ムンクの評価は確立した。1924年3月には、ベルゲン美術館でラスムス・メイエル・コレクションが一般公開された。

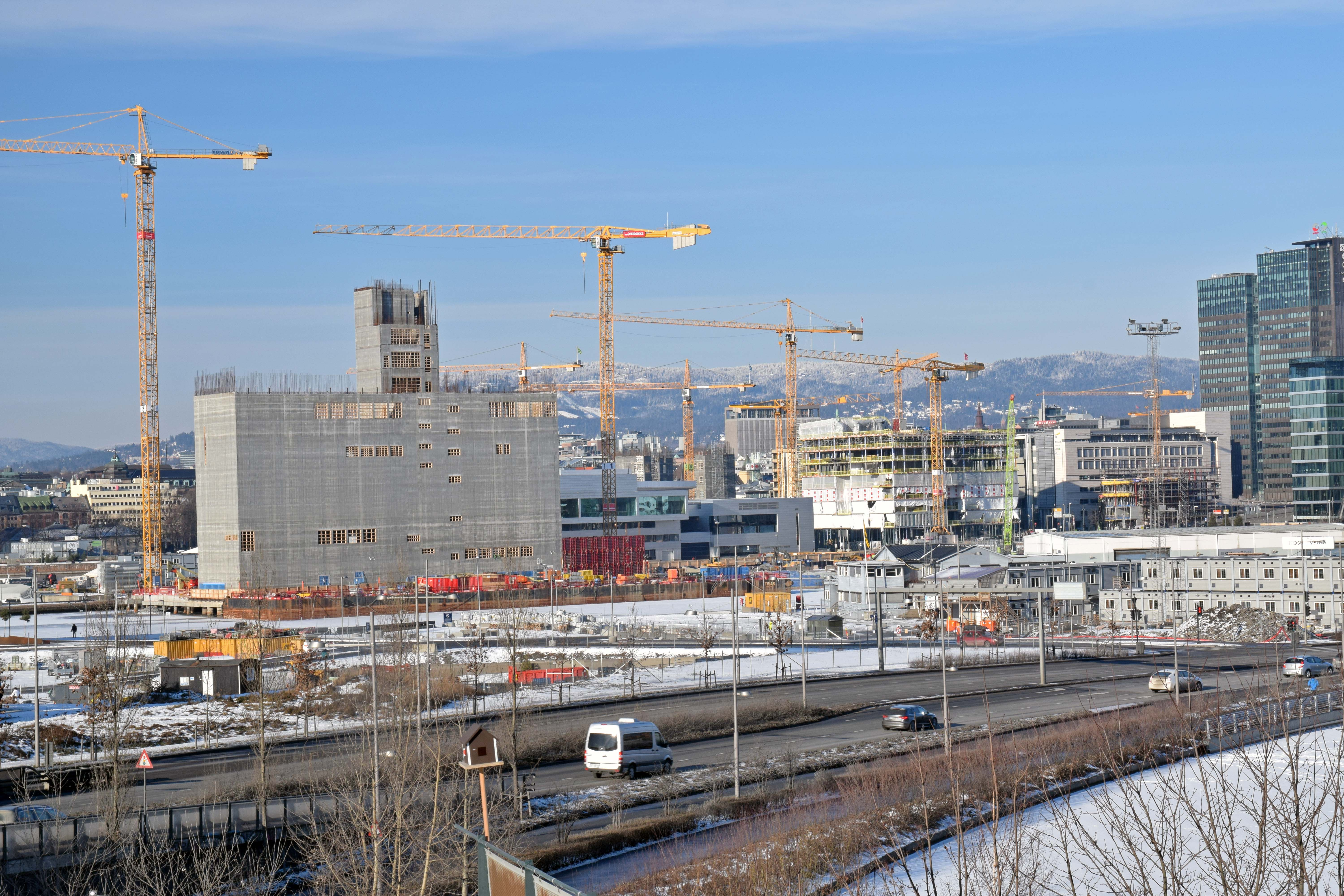
2020年開館に向けビョルヴィカ地区に建設中の新ムンク美術館。

1933年にはノルウェー政府から聖オラヴ大十字章、フランス政府からレジオンドヌール勲章を授与されるなど、最高の栄誉を受けた。しかし、晩年はナチスの台頭とノルウェーでの親ドイツ政権の成立で不遇の時を過ごしていた。
2001年から、1000ノルウェー・クローネの紙幣に採用され、表面はムンクの若い時の肖像と背景に作品『メランコリー』、裏面は作品『太陽』が描かれている。
2020年6月、ムンク美術館がオスロの文化発信地区ビョルヴィカに13階建ての美術館として移転増築される予定であり、個人の名を冠した美術館としては世界最大規模のものとなる見込みである。

### 日本
ムンクが日本に最初に紹介されたのは、1911年（明治44年）6月号の『白樺』に銅版画『コラ (Cora)』の図版が掲載された時であった。その後、1912年（明治45年）4月号の『白樺』に、武者小路実篤が特集記事を書き、この号には図版も8点掲載された。

#### ムンク自身の文集（訳書）
- 『ムンク ことばとイメージ 詩画集』粟津則雄訳、美術公論社、1992年
- 『エドヴァルト・ムンク　生のフリーズ』鈴木正明編訳、八坂書房〈自作を語る画文集〉、2009年
- 『ムンク　愛のぬけがら』ムンク美術館原著、原田マハ訳、幻冬舎、2022年

## 主な作品

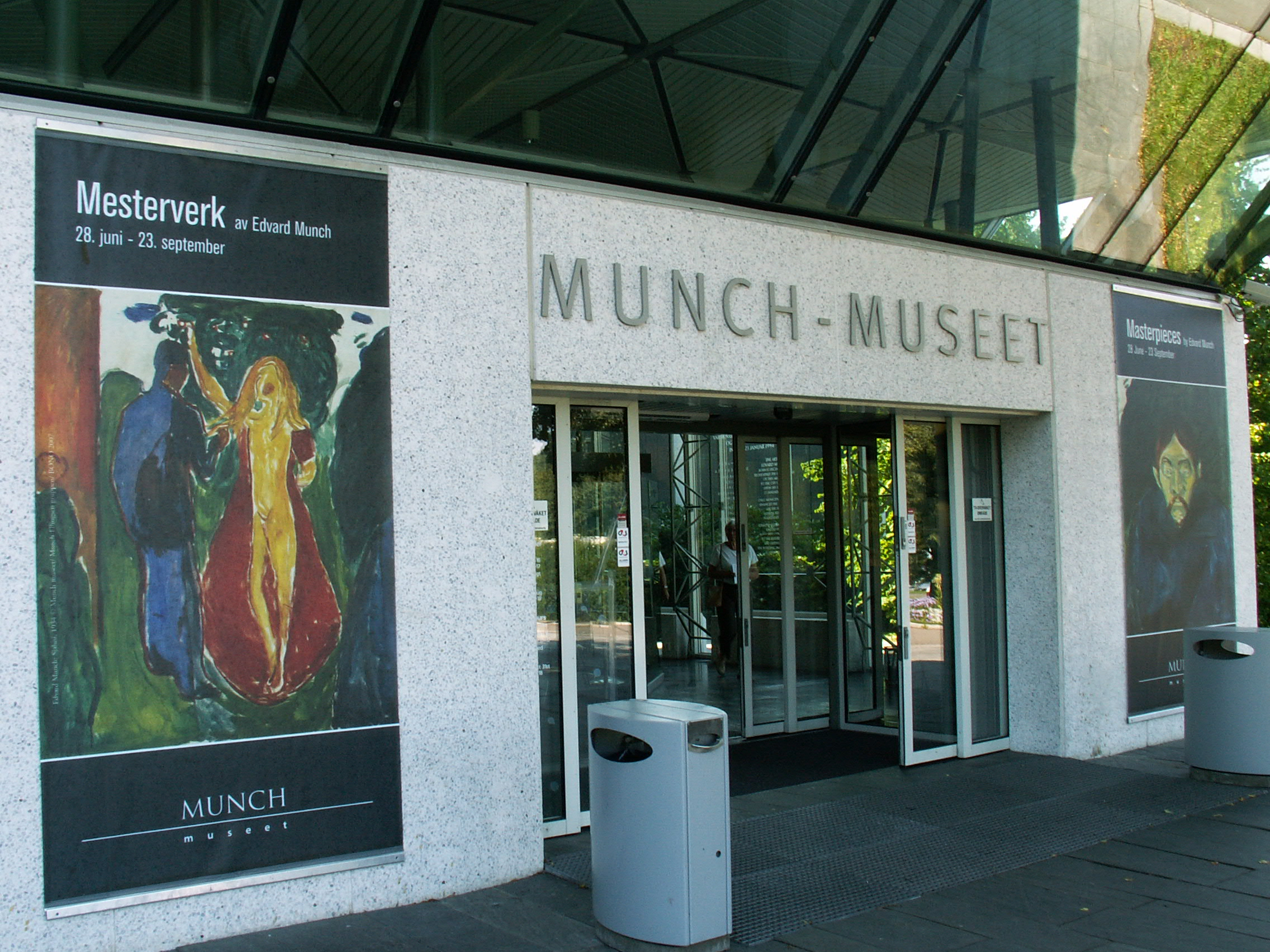
1963年、ムンク生誕100周年を記念して設立されたオスロのムンク美術館。

有名な作品が19世紀末の1890年代に集中しており「世紀末の画家」のイメージがあるが、晩年まで作品があり、没したのは第二次世界大戦中の1944年である。気に入った作品は売らずに手元に残しており、死後は遺言によって、手元に残していた全作品がオスロ市に寄贈された。このため代表作の多くは1963年にオープンしたオスロ市立ムンク美術館に収蔵されている。オスロ市に残された作品は、油絵約1150点、版画約1万7800点、水彩画と素描約4500点、彫刻13点などであった。良質な作品の7割近くがムンク美術館を中心に収蔵されているとされ、美術市場に現れる作品は少ない。そのため日本にあるムンクの絵画作品は、『オースゴールストランの夏』（群馬県立近代美術館蔵、1890年代）、『イプセン『幽霊』からの一場面』（愛知県美術館蔵、1906年）、『マイスナー嬢の肖像』（ひろしま美術館蔵、1907年）、『雪の中の労働者たち』（個人蔵（旧松方コレクション、国立西洋美術館寄託）、1910年、『犬のいる自画像』（ポーラ美術館蔵、1925-26年頃）の5点のみである。
2005年、ドイツのブレーメン美術館でX線調査の結果、ムンクの『死と子供』のキャンバスの下に裸婦と男たちの顔が描かれたもう1枚のキャンバスが隠れていることが分かり、新たな作品の発見となった。

### 『叫び』
『叫び』はその遠近法を強調した構図、血のような空の色、フィヨルドの不気味な形、極度にデフォルメされた人物などが印象的な作品で、最もよく知られ、ムンクの代名詞となっている。絵葉書に始まり、様々な商品に意匠として採用されており、世界中で『モナ・リザ』と並び美術愛好家以外にも抜群の知名度を誇る作品でもある。
ムンクはこの作品の制作について、次のように自らの経験に基づくものであると説明している。
映画『ホーム・アローン』で少年が叫ぶシーンにイメージが転用されるなど、パロディ化の影響もあって、橋の上の男が、自ら叫んでいるように誤解されることも多いが、実際には自然から発せられる幻聴に耐えかねて、耳を押さえている様子が描かれている。
『叫び』は1893年以降4点制作され（リトグラフ作品を除く）、ムンク美術館に2点所蔵されているほか、オスロ国立美術館所蔵と個人所蔵のものが1点ずつある。
このうち、オスロ国立美術館蔵のものは1994年2月12日、強盗団に盗み出される被害に遭ったがその後容疑者が逮捕され作品も取り戻された。2004年8月22日にはムンク美術館所蔵のテンペラ画が、同じく展示されていた『マドンナ』とともに、白昼、銃を持った強盗団に盗み出される被害に遭った。容疑者が逮捕されて有罪判決を受けた後、『叫び』と『マドンナ』は2006年8月31日に警察によって発見された。
個人所蔵のパステル画は、長年ノルウェーの実業家オルセン・ファミリーが所有していたが、ペッター・オルセンがニューヨークのサザビーズに出品し、2012年5月2日オークションにかけられた。その結果、1億0700万ドル（手数料込みで1億1990万ドル）という史上最高額で落札された。買主は公表されていない。ここまでの高額の落札になったのは、作家の評価と作品の知名度が高いことに加え、唯一の個人所蔵作品で市場における希少性があることや、来歴が確かでコンディションも良いといった条件がそろっていたことによる。

### 生命のフリーズ

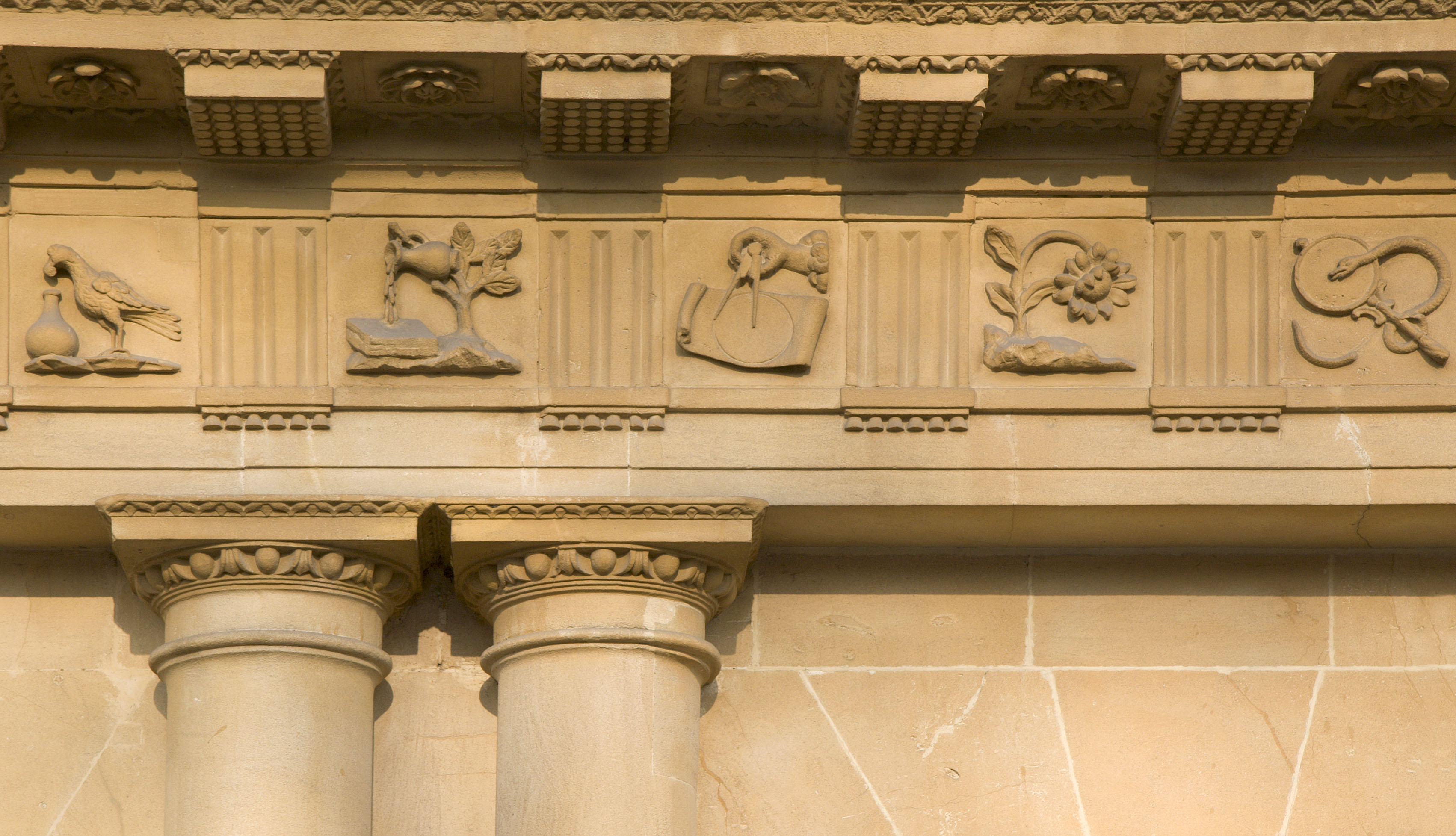
フリーズ

ムンクは主に1890年代に制作した『叫び』『接吻』『吸血鬼』『マドンナ』『灰』などの一連の作品を「生命のフリーズ」と称し連作と位置付けている。「フリーズ」とは、西洋の古典様式建築の柱列の上方にある横長の帯状装飾部分のことで、ここでは「シリーズ」に近い意味で使われている。これらの作品に共通するテーマは「愛」と「死」、そして愛と死がもたらす「不安」である。
1902年の第5回ベルリン分離派展では、22点の作品が「愛の芽生え」「愛の開花と移ろい」「生の不安」「死」という4つのセクションに分けられていた。「愛の芽生え」のセクションには『接吻』『マドンナ』など、「愛の開花と移ろい」には『吸血鬼』『生命の踊り』など、「生の不安」には『不安』『叫び』など、「死」には『病室での死』『新陳代謝（メタボリズム）』などの作品が展示された。一つの部屋の四方の壁がそれぞれのセクションに割り当てられ、絵が部屋を囲むように高いところにぐるりと展示されていた。ムンクはこの時「フリーズ」という言葉を用いて、装飾的意図があることを明らかにしている。
その時の展示状況は写真に残されていないが、翌1903年3月、ライプツィヒで開催した展覧会の展示状況は、その写真が現存している。それによると展示室の壁の高い位置に白い水平の帯状の区画が設けられ、その区画内に作品が連続して展示されている。
1904年にはクリスチャニア、1905年にはプラハで連作展示が行われた。1909年にはラスムス・メイエルが『メランコリー』や『嫉妬』などをまとめて購入した際、次のように書き送っている。
ムンクは1918年にブロムクヴィスト画廊で「生命のフリーズ」の展示会を開くに際し、その成立について次のように振り返っている。この文章によって初めて「生命のフリーズ」という名称が与えられた。

### 肖像画
ムンクは優れた肖像画を残している。初期には自画像や家族の肖像画が多い。また、ハンス・イェーゲルなど、クリスチャニア・ボヘミアンの詩人や芸術家たちを描いた。1890年代にはベルリンやパリの友人たちを描いている。もっとも肖像画のモデルとなった友人たちは、自分たちの肖像画に驚いたり、不満を漏らしたりすることが少なくなかった。1900年代には多くの等身大の肖像画を描いた。晩年、ムンクは友人たちの肖像画をエーケリーの邸宅に集め「私の芸術の護衛兵」と呼んで、求められても手放そうとしなかった。

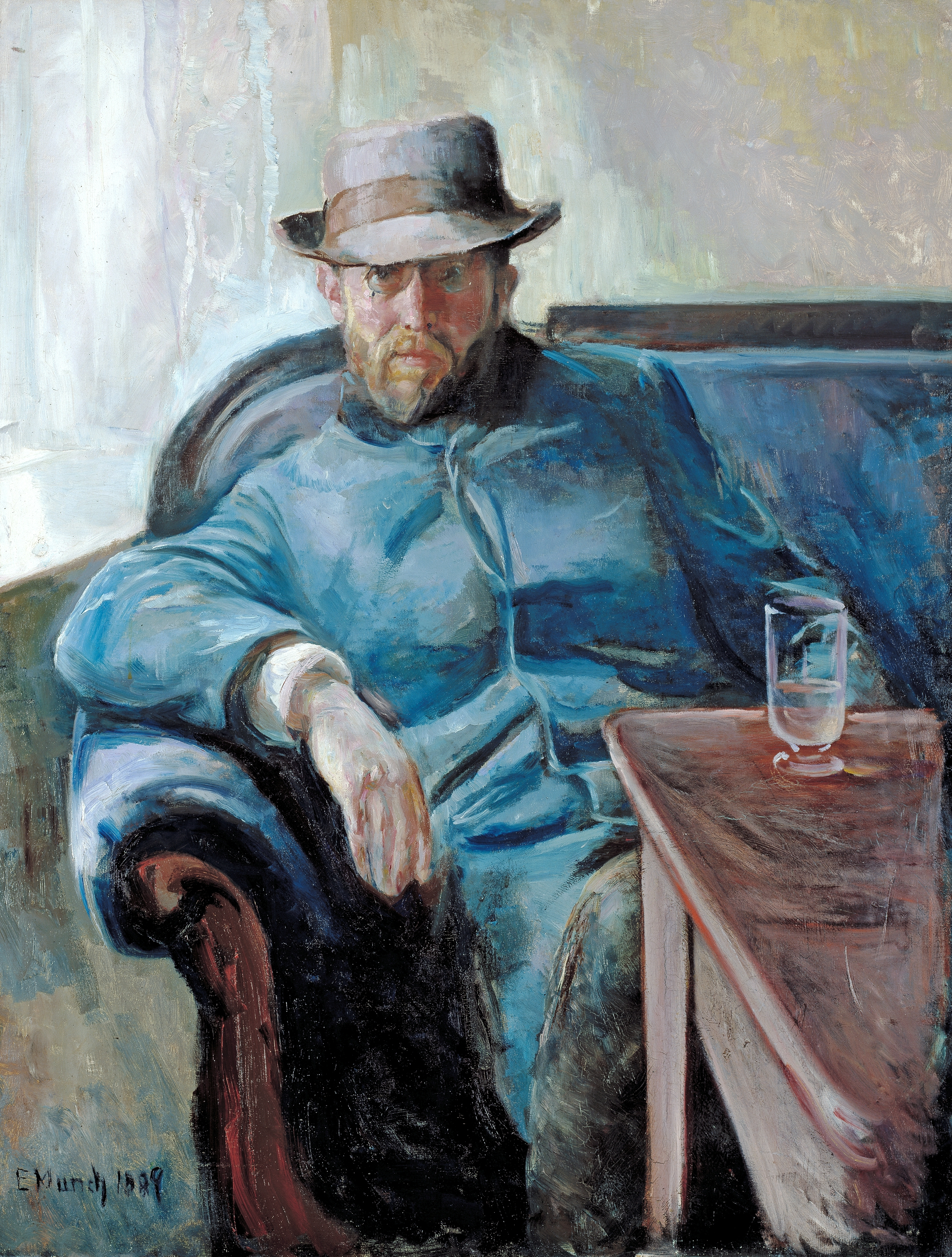
『ハンス・イェーゲルの肖像』1889年。油彩、キャンバス、109 × 84 cm。オスロ国立美術館[213]。
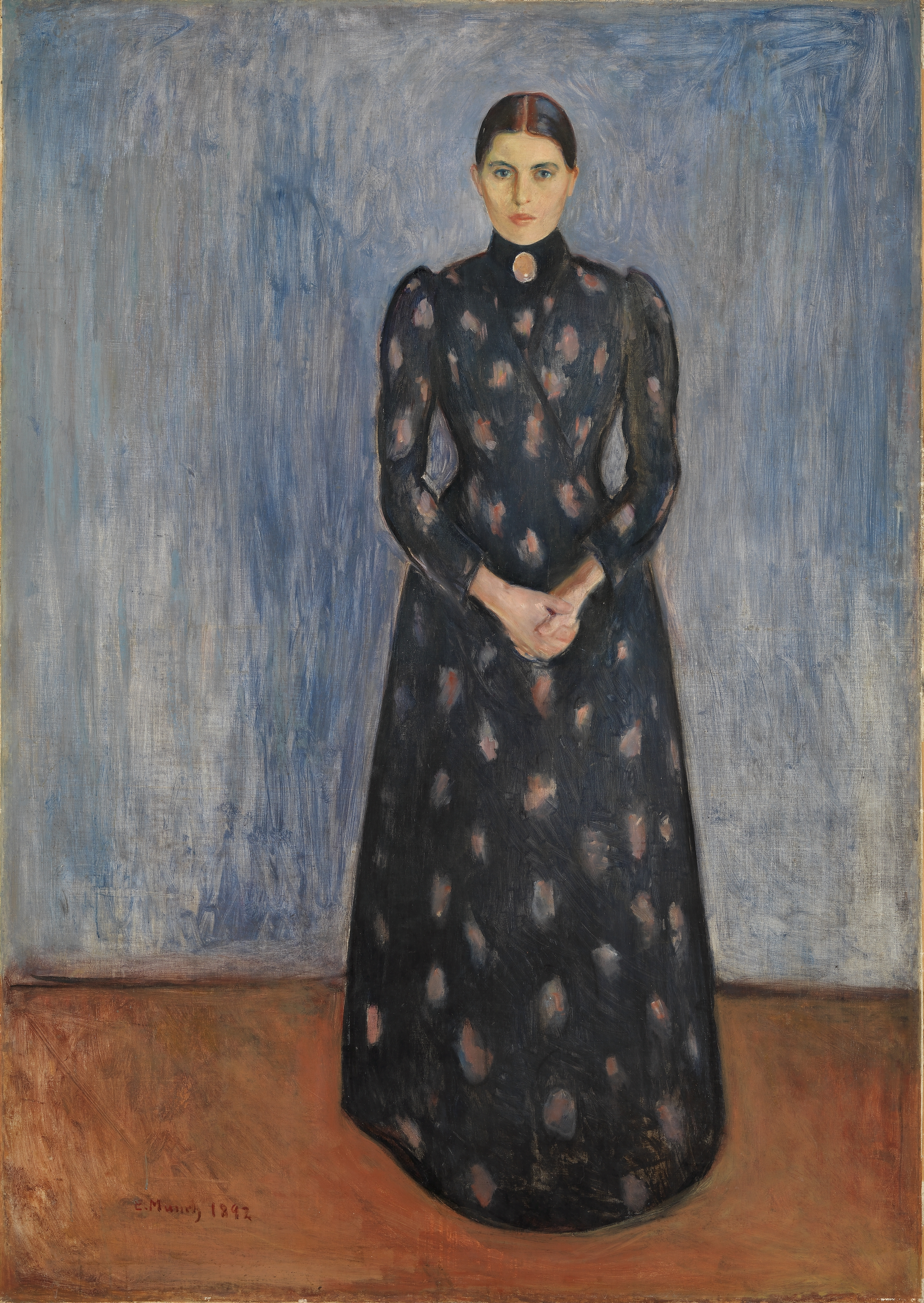
『インゲルの肖像』1892年。油彩、キャンバス、172.5 × 122.5 cm。オスロ国立美術館[214]。
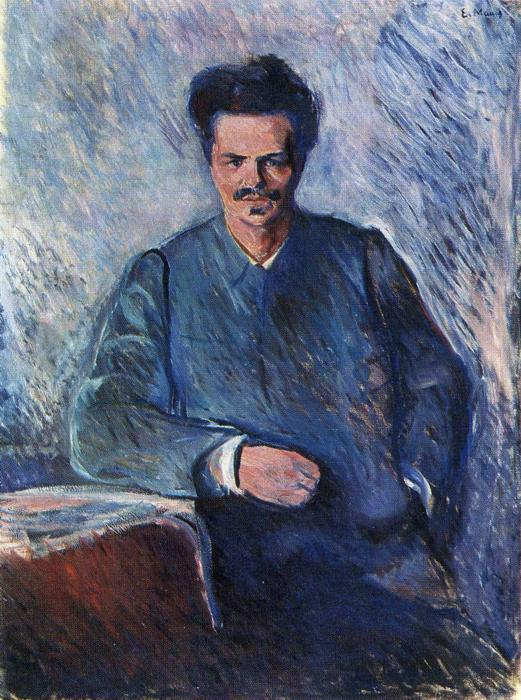
『ストリンドベリの肖像』1892年。スウェーデン国立美術館。
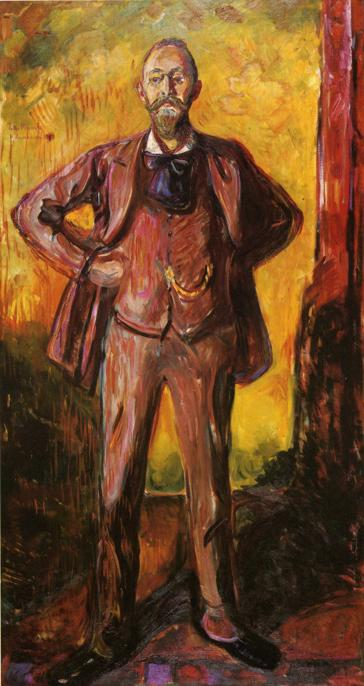
『ダニエル・ヤーコブソン教授の肖像』1908-09年。油彩、キャンバス、204 × 111.5 cm。ムンク美術館[215]。

### 版画
版画、特にリトグラフやエッチングは、1890年頃のフランスで隆盛を迎えていた。1891年にトゥールーズ=ロートレックがムーラン・ルージュのカラー・リトグラフを制作したのと同じ頃から、ムンクも多数の版画の制作を始めた。1894年までにドライポイントの技術を身に付け、間もなくアクアチント、さらに1895年にはエッチングも習得した。これらの凹版画に加え、1894年終わりにはリトグラフも習得した。1895年から1896年のパリ滞在時に『病める子』のカラー・リトグラフを制作して実験を重ねた。最後に木版画も用いるようになった。初期版画のほとんどは油彩画の主題をコピーしたものである。多くの場合、ムンクは銅版、石版、木版の上に直接描したため、刷り上がりは左右が逆になった。アクアチントとドライポイント、リトグラフと木版画、といったように、複数の版画技法を併用している点がムンクの特徴であり、版木をいくつかの部分に分解して刷るといった、新しい試みも行っている。1920年以降は新しい版画制作は減り1930年頃までにほぼ終了した。
ムンクは一つの版画から多くの刷りを重ねており、全部で700以上の版画から、約2万5000の刷りがある。そのうち約1万5000点がムンク美術館に収蔵されている。ムンクと交友を持った美術愛好家グスタフ・シーフラーが、1907年と1928年に、2巻から成る版画の作品目録を出版し、ムンクの版画研究の基礎資料となっている。

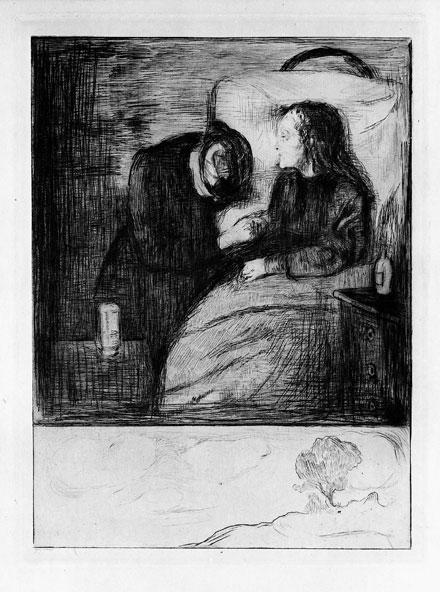
『病める子』1894年。エッチング。
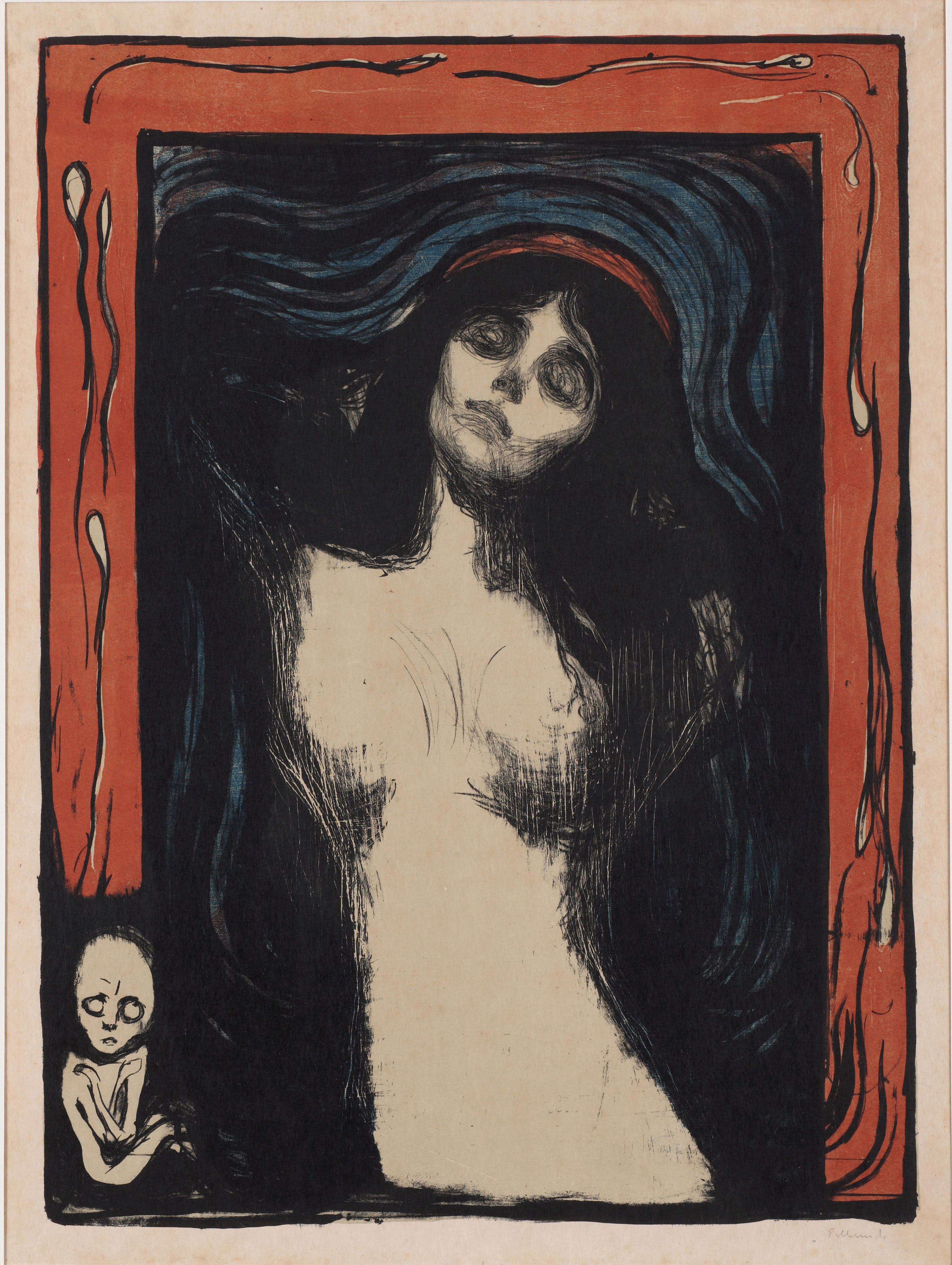
『マドンナ』1895-1902年。リトグラフ、60.5 × 44.4 cm。大原美術館。
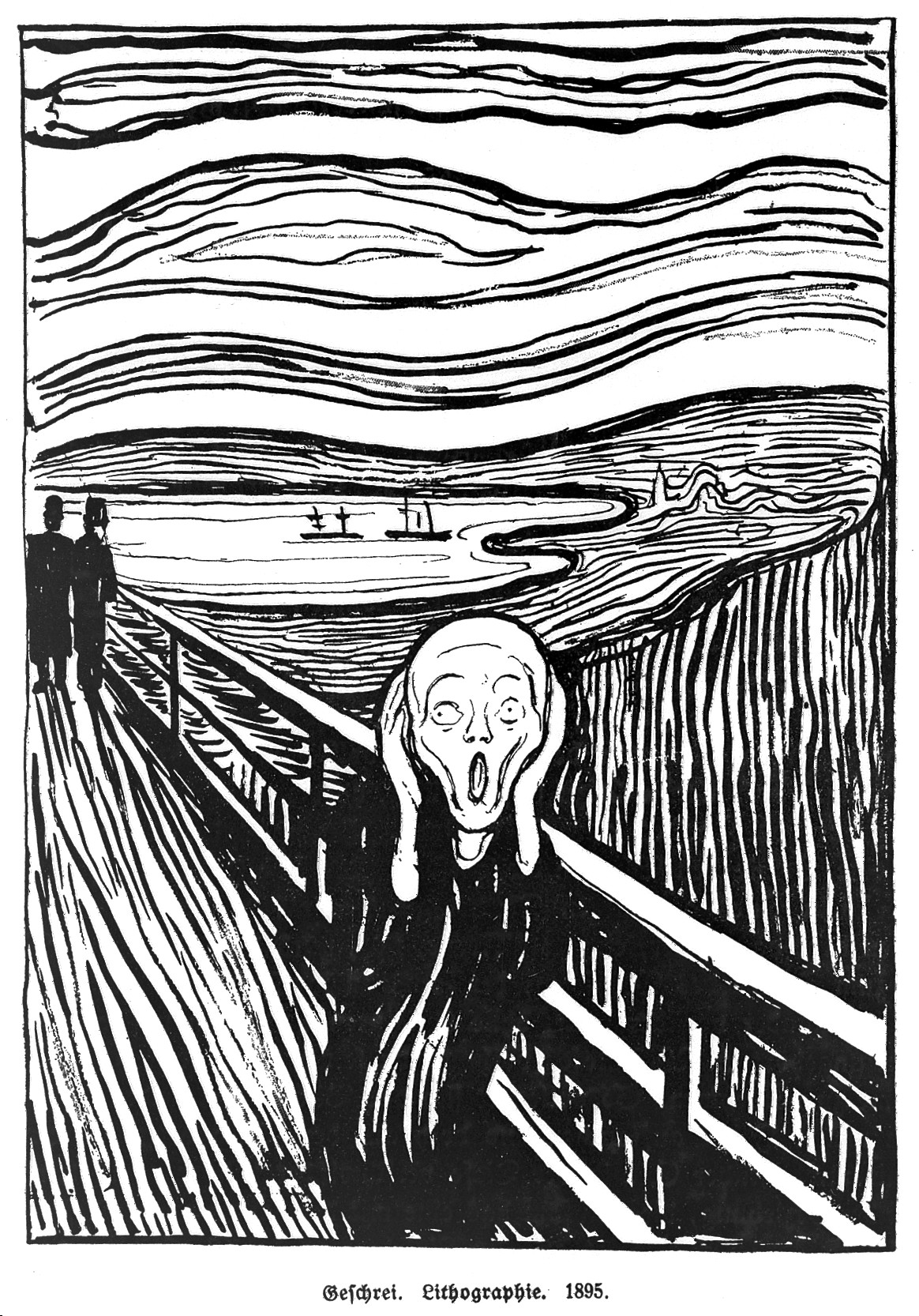
『叫び』1895年。リトグラフ、35.5 × 25.4 cm。ムンク美術館。
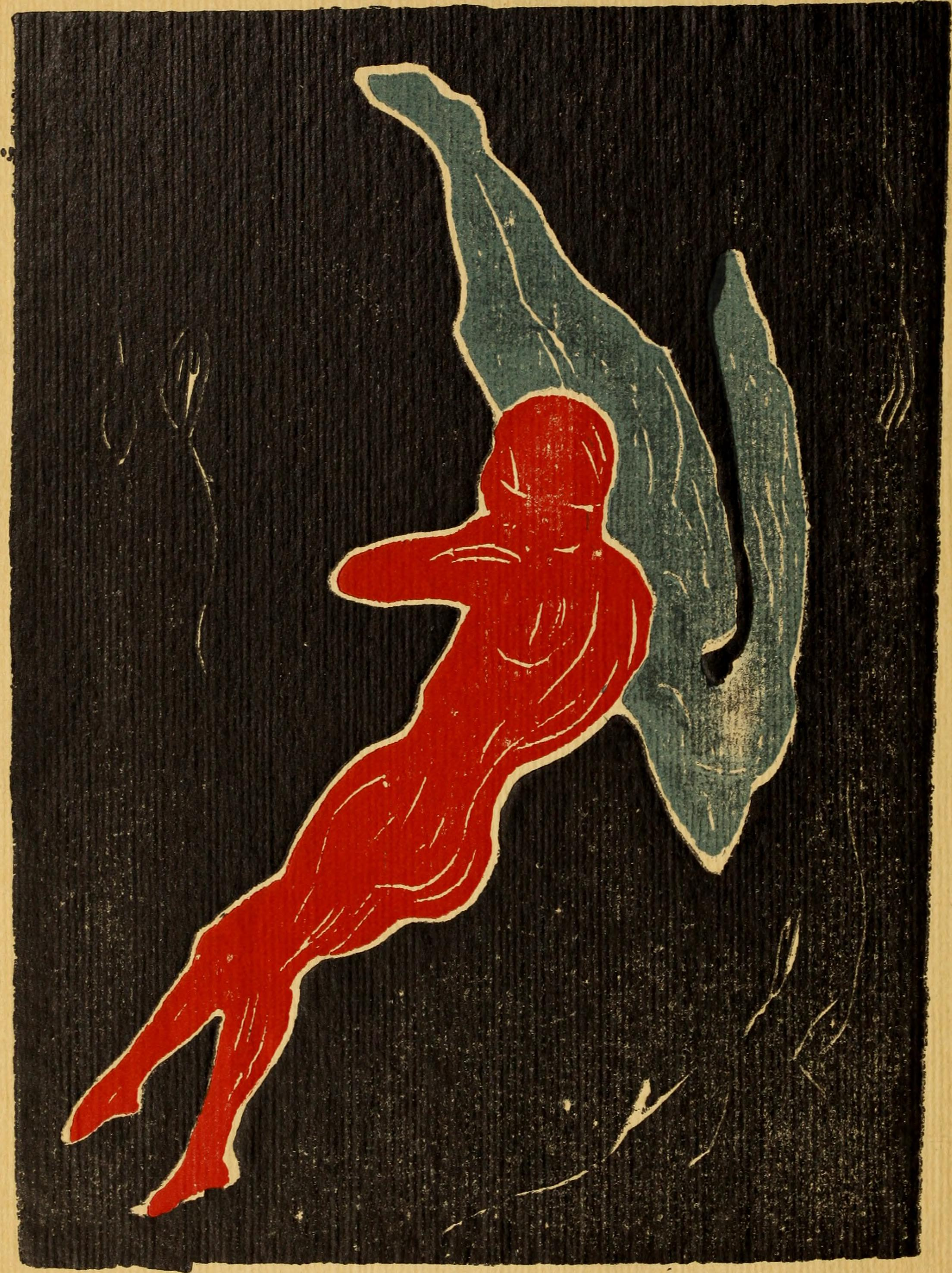
『宇宙での出会い』1905年。木版画。

### 壁画
ムンクは1916年に完成したオスロ大学講堂壁画をはじめ、1906年から翌年にかけて制作した、ベルリンの小劇場のための「ラインハルト･フリーズ」、オスロ郊外のフレイア・チョコレート工場の社員食堂のために制作した「フレイア・フリーズ」（1922年完成）など、建築内部装飾のための大作をたびたび手がけている。
また、ムンクは大学講堂壁画と生命のフリーズとの関係について次のように語っている。